# Büssing AG

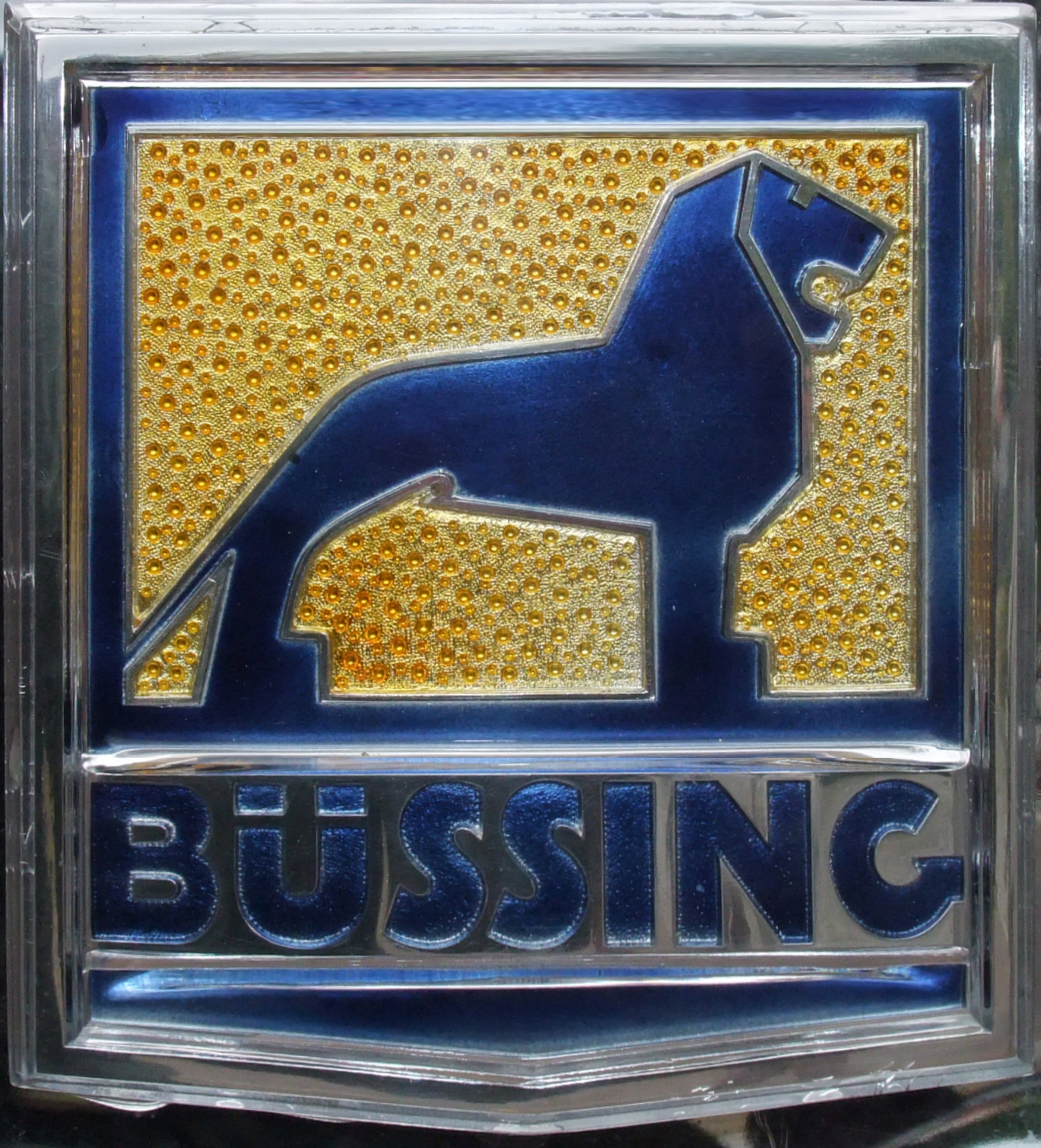
Das Anfang der 1920er von Hermann Fischer entworfene Firmenlogo der Heinrich Büssing Automobilwerke AG: Der Braunschweiger Löwe

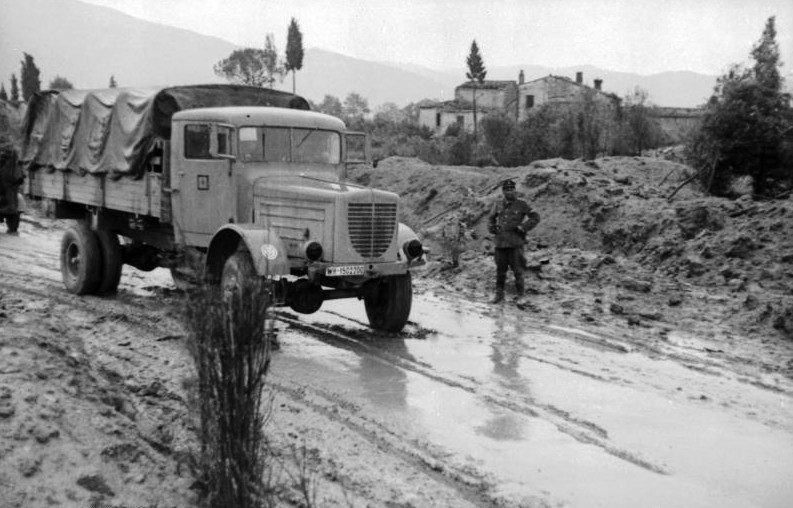
Büssing-NAG der Wehrmacht, 1944

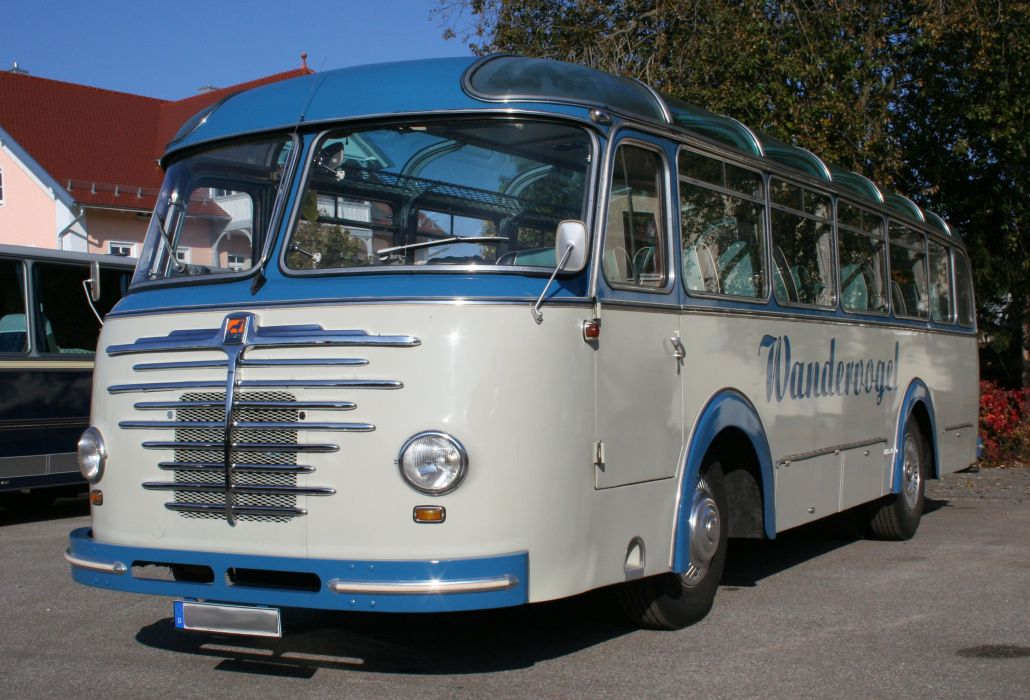
Büssing 4000 T Omnibus (Fremdaufbau)

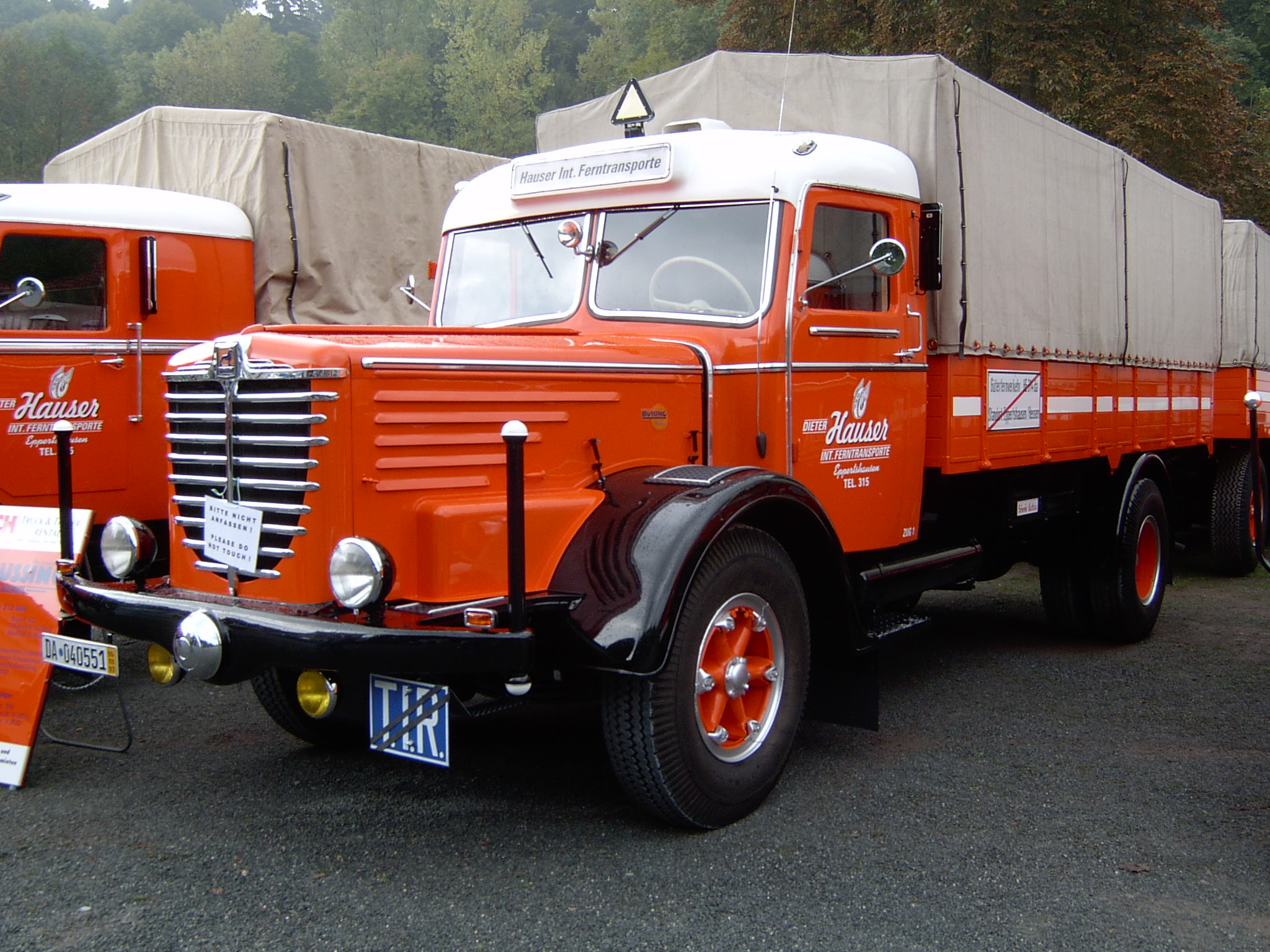
Büssing 8000 Lastwagen (1950–1954)

Die Büssing AG wurde von Heinrich Büssing im Jahr 1903 als Heinrich Büssing, Specialfabrik für Motorlastwagen, Motoromnibusse und Motoren, Braunschweig, Elmstraße gegründet und entwickelte sich zu einem der größten Anbieter von Omnibussen und Lastkraftwagen in Mitteleuropa mit beachtlichen Exporten auch nach Übersee. Insbesondere seit den 1930er Jahren prägten die Omnibusse mit dem Löwenemblem das Bild des städtischen Verkehrs. Spezialität von Büssing waren Fahrzeuge mit Unterflurmotor. 1971 wurde das Unternehmen von MAN übernommen.

## Geschichte

### 1903–1920: Heinrich Büssing, Spezialfabrik für Motorlastwagen, Motoromnibusse und Motoren

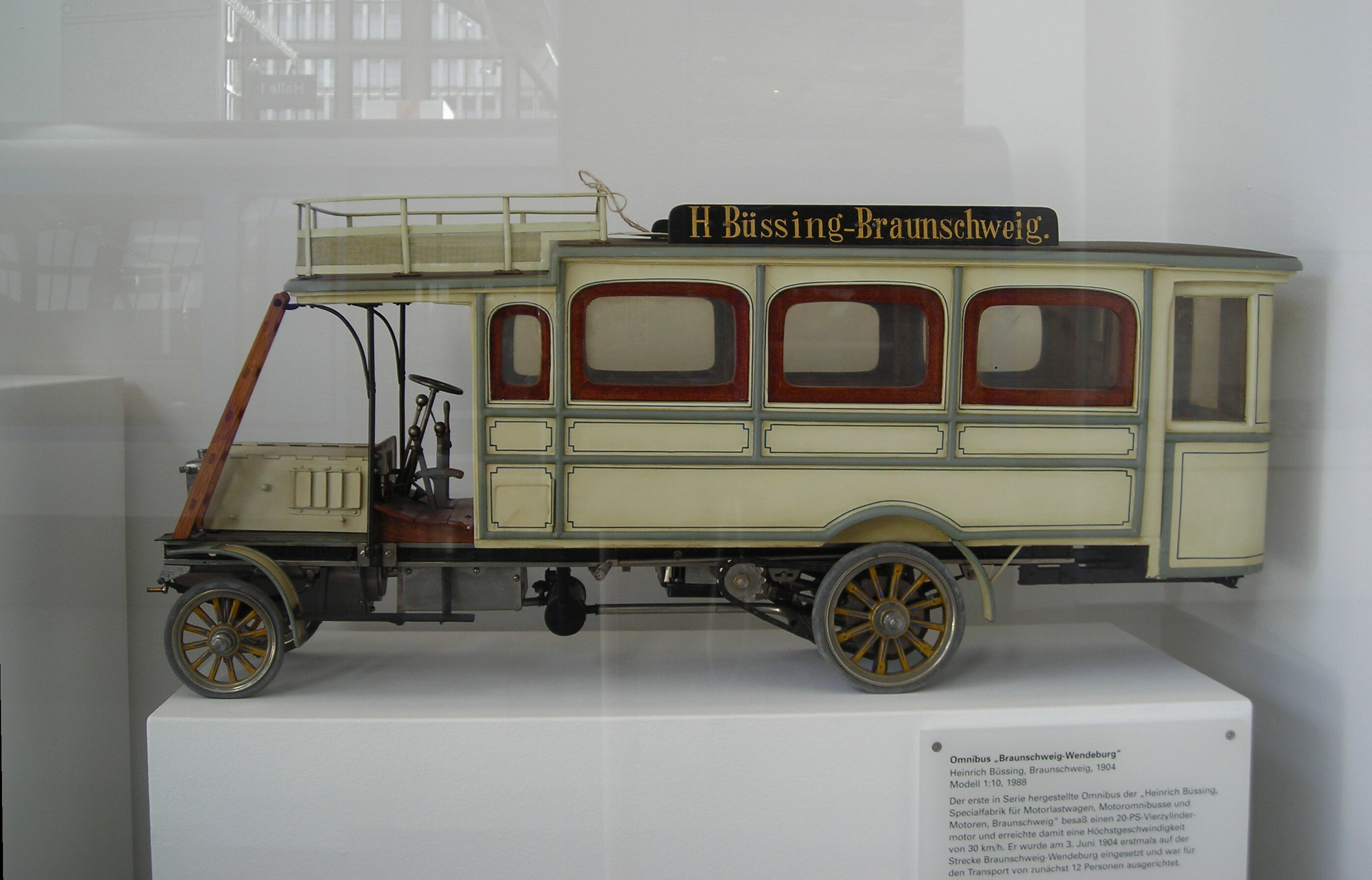
Modell des ersten Büssing-Linienbusses von 1904

Mit seinen beiden Söhnen gründete der Maschinenbau-Ingenieur Heinrich Büssing in einer stillgelegten Wäscherei in der Braunschweiger Elmstraße (heutiger Heinrich-Büssing-Ring) das Büssing-Werk zur Fertigung von Nutzfahrzeugen, nachdem er bereits um 1900 einen Omnibus für zehn Personen konstruiert hatte.
Der 1904 vorgestellte erste Omnibus für zwölf Personen verkehrte ab dem 5. Juni 1904 regelmäßig mit einer Höchstgeschwindigkeit von 30 km/h auf der Strecke Wendeburg–Braunschweig der Büssing-eigenen Automobil-Omnibus-Betriebs-Gesellschaft Braunschweig. Dieses fortan in Serienproduktion gefertigte Modell wurde noch im selben Jahr als Decksitzomnibus nach London exportiert.
Das größte Busmodell jener Zeit war ein mit 38 Sitzen bestückter Decksitzomnibus als Frontlenker (der Fahrersitz befand sich über dem Motor) für die Allgemeine Berliner Omnibus-Actien-Gesellschaft (ABOAG).
Während des Ersten Weltkriegs ruhte die Omnibusproduktion, der Betrieb war durch die Produktion des für den Kriegseinsatz vereinheitlichten Regel-3-Tonners voll ausgelastet.

#### Fross-Büssing
→ siehe: Fross-Büssing
Im Jahr 1908 heiratete Büssings Tochter Hedwig (genannt Hete) den Wiener Maschinenbauer Anton Fross. Dieser gründete 1909 in Wien-Brigittenau eine Maschinenfabrik, die ab 1915 unter dem Namen Fross-Büssing Lastkraftwagen unter Lizenz des Schwiegervaters produzierte. Die für Österreich-Ungarn erworbene Lizenz erlaubte nach dem Zusammenbruch der Habsburgermonarchie die Errichtung eines weiteren Fross-Büssing-Werkes in Prag, das als Továrna na stroje Anton Fross-Büssinga Liberta von 1920 bis 1931 bestand.
Das Wiener Werk lieferte ab 1928 den Großteil der Autobusse für den öffentlichen Verkehr Wiens vor 1945 (mehr als 100 von insgesamt rund 130 Einheiten), wurde aber nach dem Ende des Zweiten Weltkrieges stillgelegt.

### 1920–1922: Heinrich Büssing Automobilwerke KG
Aufgrund der veränderten wirtschaftlichen Lage nach dem Krieg musste sich das Unternehmen 1920 in eine Kommanditgesellschaft umwandeln.
Anfang der 1920er Jahre entwarf der Grafiker und spätere bekannte Tierfotograf Hermann Fischer ein neues Logo als Marke für das Automobil-Unternehmen – einen stilisierten Braunschweiger Löwen in den Farben des alten Herzogtums Braunschweig, Blau und Gelb. Am 10. Juni 1923 ließ die Automobilwerke H. Büssing AG Fischers Fassung markenrechtlich schützen.

### 1922–1931: Heinrich Büssing Automobilwerke AG

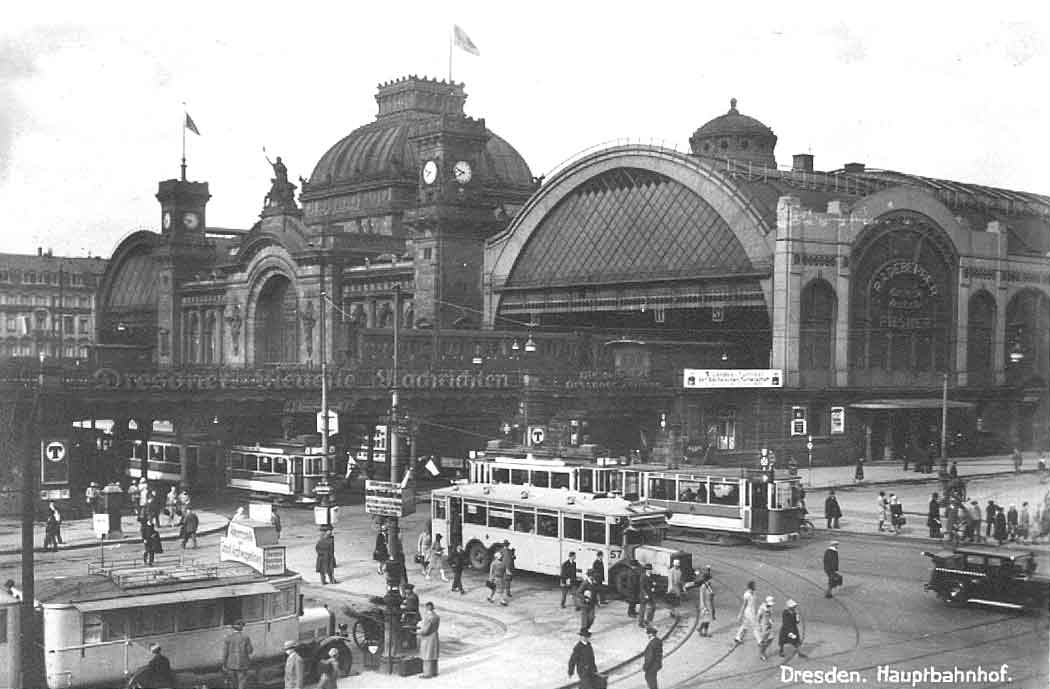
Büssing VI GL, Baujahr 1928, vor dem Dresdner Hauptbahnhof (etwa 1930)

Der Firmensitz befand sich nun in Braunschweig in der Salzdahlumer Straße (heutige Böcklerstraße).
Nach einer erneuten Umwandlung in eine Familien-Aktiengesellschaft wurde die Anzahl der Modellvarianten drastisch gemindert, um ab 1926 in die Fließbandproduktion nach amerikanischem Vorbild einzusteigen. Daraufhin stieg die Produktion im Monat auf 250 Fahrgestelle für Omnibusse und Lastkraftwagen.
Während der Weltwirtschaftskrise wurde der Jahresausstoß merklich gedrosselt.
1929 wurde ein dreiachsiger Frontlenker-Omnibus unter der Bezeichnung Trambus vorgestellt, dessen Motor zwischen der Vorder- und Hinterachse längs zur Fahrtrichtung eingebaut war. Diese Bauweise wurde von Büssing entwickelt und blieb bis 1971 ein Markenzeichen für viele Fahrzeuge aus dem Unternehmen.

### 1931–1943: Büssing-NAG, Vereinigte Nutzkraftwagen AG

Rekonstruierter Büssing-NAG 900 N, Baujahr 1938, Dresden

Büssing übernahm die finanziell angeschlagene NAG, ein Tochterunternehmen der AEG, und konnte somit eine größere Produktpalette an Nutzfahrzeugen anbieten und zum Branchenführer aufsteigen. Nach dem Erwerb der Automobilfabrik Franz Komnick und Söhne AG wurden deren Fertigungseinrichtungen in Elbing (Ostpreußen) unter der Bezeichnung Büssing-NAG Werk Ost geführt.
Zur gleichen Zeit begann eine intensivierte Zusammenarbeit mit dem deutschen Heereswaffenamt, dass Büssing-NAG zu einem bedeutenden Fahrzeuglieferanten der deutschen Streitkräfte vor und im Zweiten Weltkrieg machte.
→ siehe: Büssing-NAG als Rüstungsbetrieb
Das Unternehmen selbst verlegte seinen Sitz an den jetzigen Heinrich-Büssing-Ring 40 in Braunschweig. Neben dem Braunschweiger Löwen wurde als weiteres Identifikationsmerkmal 1933 ein spezifisches verchromtes Kühlergesicht aus einer Längs- und im Zeitablauf unterschiedlich vielen Querstreben eingeführt; dies hielt sich, zuletzt nur noch in Form kleiner Flügel neben dem Büssing-Löwen, bis zum Ende der eigenständigen Produktion. Bereits 1938 erfolgen erste Versuche mit Unterflurmotor in Lastkraftwagen.
| Jahr                        | 1934     | 1935     | 1936     | 1937     | 1938     | 1939 | 1940 | 1941 | 1942 | 1943 | 1944 | 1945 |
| --------------------------- | -------- | -------- | -------- | -------- | -------- | ---- | ---- | ---- | ---- | ---- | ---- | ---- |
| Lastwagenproduktion         | ca. 1700 | ca. 3000 | ca. 3500 | ca. 2800 | ca. 2900 | 4920 | 5040 | 5400 | 4320 | 4710 | 4290 | 818  |
| Zulassung (D) LKW bis 2 t   |          | 320      | 253      | 283      | 127      |      |      |      |      |      |      |      |
| Zulassung (D) LKW bis 2–4 t |          | 1419     | 1982     | 1473     | 1517     |      |      |      |      |      |      |      |
| Zulassung (D) LKW über 4 t  |          | 490      | 578      | 537      | 710      |      |      |      |      |      |      |      |
| Zulassung (D) Omnibusse     |          | 484      | 369      | 237      | 315      |      |      |      |      |      |      |      |
| Zulassung (D) Zugmaschinen  |          | 207      | 298      | 261      | 138      |      |      |      |      |      |      |      |

### 1943–1950: Büssing-NAG Nutzkraftwagen GmbH
Die Familien-AG wurde 1943 aufgelöst und in eine GmbH überführt. Im KZ-Außenlager Schillstraße waren ab 1944 Zwangsarbeiter für die Rüstungsproduktion von Büssing interniert.
Die Fertigungsstätten in Braunschweig waren nach Luftangriffen im Zweiten Weltkrieg stark beschädigt worden, das unversehrte Werk in Elbing stand nicht weiter zur Verfügung. Durch den Wegfall der bis dahin in Elbing gefertigten Karosserien wurden verstärkt Aufbauten von anderen Unternehmen wie beispielsweise Ludewig, Danz oder Kässbohrer, später auch FAKA, auf Büssing-Fahrgestellen hergestellt.

### 1950–1960: Büssing Nutzkraftwagen GmbH
Die Familie Büssing übernahm die letzten Aktienanteile von der AEG und wandelte das Unternehmen Büssing wieder zu einer reinen Familiengesellschaft um. Das Werk in Braunschweig wurde ausgebaut und erhielt 1954 einen modernen Personal- und Sozialbau mit Kantine, in der zum Beispiel ein warmes Mittagessen für 0,50 DM an Werksangehörige abgegeben wurde.

### 1960–1971: Büssing-Automobil-Werke AG

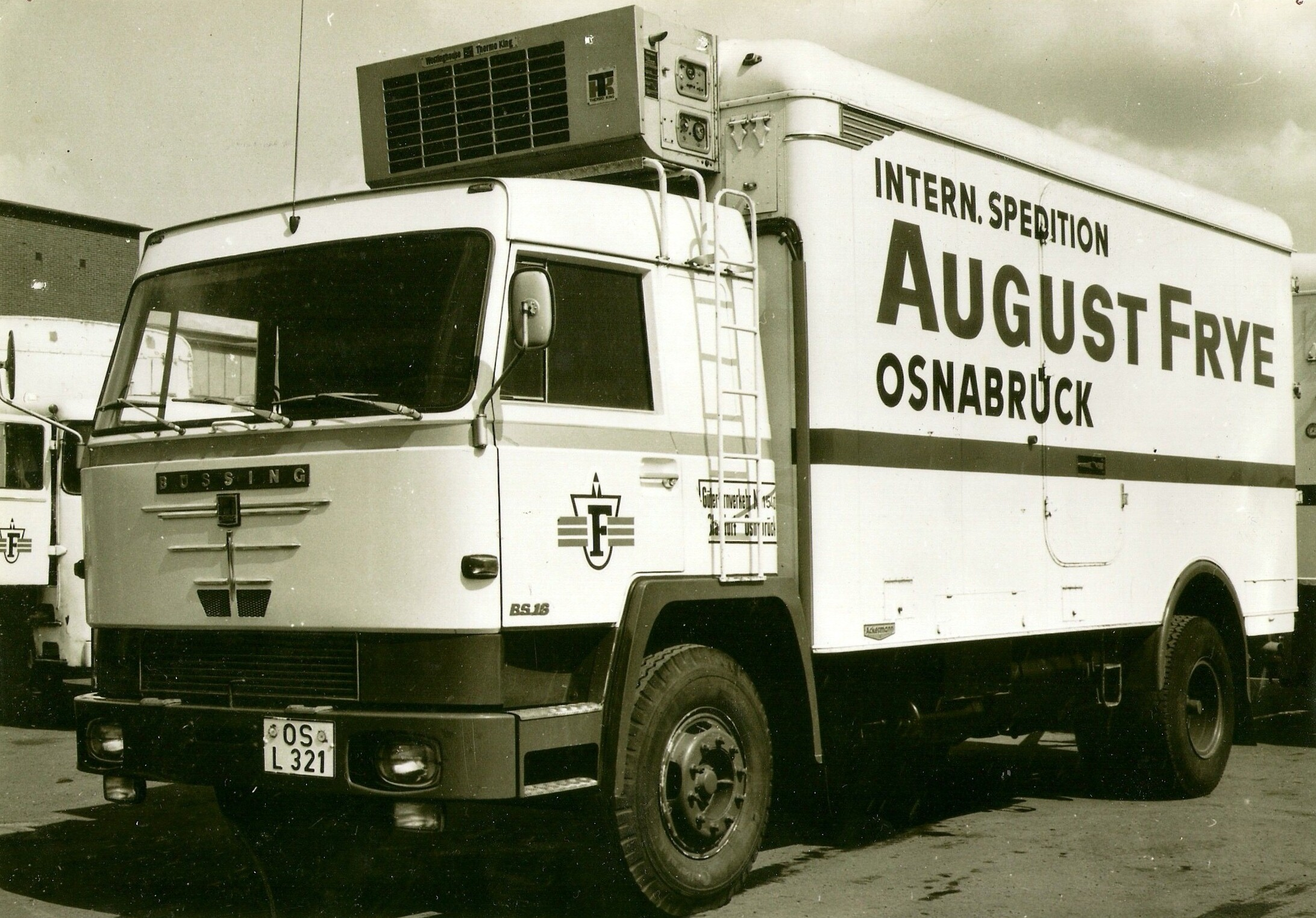
Büssing BS 16 (ab Bj. 1967)

Nach einer Neuordnung der Firmenstruktur wurde Büssing zu einer Aktiengesellschaft und verlegte ab 1965 den Produktionsstandort nach Salzgitter-Watenstedt in die Industriestraße Mitte 159–179. Da bei Büssing klassische Langhauber- und Frontlenkerfahrzeuge parallel zu den Frontlenkermodellen mit Unterflurmotoren angeboten wurden, ergab sich in Konstruktion und Fertigung ein erheblicher Mehraufwand.
1960 erwirtschaftete Büssing zum letzten Mal Gewinn. 1962 stieg die Salzgitter AG in das Unternehmen ein und übernahm es bis 1968 vollständig. Bei Büssing war man von der Konstruktion des Unterflurmotors jedoch weiterhin voll überzeugt und entwickelte in der Folge weitere Modelle mit diesem Antriebskonzept. Beispielhaft zu nennen sind hier der Büssing Commodore Typ 16-210, bei dem auch an einem Sattelschlepper das Unterflurprinzip angewendet werden sollte, der jedoch nur auf wenige gebaute Exemplare kam, sowie der Supercargo Decklaster (beide um das Jahr 1965), dessen Fahrerhaus unter der Ladefläche angebracht war, so dass die gesamte Grundfläche für genormte Transportbehälter zur Verfügung stand. Diese technisch anspruchsvollen Konstruktionen brachten für das Unternehmen hohe Entwicklungskosten mit sich, die sich letzten Endes als Fehlinvestitionen herausstellten. Büssing kam mit seiner wegweisenden Konstruktion aber zu früh (genormte ISO-Container setzten sich für den Straßentransport erst in den 1970er Jahren durch), so dass das Modell sich nicht verkaufen ließ. Noch 1968 wurden der bisher größte Diesel-Unterflurmotor U 12 D entwickelt, sowie die dreiachsige Sattelzugmaschine BS 19 mit dem neuen Motor in stehender Ausführung (S 12 D) zum Transport von ISO-genormten 40-Fuß-Containern. Doch nachdem die enormen Kosten, die Büssing verschlang, selbst die Muttergesellschaft zu gefährden begannen, verkaufte diese ihre Tochter zwischen 1968 und 1972 nach und nach an den Konkurrenten MAN.
| Jahr           | 1960 | 1961 | 1962 | 1963 | 1964 | 1965 | 1966 | 1967 | 1968 | 1969 | 1970 | 1971 |
| -------------- | ---- | ---- | ---- | ---- | ---- | ---- | ---- | ---- | ---- | ---- | ---- | ---- |
| LKW-Produktion |      |      |      |      |      | 2461 |      |      | 2110 | 2864 |      |      |

### 1971: Übernahme durch MAN (MAN-Büssing)

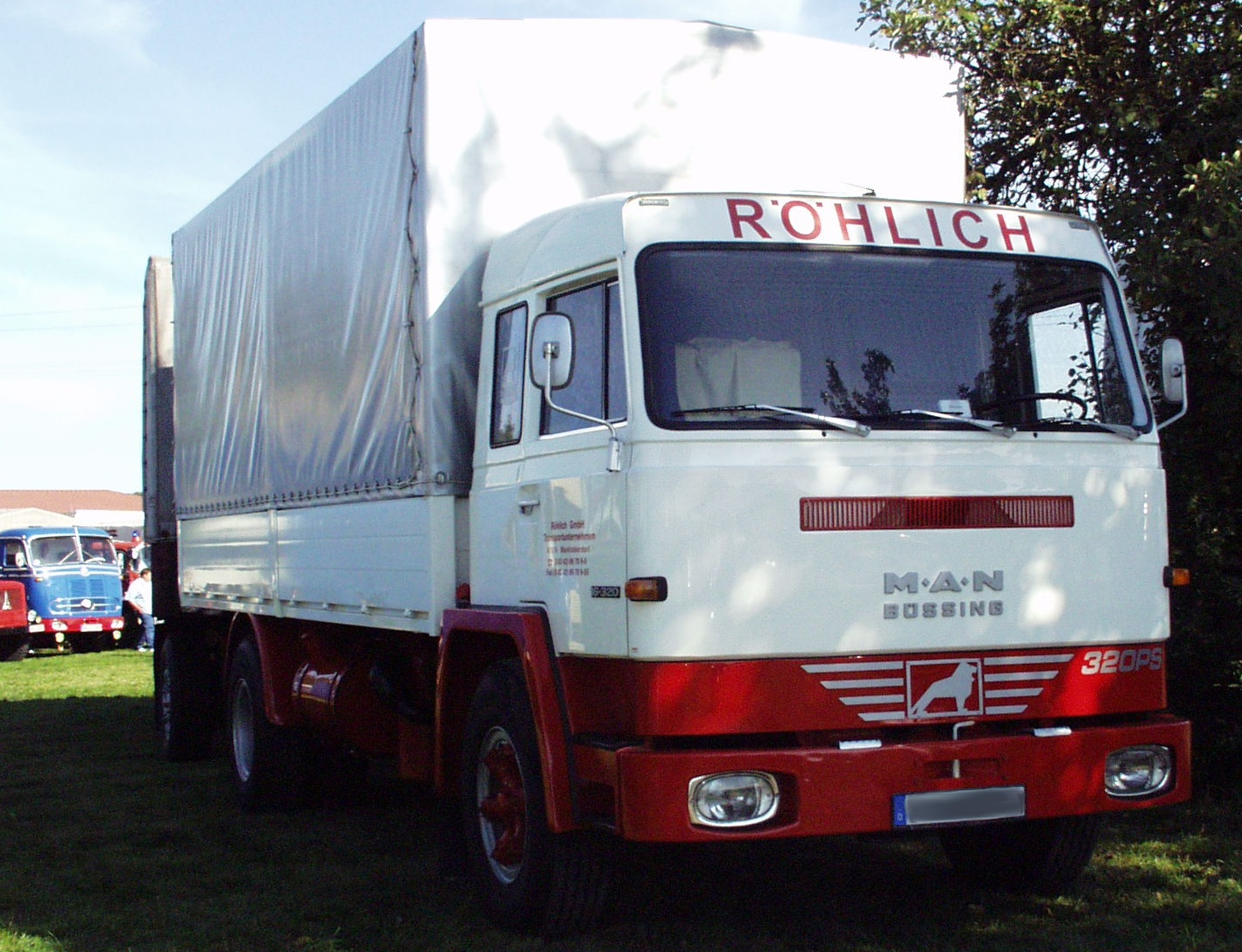
MAN-Büssing-Lkw noch mit Büssing-Fahrerhaus

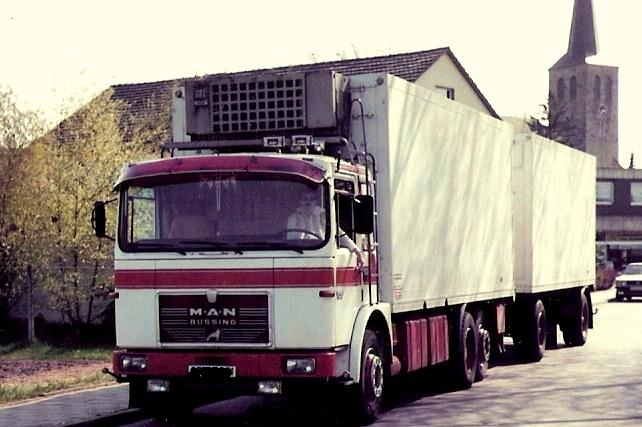
MAN-Büssing-Lkw mit Unterflurmotor und schon mit MAN-Fahrerhaus

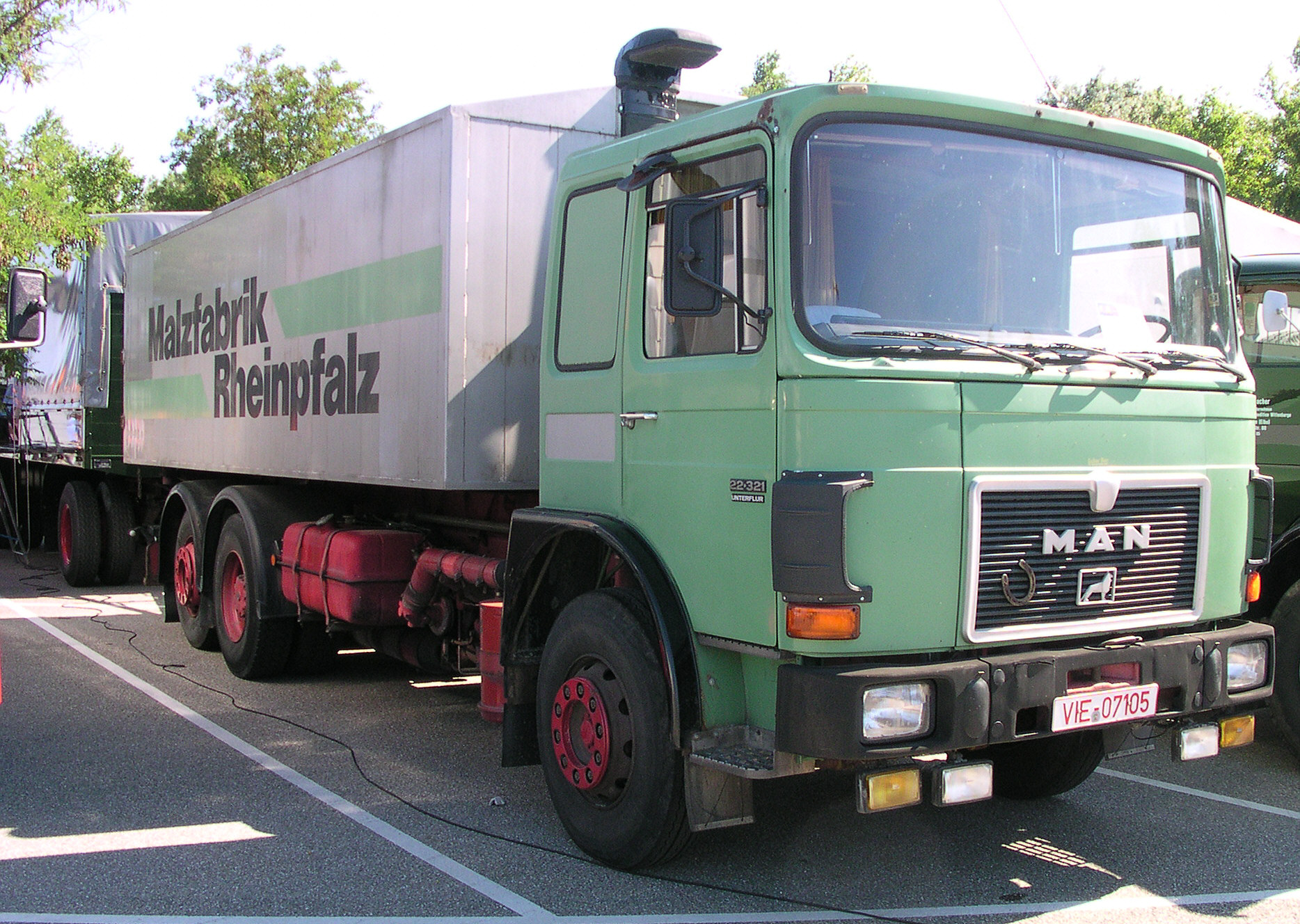
MAN-Lkw mit Unterflurmotor – eine einige Jahre weitergeführte Büssing-Bauart

1971 übernahm MAN das Management bei Büssing. Bis zum Jahresende wurde der bisherige Name Büssing noch eigenständig fortgeführt, ab dem 1. Januar 1972 produzierte die Büssing AG nur noch für die MAN. Die Fahrzeuge trugen ab diesem Zeitpunkt den Schriftzug MAN-Büssing, wurden aber beim Kraftfahrt-Bundesamt als MAN-Produktion registriert. Mit dem Betriebspachtvertrag zwischen Büssing und MAN vom 30. Mai 1972 verpachtete Büssing die Werksanlagen in Braunschweig und Salzgitter-Watenstedt an die MAN. Damit hörte das Unternehmen Heinrich Büssing Nutzfahrzeuge auf zu existieren.
Bis 1973 blieben Büssing-Omnibusse sowie die Lastwagen mit Unterflur-Motor unter dem Doppelnamen MAN-Büssing nahezu unverändert in Produktion, während die Frontlenker-Lkw mit stehend eingebautem Motor sowie die Haubenwagen ab 1972 nicht mehr produziert wurden. Ebenfalls weitergebaut wurden die weit verbreiteten VÖV-Standard-Linienbusse, ab 1972 als MAN-Büssing und später im Werk Salzgitter-Watenstedt auch weiter als MAN-Busse. Danach wurde zunächst bei den Lastwagen das Büssing-Fahrerhaus durch das der vergleichbaren MAN-eigenen Baumuster ersetzt, während die technische Unterflurkonstruktion von Büssing vorerst weiter im Programm blieb und von MAN in eigener Regie noch einige Jahre weitergeführt wurde.
Nach einer Übergangsphase verschwand der Name Büssing auch von den Lkw und Bussen, wo dann statt des Doppelnamens MAN-Büssing nur noch der Name MAN stand: MAN stellte noch bis 1979 Busse und Lkw unter dem Namen MAN-Büssing her. Überlebt hat jedoch das Büssing-Firmenlogo, der Braunschweiger Löwe: Er findet sich nach wie vor – wenn auch in modernisierter Form – am Kühlergrill und am Lenkrad von MAN Nutzfahrzeugen.

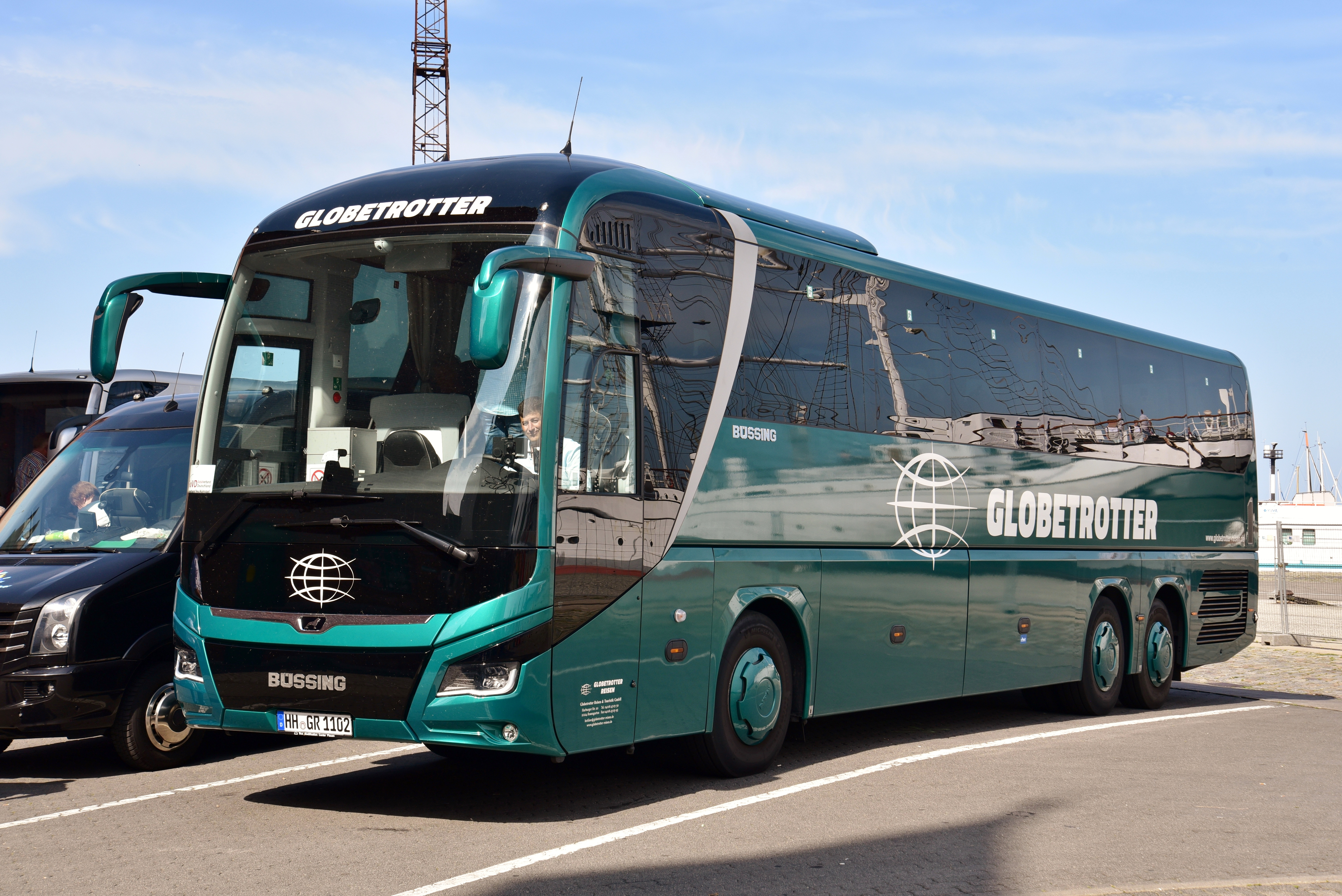
MAN-Reisebus als Büssing-VIP-Edition

Seit 2017 bietet MAN den Reisebus Lion’s Coach in einer Büssing-VIP-Edition an.

## Fahrzeuge

### Omnibusse

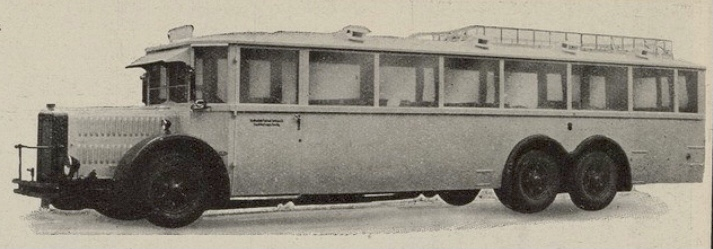
Büssing-Omnibus, Typ VI

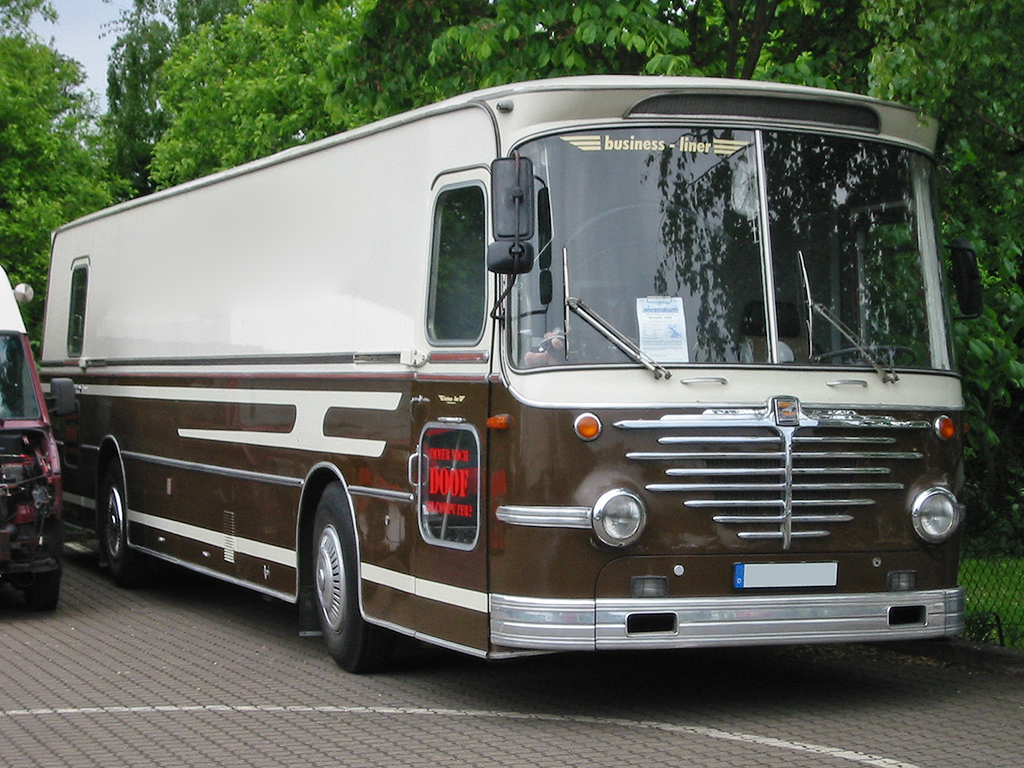
Umgebauter Büssing-Emmelmann-Reisebus

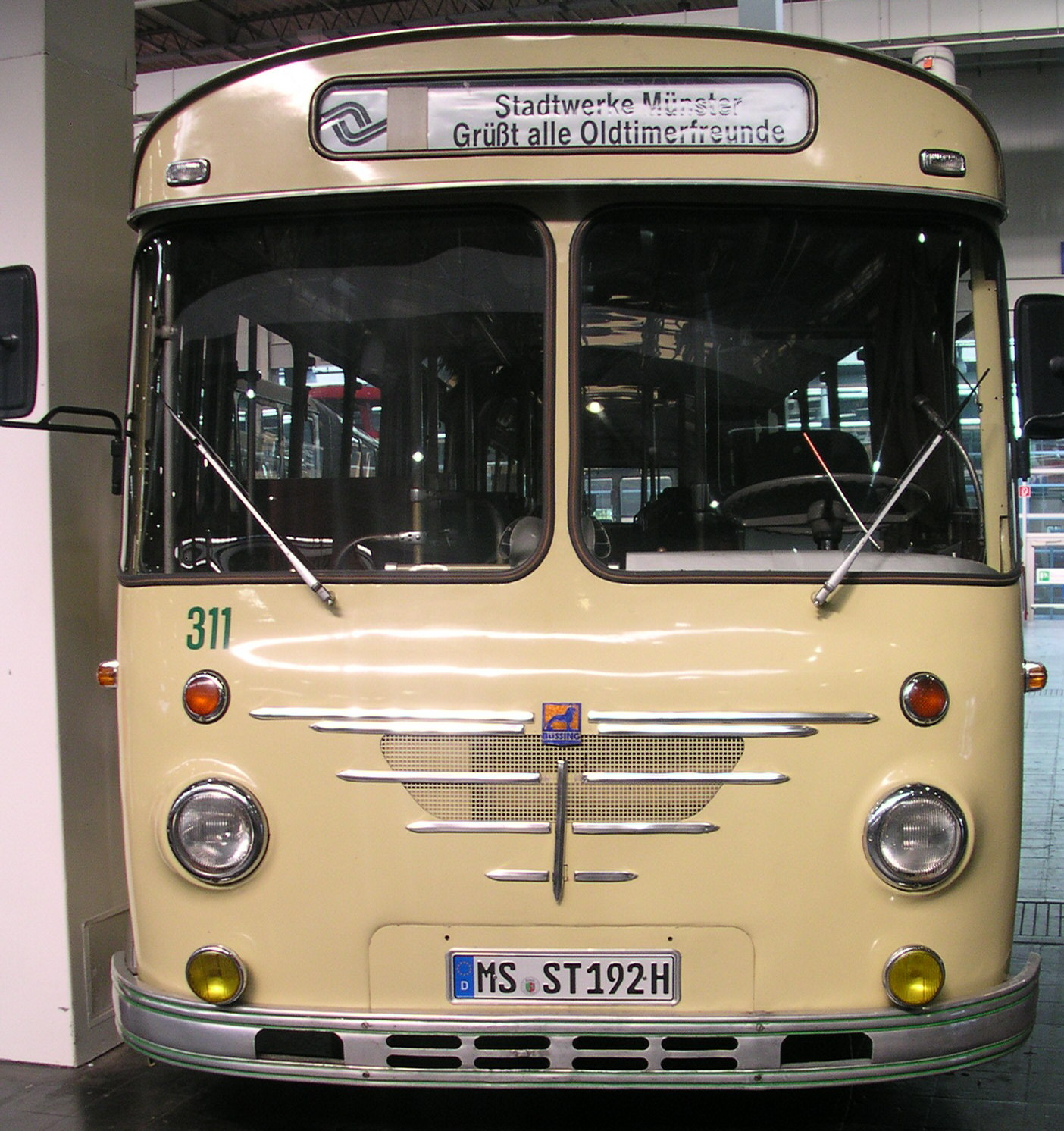
Büssing-Emmelmann-Stadtlinienbus

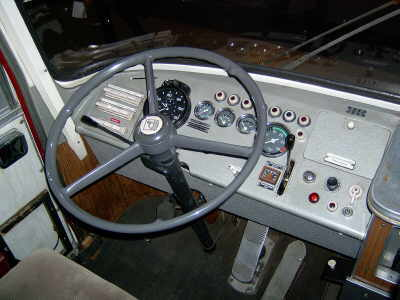
Fahrerplatz im Büssing-Emmelmann-Präfekt 15, Büssing U7, Baujahr 1966

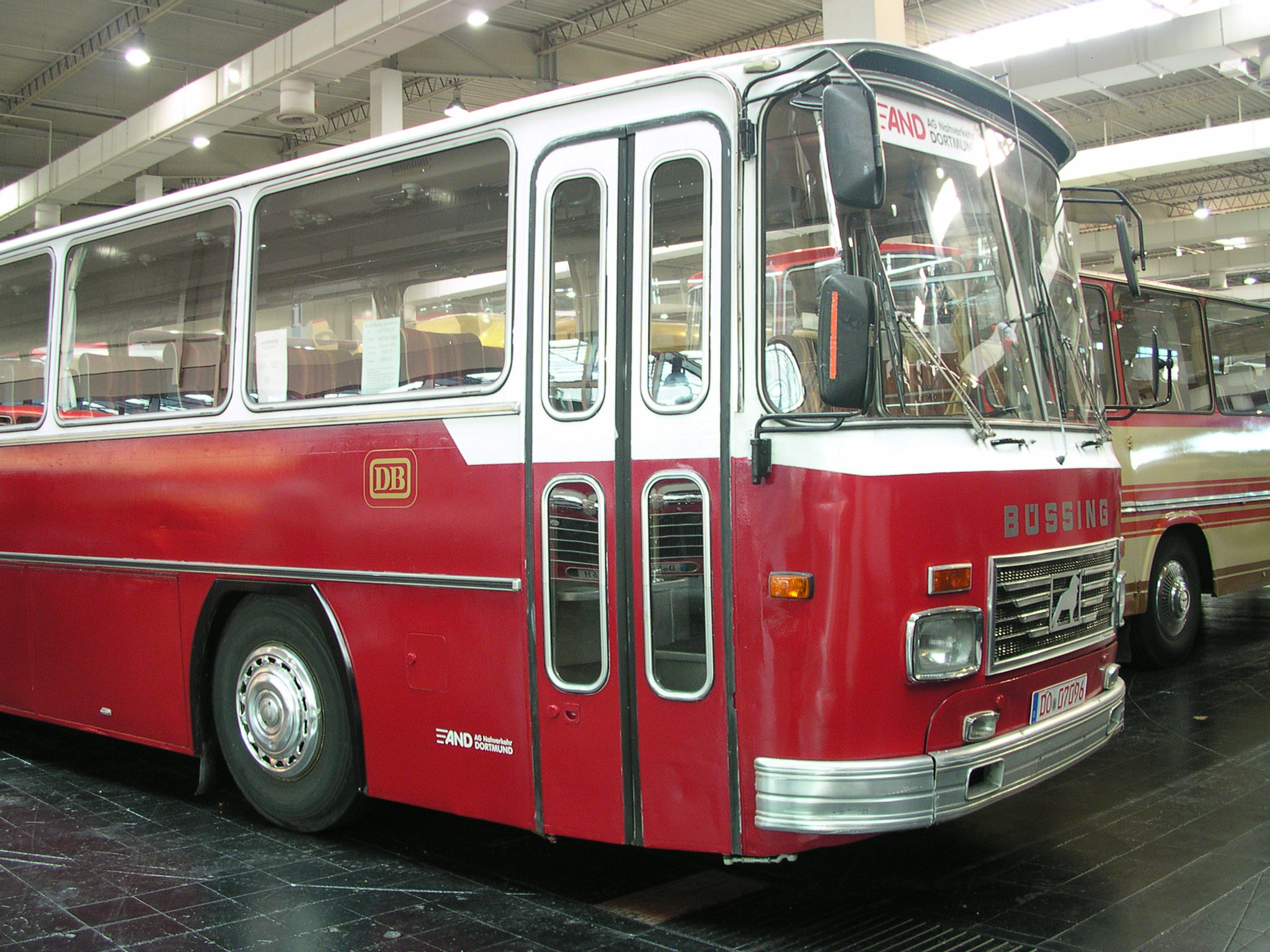
Büssing-Emmelmann-Bahnbus

#### Büssing-Omnibusse
- 1931–1932: Typ 80 N (Omnibus für 70-80 Personen)
- 1931–1933: Typ 40 N (Omnibus für 30-40 Personen)
- um 1931: Typ 30 (N) (Omnibus für 30 Personen)

#### Büssing-Motorbus
1904 entstand der Prototyp eines 20-PS-Motorbusses mit Kettenantrieb und einer Höchstgeschwindigkeit von 30 km/h, der in variierenden Formen, beispielsweise als Decksitzomnibus, in Serienproduktion ging. Der Rahmen bestand aus U-Trägern (aus dem Eisenbahnbau), die Räder waren mit Hartgummi bereift. Das Fahrzeug wies eine patentierte Hinterachsfederung sowie eine Differenzialsperre auf.

#### Motorbus Typ IV
Der Frontlenker Typ IV wurde ab 1906 unter anderem für die ABOAG gebaut.

#### Motorbus Typ II, III
1909 ging man zum Kardanantrieb über.

#### Motorbus Typ VI
Ab 1923 fertigte Büssing Omnibusse mit drei Achsen, von denen die beiden Hinterachsen angetrieben wurden. Diese Busse wurden von Aufbauherstellern auch mit Doppeldecker-Aufbauten versehen.

#### Mittelmotor-Omnibus Typ VI GR
Der erste Omnibus mit Unterflurmotor erschien 1929 als dreiachsiger Frontlenker unter der Typbezeichnung HAWA-Trambus. Der Motor war zwischen den Vorder- und Hinterachsen angebracht und konnte zur Seite heraus geschwenkt werden.

#### O-Bus Typ CuU 33F
1933 wurde an die Berliner Verkehrsgesellschaft ein Prototyp dieses Oberleitungsbusses geliefert.

#### Trambus 285 T bis 650 T, 900 T
Nachdem Büssing 1932 einen Trambus ausschließlich für eigene Zwecke konstruierte, der nicht auf Ausstellungen oder im Linienverkehr zu sehen war, stellten sie auf der Automobilausstellung 1935 die ersten Serienmodelle des Trambusses in Frontlenkerbauweise vor. Die bei diesen Modellen ausschließlich verwendeten Dieselmotoren waren neben dem Fahrer in stehender Bauweise angeordnet. Die Aufbauten trugen teilweise deutliche Züge der Stromlinie. Erst 1938 folgte das dreiachsige Modell 900 T, das jedoch in größeren Stückzahlen nur für Eindeck-Aufbauten nach Berlin geliefert wurde.

#### Trambus 650 TU und 900 TU
1936 stellte Büssing mit den Typen 650 TU (zweiachsig) und 900 TU (dreiachsig) die ersten serienmäßigen Trambusse vor, deren Antriebe nun unterhalb des Fahrers eingebaut waren. Hierzu wurde aus dem stehenden GD-6-Motor der Reihen-Sechszylinder UD 6 mit 145 PS entwickelt. Die Aufbauten hierzu lieferten, neben dem Elbinger Werk, verschiedene Karosseriebauunternehmen.
Ab Kriegsbeginn wurden die Modelle nicht weiter im Programm geführt, jedoch folgte 1941 der Prototyp U-Bus, bei dem der Motor im gekröpften Rahmen mittig zwischen den Achsen eingebaut war. Folgte aus der Vorstellung noch eine kleinere Serie 650 TU mit Kässbohrer-Karosserie für Warschau, blieb es (nach derzeitigem Stand) bei dem von Elbing aufgebauten dreiachsigen Prototyp mit kurzem Achsstand, der in Hannover im Einsatz stand.

#### Sattelzugomnibus Typ SS und Typ DS
Ab 1932 wurden Omnibus-Auflieger in Form von Sattelschleppern gebaut.

#### Kriegsomnibus 4500 T
1942 wurde der Trambustyp 500 T (1938 eingeführt) aufgrund der Typenbeschränkung im nationalsozialistischen Schell-Plan in 4500 T geändert. Die technischen Spezifikationen und Rahmenmaße des Modells änderten sich dabei jedoch kaum. Verwendet wurde der Sechszylinder-Einheits-Dieselmotor mit der Bezeichnung LD, der 107 PS leisten konnte. Den Aufbau des Modells übernahmen – neben dem eigenen Werk in Elbing – verschiedene Karosseriebauunternehmen. Materialbedingt wurden die Aufbauten mit Fortschreiten des Zweiten Weltkrieges immer mehr vereinfacht. Zum Kriegsende wurde das Gerippe nur noch mit Presspappe und einfachem Fensterglas ausgefacht.

#### Halbkettenfahrzeuge 1934–1943
Zugkraftwagen 5t Modelle BN l4, BN l5, BN l7, BN l8, BN 9 und BN 9b (Sd.Kfz. 6)

#### Omnibustyp 5000 T, 5000 TU

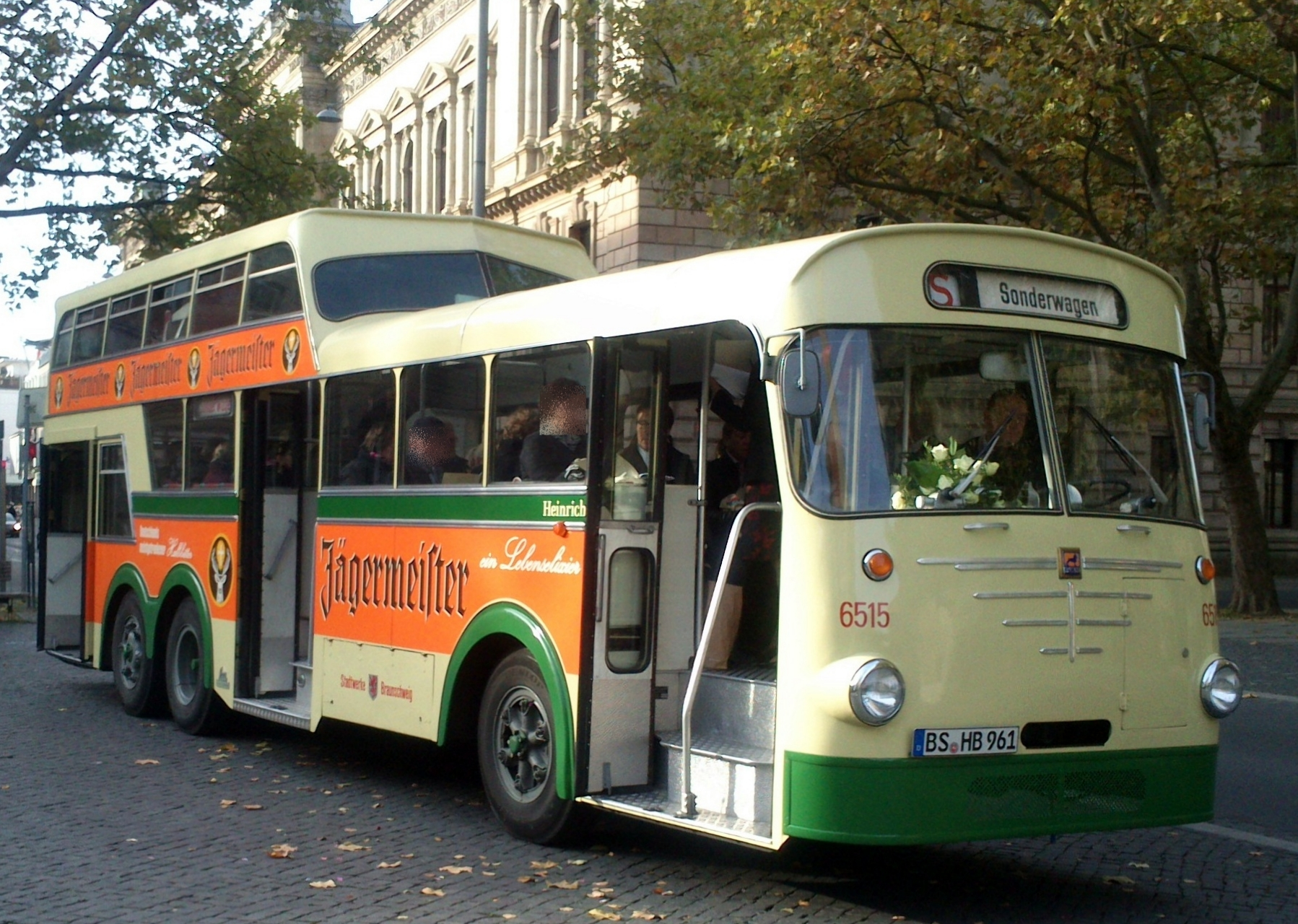
Büssing-Anderthalbdecker von 1965 aus Braunschweig in restauriertem Zustand (ältester original erhaltener 1½-Decker Deutschlands), 2015

Als Büssing im Mai 1945, direkt nach dem Zweiten Weltkrieg, wieder eine Produktionserlaubnis von der britischen Kontrollbehörde erhielt, wurde die Fertigung des Typs 4500 T wieder aufgenommen. Noch im Laufe des Jahres erhielt er dabei seine eigentliche Bezeichnung 5000 T (105er Büssing mit 105 PS), die sich an der Nutzklasse orientiert, wieder zurück. Zunächst wurde er ausschließlich an die alliierte Kontrollbehörde geliefert; erst ab Mitte 1947 konnten auch zivile Betriebe Fahrzeuge auf Bezugsschein erhalten, sofern sie einen dringlichen Bedarf nachweisen konnten. Erste Aufbauten produzierten zunächst die Gebr. Ludewig in Essen, ab Herbst 1947 dann auch die Fahrzeugwerke Recklinghausen. Das Chassis, das Büssing wegen des Verlustes des Elbinger Werkes nicht selbst karossieren konnte, wurde bis Herbst 1949 gefertigt, letzte Aufbauten von Karosseriebetrieben aber teilweise erst 1952 ausgeliefert.
Im Mai 1949 wurde auf der Export-Messe Hannover das Nachfolgemodell 5000 TU mit Unterflurmotor zwischen den Achsen vorgestellt, das sich an dem im Krieg gefertigten Prototyp des U-Busses orientierte, in Technik und Aufbau jedoch weiterentwickelt war. Der neu entwickelte Sechszylinder-Unterflur-Dieselmotor des Typs U9 mit 135 PS Leistung war unterhalb der Rahmenoberkante zwischen Vorder- und Hinterachse angeordnet. Der Aufbau des einzigen Prototyps stammte vom Fahrzeugfabrik Kannenberg (FAKA) aus Salzgitter. Im Gegensatz zu den späteren Serienversionen verschiedener Aufbauhersteller verfügte der Prototyp über zwei breite umlaufende Zierleisten, die an der Front unterbrochen waren, zwei Stoßecken anstelle einer durchgehenden Stoßstange vorne und ein an der rechten Fahrzeugseite angebrachtes Lkw-Hauben-Seitenteil mit der damals für Büssing typischen Schlitzanordnung in Flügelform zur Belüftung der rechten Motorseite. Diese Details zierten zahlreiche Werbedrucksachen der Firma Büssing sowie ein bei der Firma Wiking Modellbau in Auftrag gegebenes Fahrzeugmodell im Maßstab 1:90 (Nenngröße H0).
Im Herbst 1949 wurde die Chassis-Produktion aufgenommen, die jedoch zunächst nur fremdkarossiert lieferbar war. Die 1950 mit Werksaufbau im Querumer Büssing-Werk gefertigten 5000 TU besaßen im Vergleich zum Prototyp nur noch die obere breite umlaufende Zierleiste, die an der Front unterbrochen war. Äußerlich auffällig waren die vorderen untereinander angeordneten Doppelscheinwerfer.
1951 ließ man bei der Typbezeichnung die Ziffern weg, hob das zulässige Gesamtgewicht von 13 auf 13,6 t an und überarbeitete das Modell optisch. Die obere Zierleiste endete bereits vor der Front, die Nebelscheinwerfer wurden nicht mehr unter die Hauptscheinwerfer, sondern unterhalb davon und nach innen dazu gesetzt, die Büssing-Spinne war breiter.
1952 lief der zweitausendste Trambus vom Band.

#### Omnibus 6000 T, 6500 T, 4000 T
Ende 1952 wurde der TU durch den 6000 T mit neuem Sechszylinder-Unterflur-Dieselmotor des Typs U10 mit 150 PS Leistung abgelöst. Im Jahr 1954 folgte der 6500 T, der bis 1957 gefertigt wurde.
1955 brachte Büssing mit dem Karosseriebauunternehmen Gebr. Ludewig den Anderthalbdeckerbus 6500 T Aero auf den Markt.
Der kleine Omnibus 4000 T erschien 1954 in neuartiger Verbundbauweise, wobei das Fahrgestell erst zusammen mit dem Aufbau seine vollständige Festigkeit erhielt.

#### Omnibus TU 5, TU 7, TU 11, TU 10
Die neuen Serien erhielten eine Typenbezeichnung angelehnt an die Hubraumangabe des Dieselmotors. Neben Auwärter Neoplan lieferte Büssing mit diesen Fahrzeugen die ersten luftgefederten Omnibusse. Als letztes Modell war der TU 10 auch noch in Rahmenbauweise erhältlich.
Aufgebaute Gelenkzüge von Emmelmann, Gaubschat, Kässbohrer und Vetter wurden neu ins Programm aufgenommen, da ab 1960 keine neuen Busanhänger mehr erlaubt waren und ab 1963 der generelle Betrieb mit Personen in Anhängern in der Bundesrepublik Deutschland nicht mehr zugelassen war.

#### Omnibusse in Röhrenbauform
Eine neue Generation von Bussen kam 1959 auf den Markt. Die selbsttragende Röhrenbauform erbrachte flüssigere Karosserieformen. Die anfänglichen Typenbezeichnungen mit RU wurden ab 1961 durch die Verkaufsbezeichnungen Konsul, Präsident und Senator (später Präfekt) ersetzt. Die Zahlen in den Typenbezeichnungen bezeichneten die maximal mögliche Anzahl der Sitzreihen, gaben also indirekt Auskunft über die Fahrzeuglänge.
In den 1960er Jahren erreichte Büssing in der Bundesrepublik Deutschland mit diesen Modellen einen beachtlichen Marktanteil:
- 50 % der Eindeck-Omnibusse
- 44 % der Gelenkbusse
- 82,5 % der Anderthalbdecker-Omnibusse, gefertigt von der Karosseriefabrik Gebr. Ludewig in Essen-Altenessen

An Reisebussen war (neben anderen) die Aufbaufirma Emmelmann in Hannover beteiligt – Verkaufslogo Büssing-Emmelmann.

##### Konsul

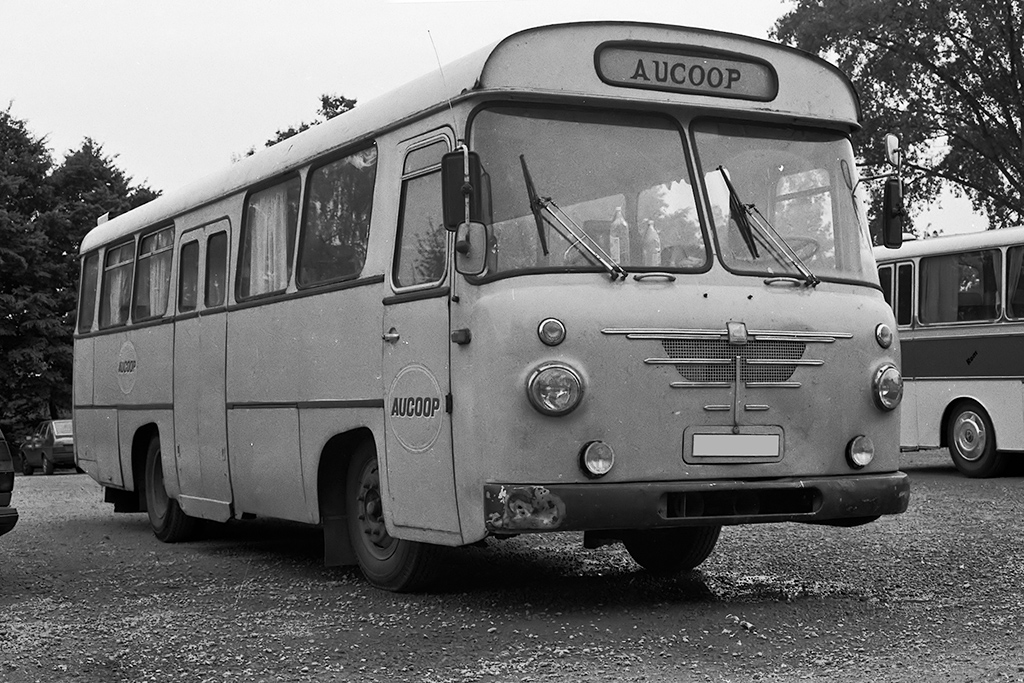
Büssing Konsul

Der vormalige Reisebus 8RU5 wurde auch in großen Stückzahlen von der Deutschen Bundeswehr zum Truppentransport angekauft. Diese Version hatte in der Mitte Doppel-Falttüren und vorne eine Schlagtür.

##### Präsident
Die fortschrittliche Baureihe Präsident (vormals Typ 14RU10) mit liegendem U7-6-Zylinder-Unterflur-Reihenmotor hinter der Vorderachse mit einer Fußbodenhöhe von 920 mm war bereits mit einer Luftfederung ausgestattet. Im Heck konnte ein breiter Einstieg mit großem, tiefer liegendem Perron auch für Schaffnerbetrieb vorgesehen werden. Auch als Zugwagen für Gelenkbusse oder als Anderthalbdecker, die von Emmelmann bzw. Ludewig aufgebaut wurden, eignete sich das Fahrwerk. Der Präsident 14 (11.850 mm Länge) wurde Ende der 1960er Jahre zum Überlandbus BS 120 N (5.850 mm Achsstand, 11.710 mm Länge) und zum Vorortbus BS 120 V (5.400 mm Achsstand, 11.700 mm Länge) mit neuer kantiger Karosserie (hohe Seitenfenster, flaches Dach) weiterentwickelt, die einige Gestaltungs-Elemente des damals geplanten Standard-Überlandbusses vorwegnahmen und zahlreich an Deutsche Bundespost und Deutsche Bundesbahn geliefert wurden.

##### Senator/Präfekt

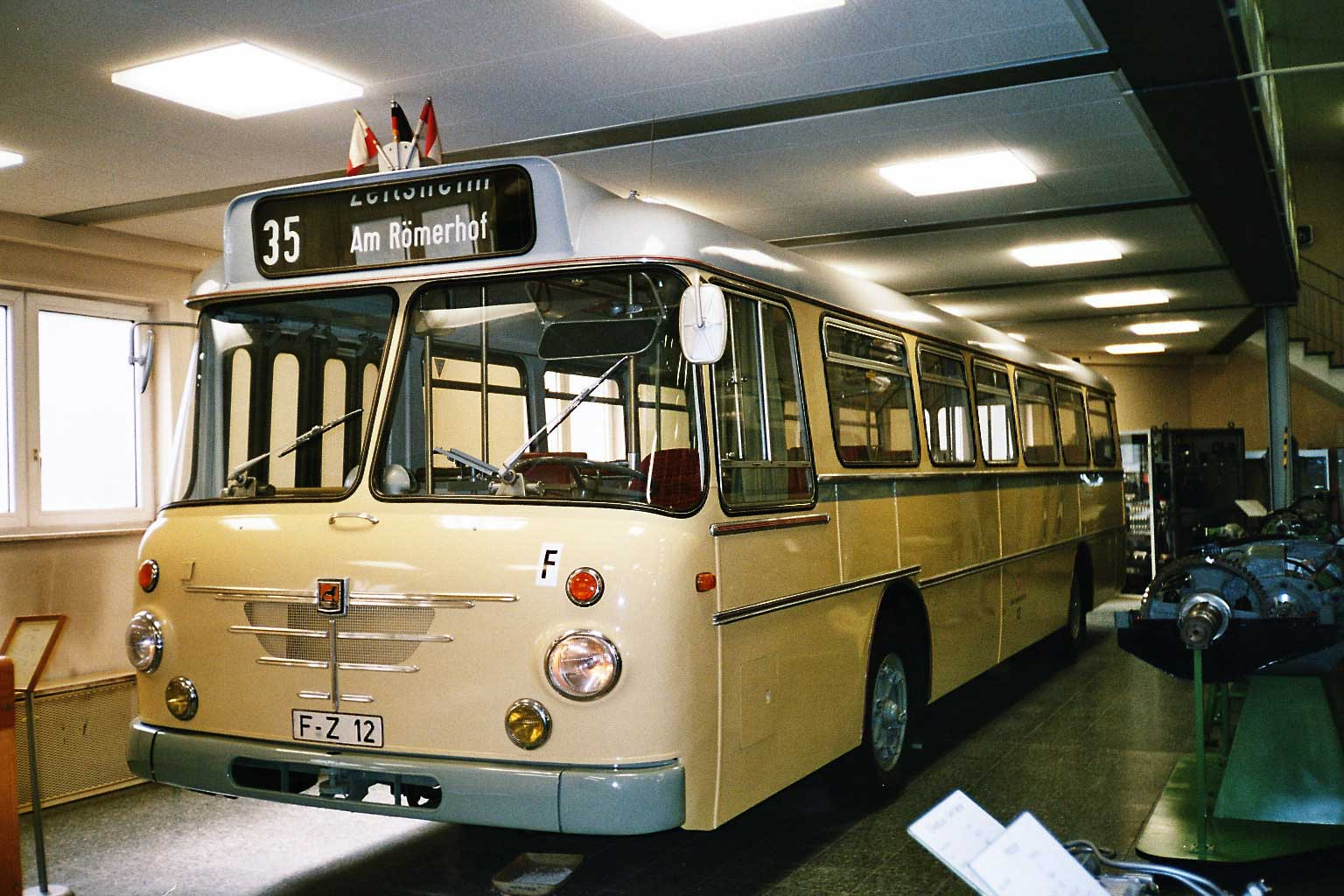
Büssing Senator 13D von 1964

Die Verkaufsbezeichnung Büssing Senator umfasste die ehemaligen Linienverkehrsbusse 11 RU bis 15 RU 7H mit U7-Unterflurmotor längs im Heck liegend. Er hatte die gleiche Front wie der Präsident, die seitlichen Fensterstreben verliefen hier allerdings, dem Zeitgeschmack entsprechend, schräg. 1965 bekam diese Reihe eine neuartige Achsführung mit breiterer Spur vorn und hieß dann Büssing Präfekt. Ab 1966 war er auch mit kantigerer Front zu bekommen. Dieser Typ wurde von 1963 bis 1970 auch als eigenkarosserierter Doppeldeckbus mit 94 Sitzplätzen (Senator bzw. Präfekt 25 bzw. 26) an verschiedene Betriebe im In- und Ausland in verschiedenen Längen geliefert. Dabei waren auch Doppeldecker für Stockholm, die von vorn bis zur Mitteltür niederflurig und podestlos waren und über den Radkästen auf der linken Wagenseite jeweils eine Treppe zum Oberdeck hatten.

#### VÖV-Standard-Linienbusse

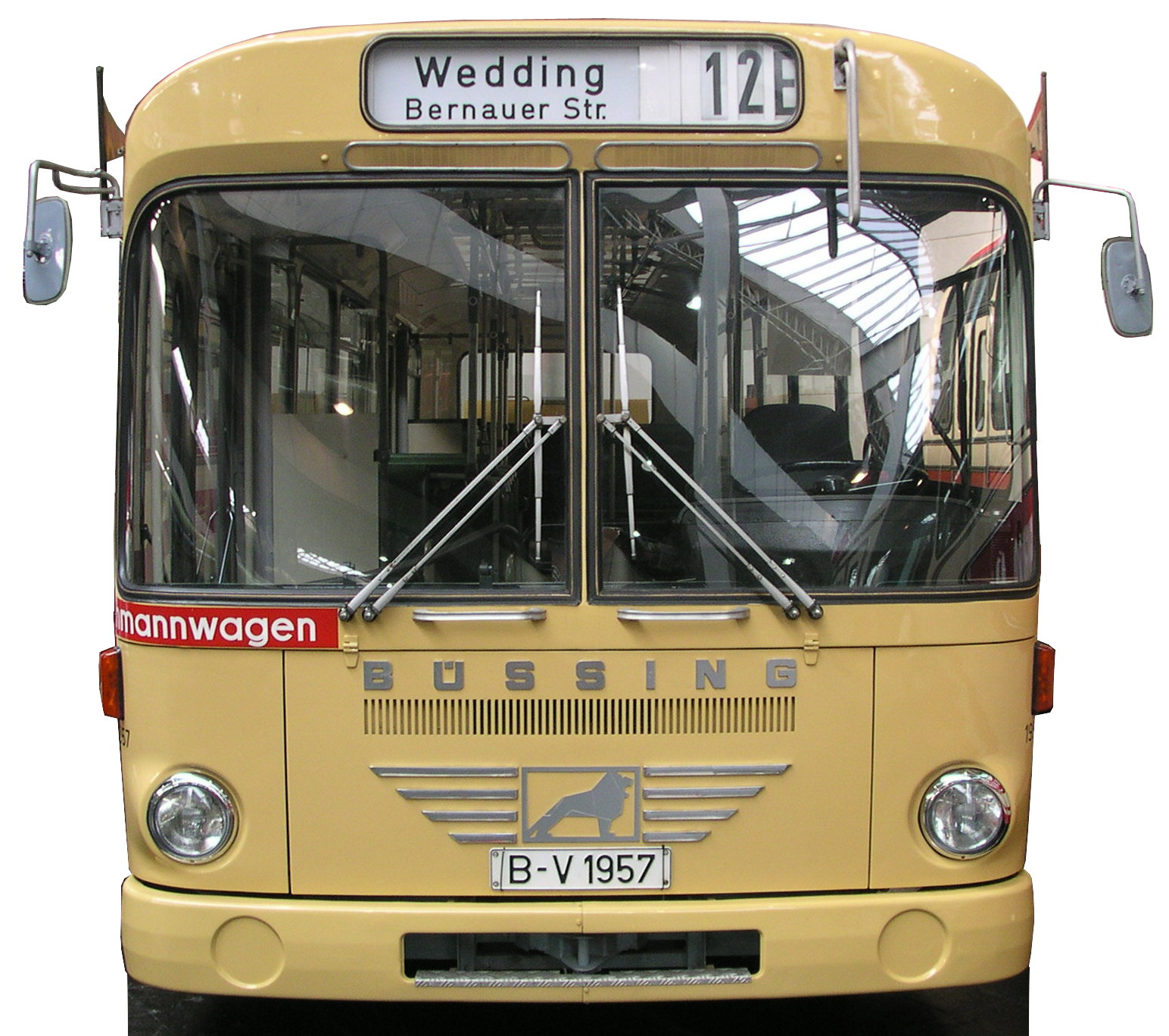
Büssing BS 110 V für Berlin (VÖV-Typ mit StÜLB-Front)

Ab 1968 gab es den Präfekt mit dem neuen kantigen Aufbau nach dem Lastenheft des VÖV-Standard-Linienbusses in drei verschiedenen Längen: Präfekt 11 Standard (9,57 m), Präfekt 13 Standard (11 m) und Präfekt 14 Standard (11,3 m). Ab 1970 änderten sich die Typenbezeichnungen in BS 100 V, 110 V und 113 N.
Mit der Übernahme durch die MAN AG wechselte der, weiterhin in Salzgitter-Watenstedt produzierte, 11-m-Typ in das dortige Programm und wurde noch eine Weile als MAN-Büssing SL 195 verkauft.

#### Omnibusse für den Linienverkehr der Stadt Berlin
Kurz nach der Gründung der Firma Büssing kaufte die ABOAG bereits erste Omnibusse für den städtischen Linienverkehr. Man blieb dieser Marke bis zum Ende treu. Büssing-Omnibusse wurden so zu einem Bestandteil des Stadtbildes.
Die Aufbauten wurden in der Regel nicht vom Fahrgestell- und Motor-Hersteller Büssing, sondern von Aufbau-Herstellern erstellt, meist in Berlin. Ab Mitte der 1930er Jahre wurde das Gerüst des Aufbaus für das Unterdeck in Stahlbauweise ausgeführt, während das des Oberdecks noch in Holzbauweise gefertigt wurde. Die Typenbezeichnungen der Busserien wurden von den Berliner Verkehrsbetrieben (BVG) festgelegt.

##### Doppeldeckerbus, Typ D 38
Von 1938 bis 1940 erhielten die Berliner Verkehrsbetriebe (BVG) dreiachsige Doppeldeckerbusse dieser Bauart mit stehendem Dieselmotor unter der langen, nach vorn vorstehenden Motorhaube, die Fahrwerke sowohl von Daimler-Benz als auch von Büssing und Henschel hatten. 1939/40 lieferten die drei Hersteller auch je ein Fahrgestell, die einen längeren Aufbau bekamen, der den Motor einschloss (sogenannte Trambus-Bauweise); in diesen „Dobussen“ konnten mehr Fahrgäste befördert werden.

##### Doppeldeck-Omnibus D2U

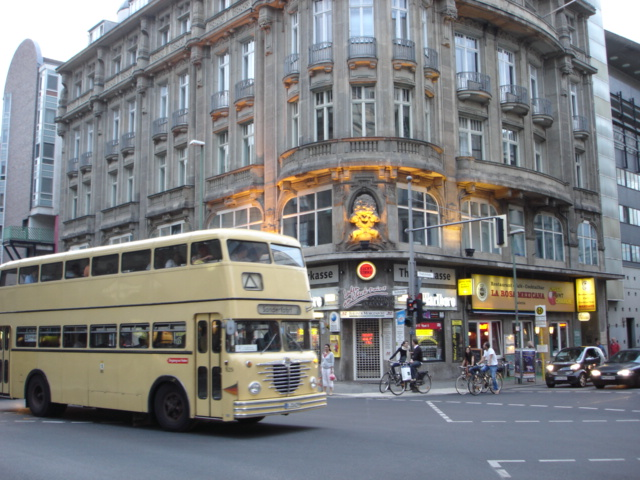
D2U Nachkriegs-Doppeldecker

Nach dem Krieg wurde der zweiachsige selbsttragende Doppeldeck-Omnibus möglich, da Büssing einen flacheren Dieselmotor zur Unterbringung liegend zwischen den Achsen entwickelt hatte. O&K entwickelte zusammen mit der BVG den selbsttragenden Aufbau. Der Prototyp mit Unterflurmotor rechtsseitig hinter der Vorderachse wurde 1951 getestet. Von 1952 bis 1964 erfolgten die Serienlieferung des 10,3 m langen Busses von den Aufbauherstellern (O&K in Spandau, DWM in Borsigwalde und Gaubschat in Neukölln) dieses typischen Doppeldeckerbusses in West-Berlin der Nachkriegszeit. Diese Wagen hatten wegen der Höhenbeschränkung in Deutschland im Oberdeck einen tiefer liegenden Seitengang auf der linken Seite und Vierer-Sitzbänke. Der zunächst offene Zugang zur hinteren Plattform, auf der sich auch die Treppe zum Oberdeck befand, wurde ab 1963 nach Anordnung der Aufsichtsbehörde mit einer vierteiligen Falttür geschlossen, ohne dass es vorher zu einer Häufung von Unfällen kam. Die älteren Serien wurden mit dieser nachgerüstet. In der Umgangssprache des BVG-Personals hießen diese Omnibusse Trampelwagen, da die Schaffner mangels eines festen Schaffnerplatzes durch den Wagen zu den Fahrgästen gehen mussten (Pendelschaffner). 1978 wurde der letzte D2U ausgemustert. Zu besonderen Anlässen wird der erhaltene Wagen 1629 weiterhin von der AG Traditionsbus in Berlin bei Sonderfahrten eingesetzt.

##### Doppeldeck-Omnibus D3U
Hierbei handelt es sich um die 1952 in 39 Exemplaren gelieferte dreiachsige Version des D2U. Im Gegensatz zum selbsttragenden Aufbau des D2U wurde hier noch der schwere Fahrgestellrahmen des Büssing 12000 genutzt. Dies erklärt die dritte Achse, denn der Wagen war mit 11,1 Metern nur 70 Zentimeter länger als der D2U. Ein Exemplar ist in der Sammlung Kommunalverkehr Monumentenhalle des Deutschen Technikmuseum Berlin erhalten geblieben.

##### Doppeldeck-Omnibus DF

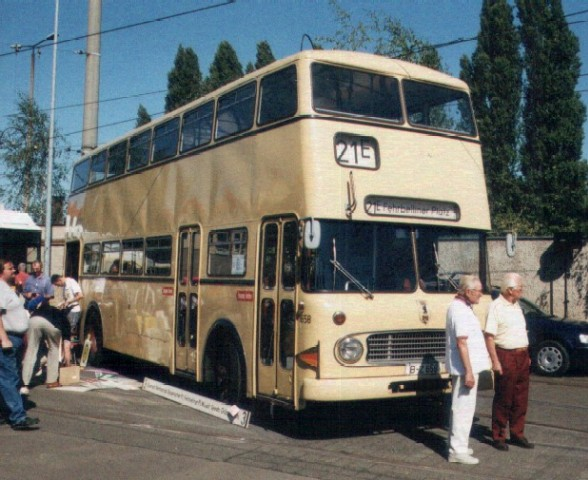
Typ DF mit festem Schaffnerplatz hinten

1963/64 wurden 29 Doppelstock-Omnibusse mit festem Schaffnerplatz rechts neben dem Heckeinstieg mit vierflügeliger Falttür für die BVG gefertigt. Neben dem üblichen Unterflurmotor zwischen den Achsen besaßen sie Luftfederung und einen abgesenkten Mittelgang im Unterdeck, so dass der Fußboden im Oberdeck durchgehend flach ausgeführt werden konnte und die Sitzbänke auch hier zu beiden Seiten platziert werden konnten. Wegen des Fahrgastflusses von hinten nach vorn erhielt diese Baureihe je eine Treppe hinten (Aufstieg) und vorn (Abgang) und jeweils eine zweiflügelige Falttür vor und hinter der Vorderachse zum Ausstieg der Fahrgäste vom Oberdeck respektive vom Unterdeck. Da die BVG beschloss, den (schaffnerlosen) Einmannbetrieb auch im Doppeldeckerbereich einzuführen, wurde diese Reihe nicht weiter beschafft.

##### Doppeldeck-Omnibus DE/DES

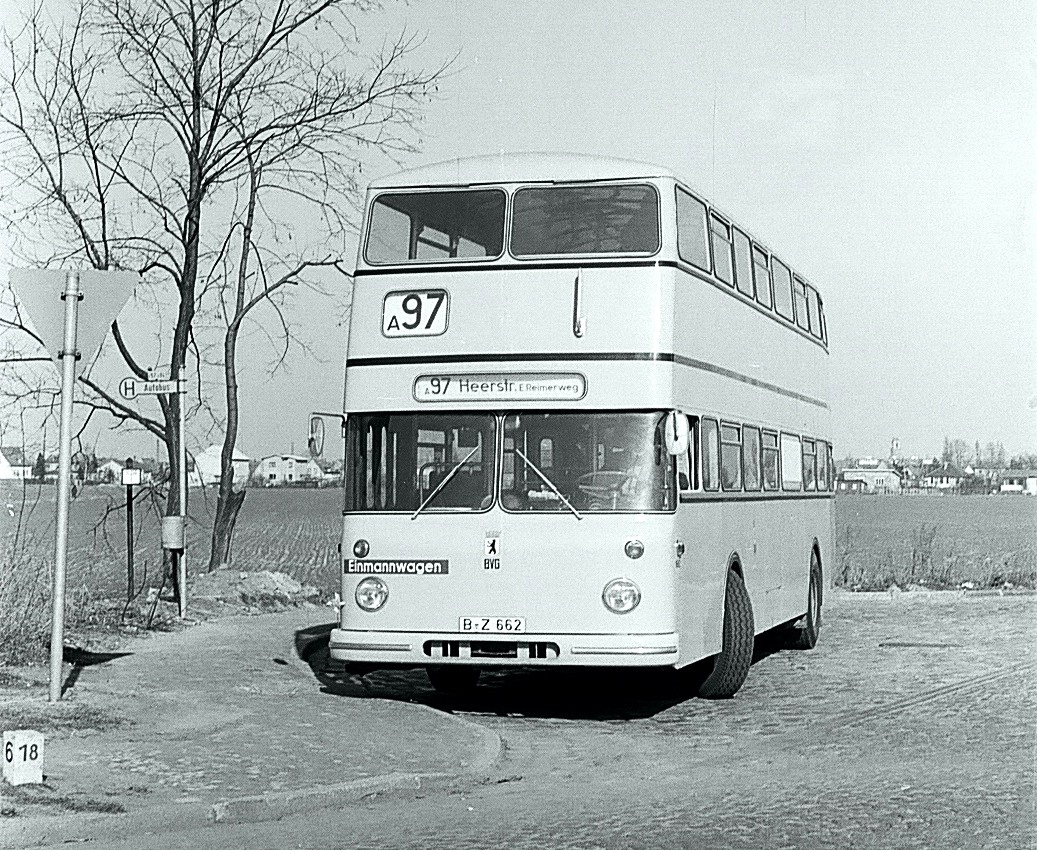
DE65 Einmann-Doppeldecker von 1965

Von 1965 bis 1974 bauten die Karosseriebaufirmen Gaubschat, Orenstein & Koppel und DWM mit Büssing-Fahrwerkskomponenten 816 Doppeldeck-Omnibusse mit einer vorderen und einer automatischen mittleren Doppel-Falttür vom Typ DE (Doppeldeck-Einmann-Wagen) für die BVG. Einige Wagen kaufte auch die Lübeck-Travemünder Verkehrsgesellschaft (LVG). Diese Busse waren für den Einmannbetrieb ohne Schaffner mit Fahrgastfluss von vorn zur Mitte konzipiert. Ein Teil der DE-Serie in Berlin wurde Ende der 1970er Jahre vorübergehend für den Schaffnerbetrieb umgerüstet und war als Typ DES bezeichnet worden (DE-Bus mit Schaffner).
Auffallend an diesem Bus war (wie bei den letzten D2U-Bussen) das nach einer Turbine klingende, heulende zweistufige automatische Voith-Diwabus-Getriebe. Die DE-Wagen prägten das Straßenbild West-Berlins in den 1970er und frühen 1980er Jahren. Bilder des Büssing DE bei Wikimedia Commons.

### Lastkraftwagen
Ebenso über die Grenzen Deutschlands hinaus bekannt waren die Lastkraftwagen der Marke Büssing. Noch heute prangt das alte Büssing-Logo – der Braunschweiger Löwe – auf allen Lkw von MAN, in der das Unternehmen Büssing aufgegangen ist.

#### Büssing Lkw vor 1945
- -903: Motorlastwagen 2 t
- 1904–1907: Motorlastwagen 3 t
- 1907–1916: Typ II 2–2,5 t

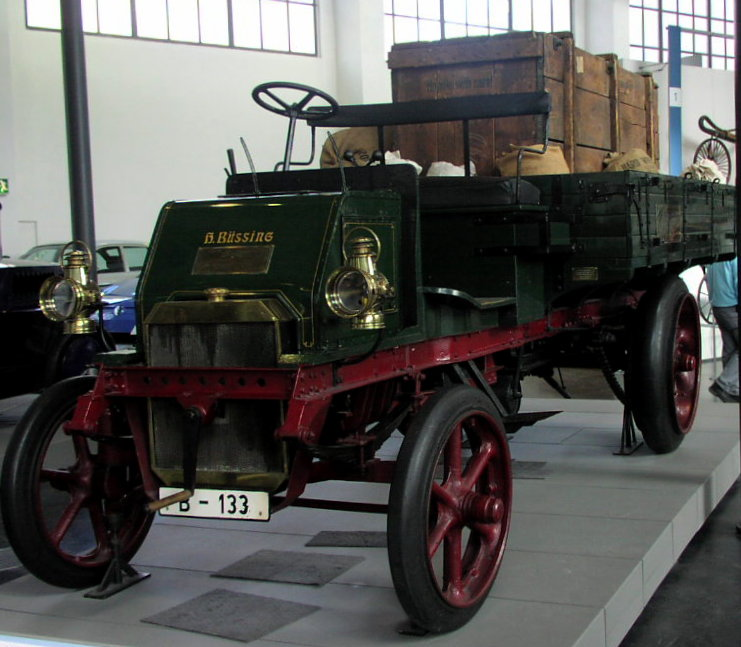
Büssing-Lkw, Baujahr 1903, 9 PS

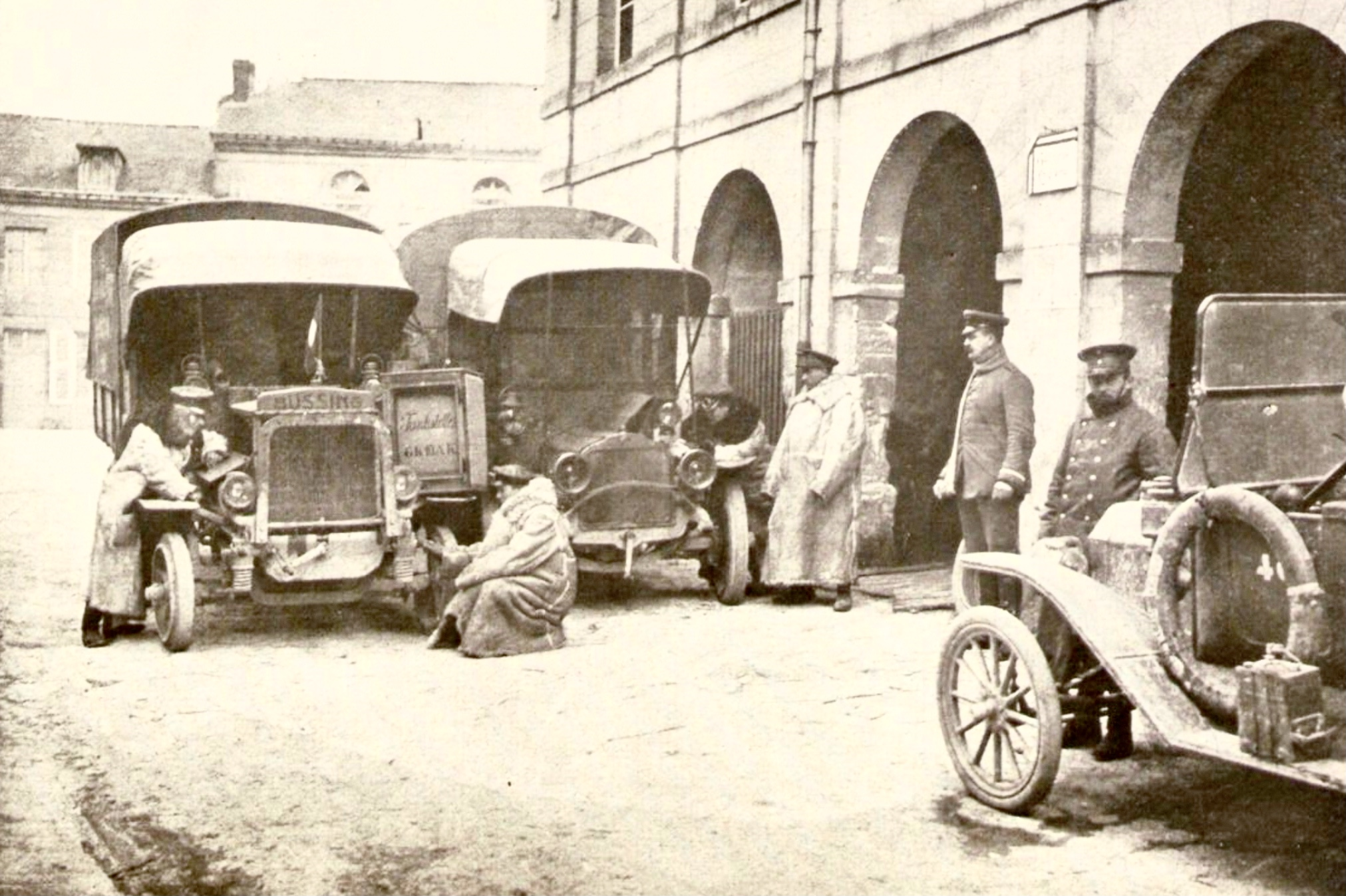
Büssing Typ II links im Bild von 1916 an Tankstelle vor Reims

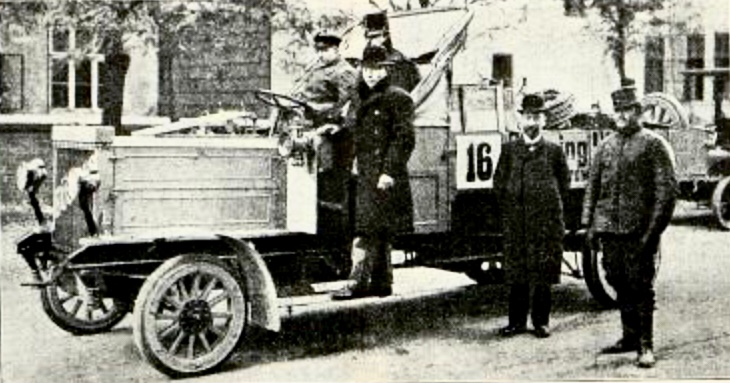
Büssing Typ II von 1909 mit 30-PS-Motor, 2 t Zuladung, zulässiges Gesamtgewicht 5281 kg

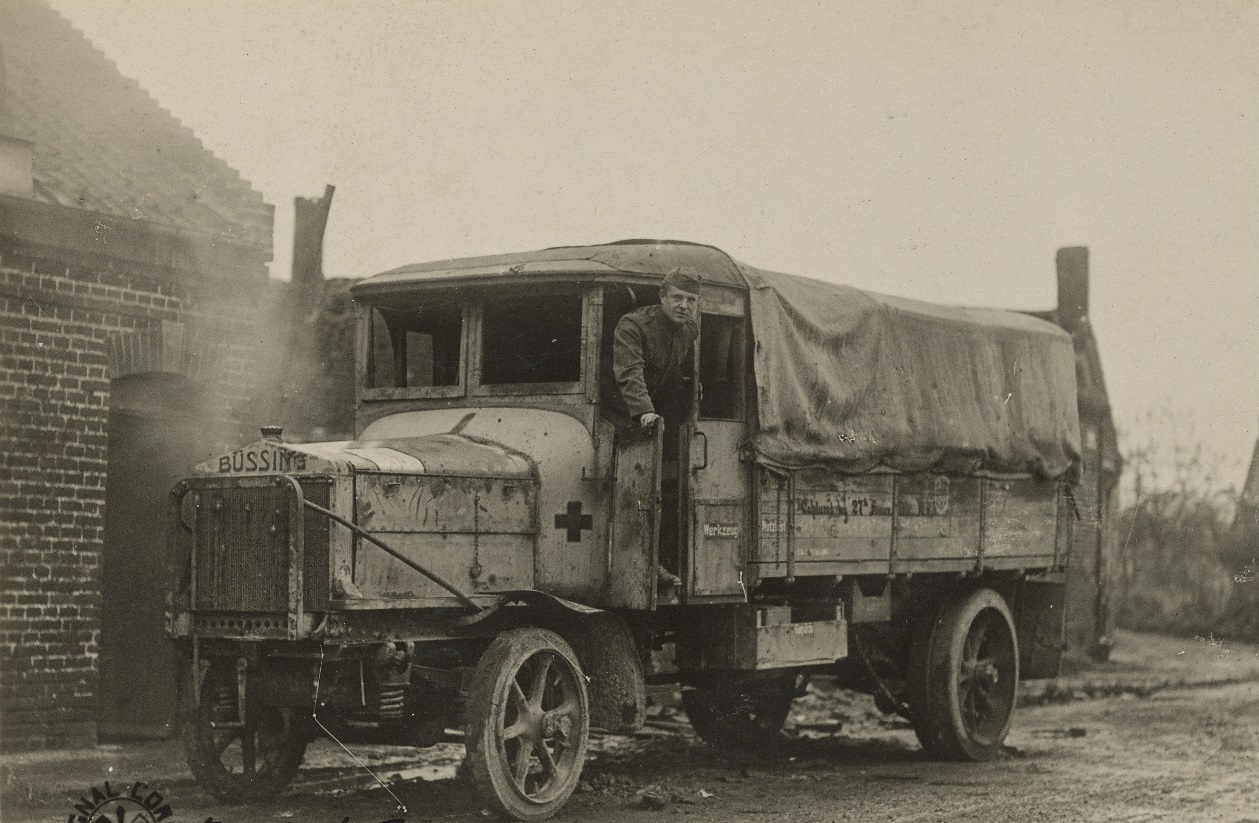
Büssing-5-t-Subventionslastwagen 1918

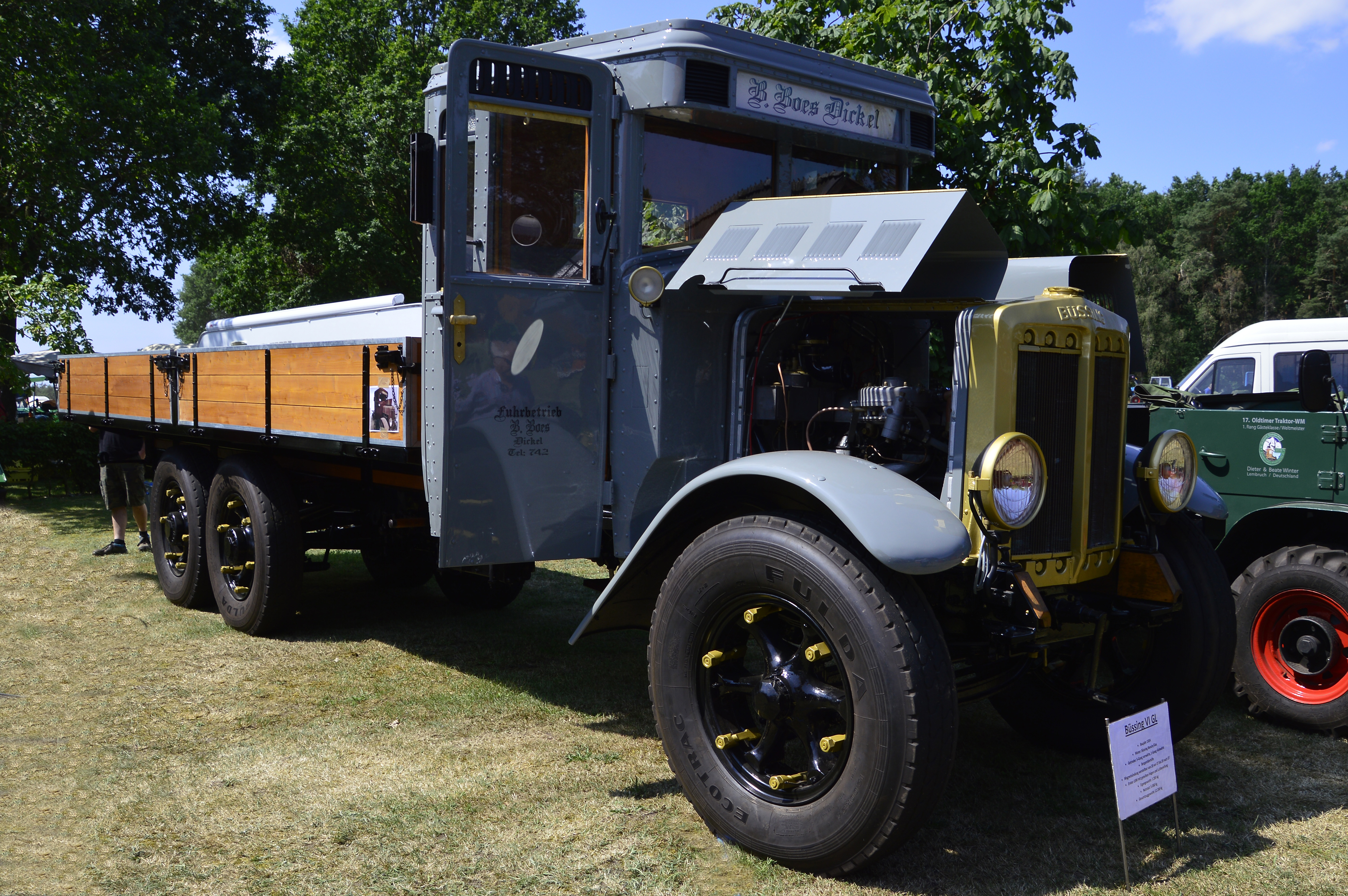
Büssing VI GL, 5 t, Baujahr 1924

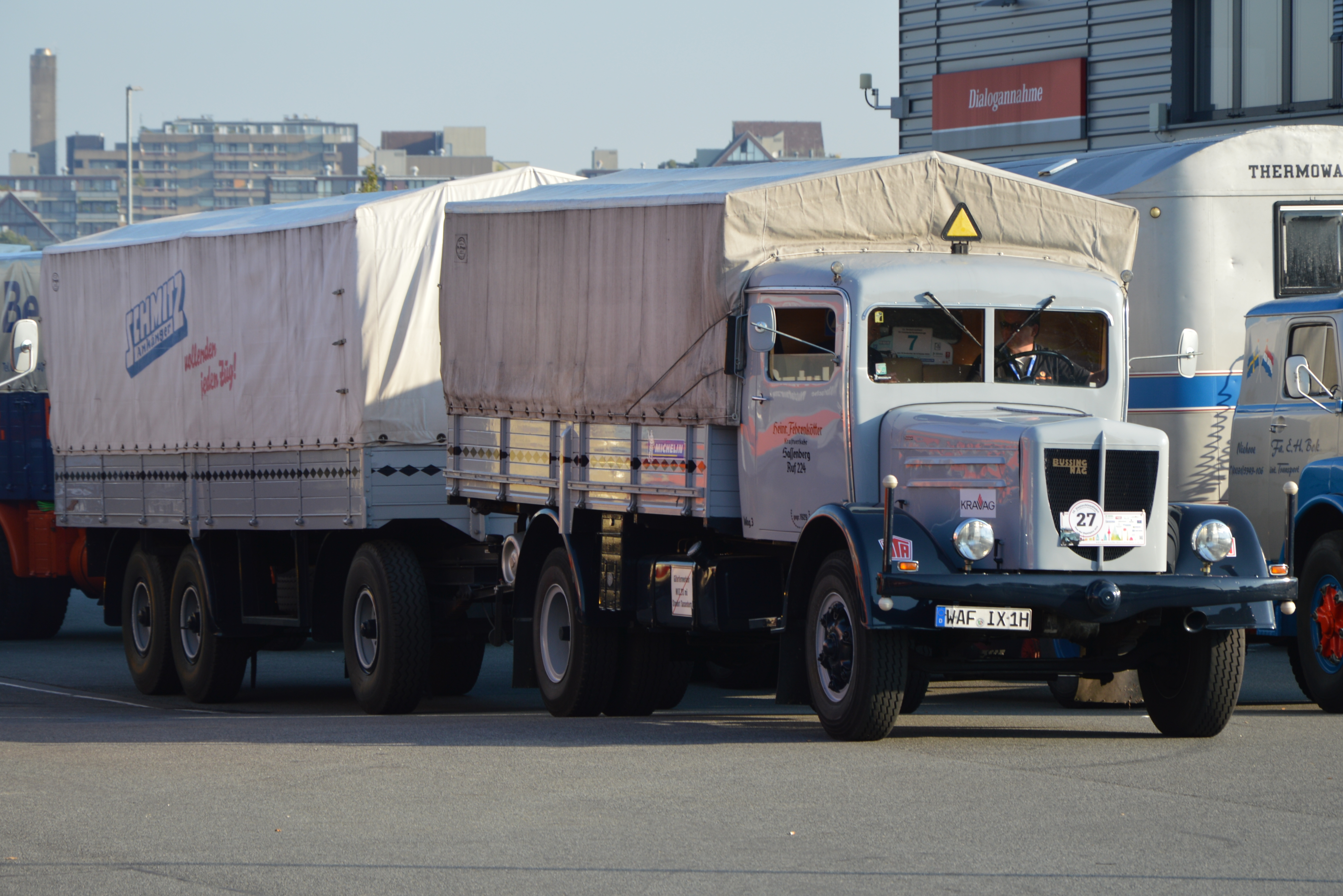
Büssing-NAG 4500 A, Baujahr 1943 als Lastzug

- 1907–1911: Typ IV 4,5–5,36 t Subventionslastwagen
- 1907/1908: Typ V B 25 5 t
- 1908–1913: Typ III 3–3,5 t
- 1909–1912: Typ V 4,5–5 t Subventionslastwagen
- 1909–1914: Typ VI 5,13–6,69 t
- 1911–1913: Typ IV B Frontlenker 4 t
- 1912: F13 Feuerwehr
- 1913/1914: Typ V 4,7 t Subventionslastwagen
- 1915–1923: Typ V Subventionslastwagen
- 1916/1917: KZW 1800
- 1919–1924: Typ II 2,5 t
- 1919–1924: Typ III 3,6 t
- 1919–1924: Typ III GL 3,5–4 t Luftreifen
- 1919–1924: Typ IV 3,5–4 t
- 1924–1928: Typ III GE 3–3,5 t
- 1924–1931: Typ III GL 3–3,5 t
- 1924–1930: Typ IV G 4–5 t
- 1924–1930: Typ VG 5–6 t
- 1924–1930: Typ VI GL 5-6 t
- 1927–1930: Typ III GL B 3–3,5 t
- 1931–1936: Typ 15 1,5 t
- 1931–1936: Typ 20 2 t
- 1931–1936: Typ 25 2,5 t
- 1931–1936: Typ 30/30L 3–3,6 t
- 1931/1932: Typ 40 (N) 4 t
- 1931/1932: Typ 50 5 t
- 1931/1932: Typ 80 (N) 9,35–11,5 t
- 1932/1933: Typ 150 1,5t
- 1932/1933: Typ 200 2t
- 1932/1933: Typ 275 2,75t
- 1932–1936: Typ 275 2,75 t
- 1933–1937: Typ 350 3,5 t
- 1933–1936: Typ 400/401 4 t
- 1933–1935: Typ 801/802 8,2–8,5 t
- 1935–1937: Typ 260 2,6 t
- 1935–1937: Typ 305 3–3,5 t
- 1935–1937: Typ 375 3,5–4 t
- 1935–1937: Typ 502 5,5/6,5 t
- 1935–1941: Typ 504 V-A (4×4) 6–6,25 t
- 1935–1937: Typ 550 5–5,5 t
- 1935–1939: Typ 650 5,5/6,5 t
- 1936–1938: Typ 1,5 (15 Burglöwe)
- 1936–1938: Typ 2 (20 Burglöwe)
- 1936–1938: Typ 2,5 / 25 Burglöwe
- 1936–1939: Typ 30 / 300 Burglöwe
- 1936–1942: Typ 654 (4×4) 5,75–6,25 t
- 1936/1937: Typ 900 (N) 8,35–11,5 t
- 1938/1939: Typ 500 G
- 1940/1941: Typ 500 S 4,6–5,25 t
- 1942–1945: 4500 S-1 4,6 t

#### Büssing-Lkw nach 1945
Typen mit Dieselmotoren: S = stehend, U = liegend/unterflur
- 1945–1950: 5000 S 5,35 t
- 1948–1950: 7000 S 7 t
- 1950–1952: 5500 (S) 5,6-5,7 t
- 1950–1956: 8000 (S) 8-8,2 t
- 1951–1956: 12000 U 12 t
- 1952: 6000/S
- 1952: 8000 U
- 1952–1958: 8000 S 13 – 180 PS, 1600/min, 13.539 cm³ Hubraum – der große Fernverkehrs-Lkw.
- 1953/1954: 4000 4,5 t
- 1953–1956: 6000 S (6500) 6,3 t
- 1953/1954: 8000 (U) 7,8 t
- 1954–1956: 7500 S 7,65–7,75 t
- 1954–1956: 7500 U 7,65–7,75 t
- 1955/1956: 4500 U 4,5 t

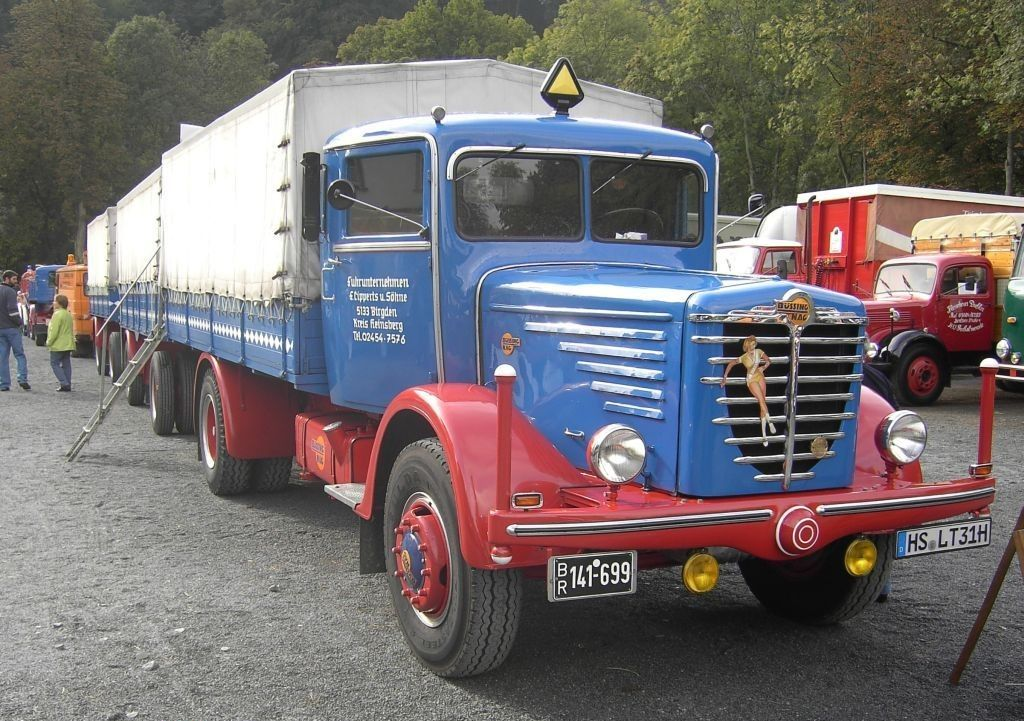
Büssing-NAG 5000 S (1948)
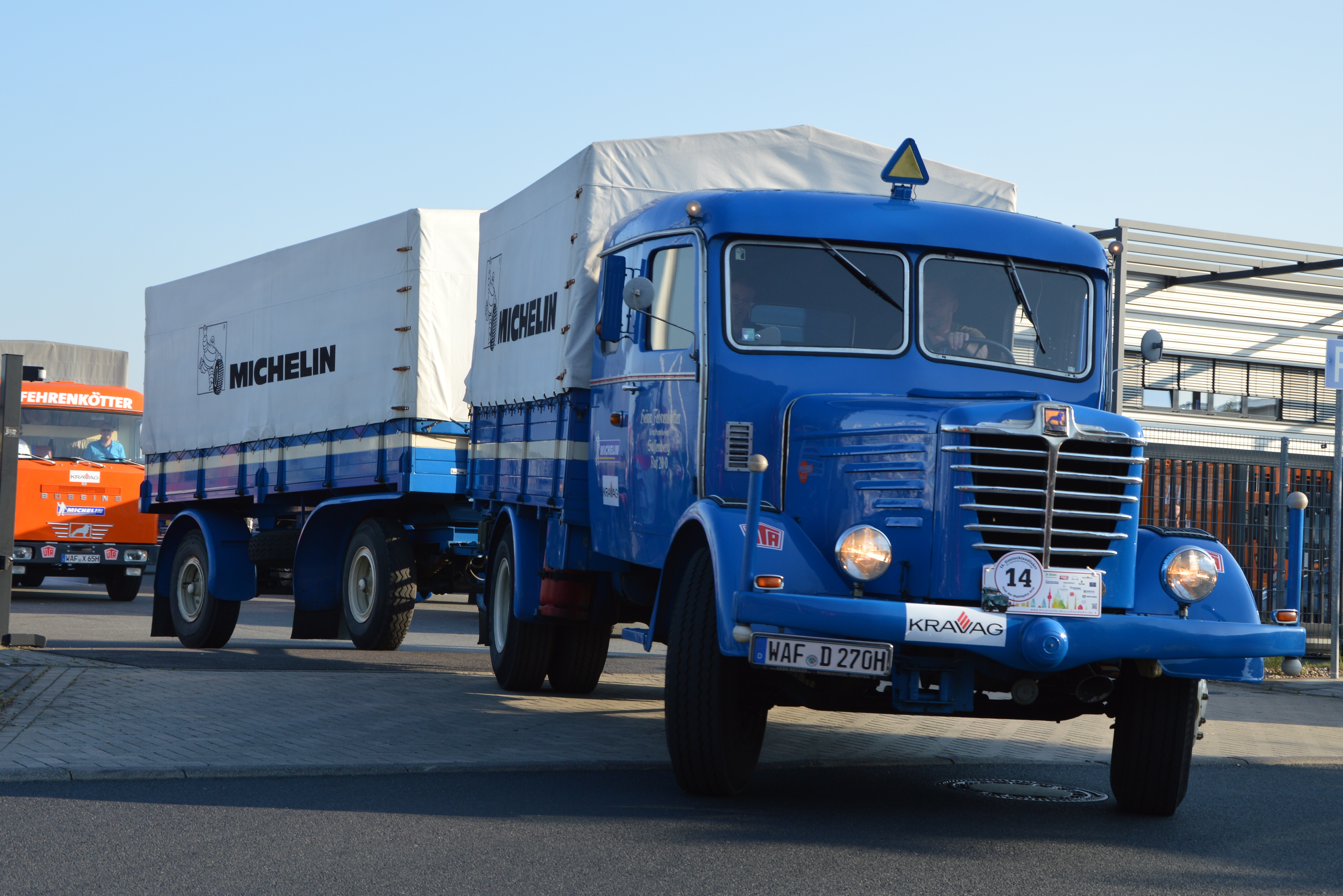
Büssing 6000 (1955)
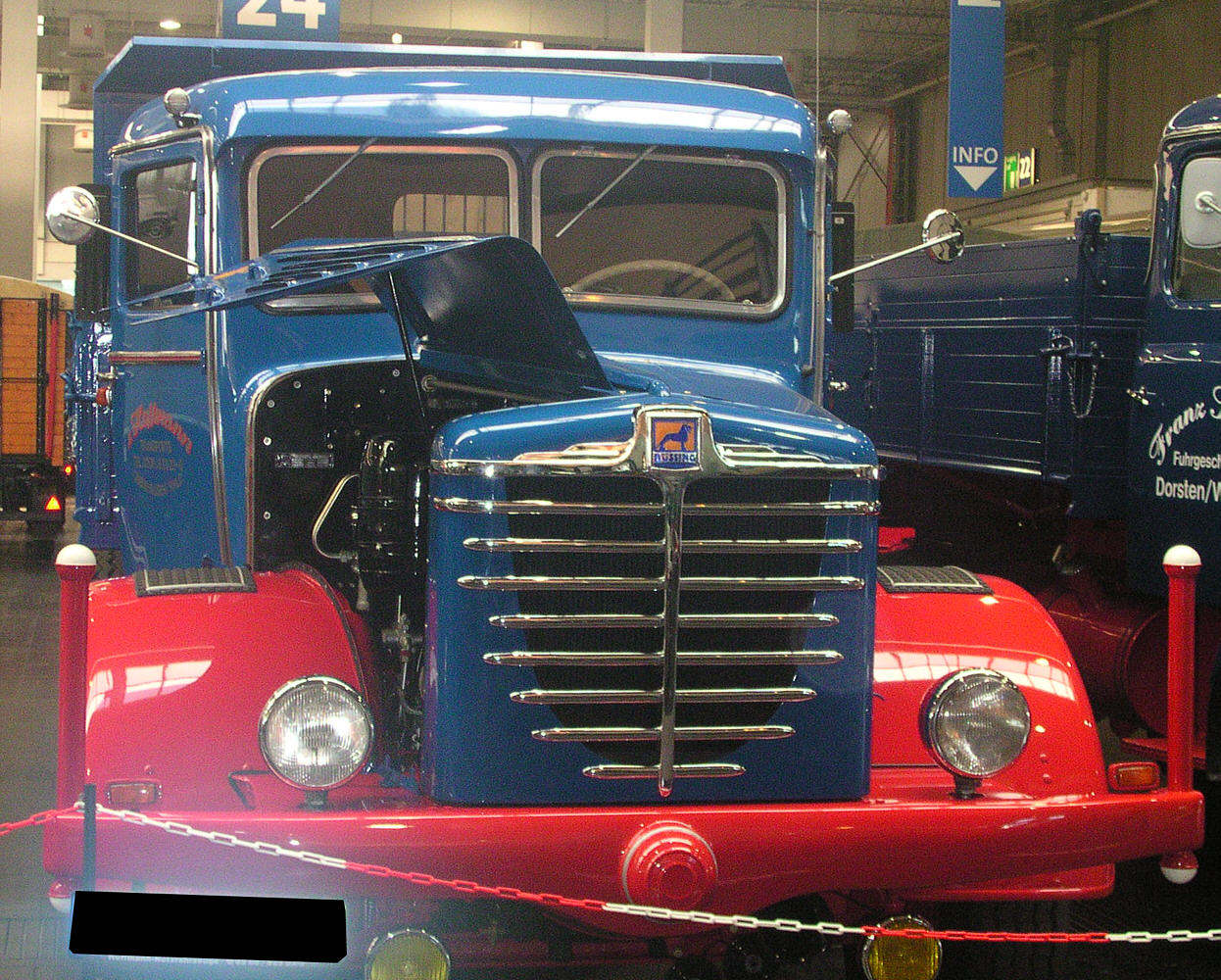
Büssing 7500 S
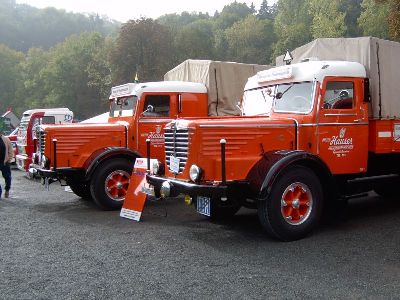
Büssing 8000 S, 150 PS & 8000 S 13, 180 PS
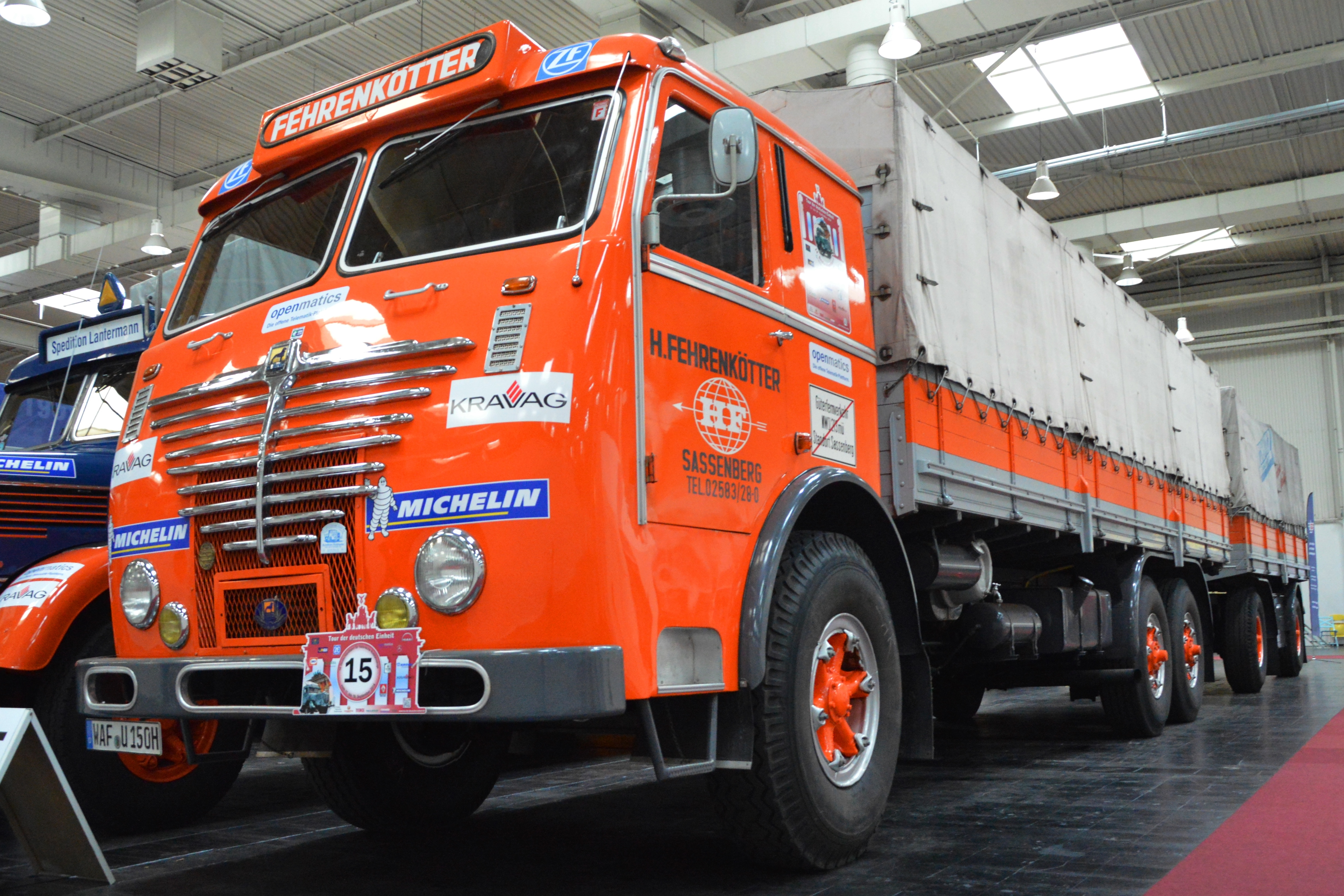
Büssing 12000 U (1953)

- 1957–1960: LS 11 8,15–8,25 t
- 1957–1960: LS 11 F 7,5–8,4 t
- 1957/1958: LS 5 5-6 t
- 1956–1960: LS 7 6,15–6,45 t
- 1957–1960: LS 7 F 6,1 t
- 1957–1960: LU 11 7,5–8,4 t
- 1957–1959: LU 7 6,6 t

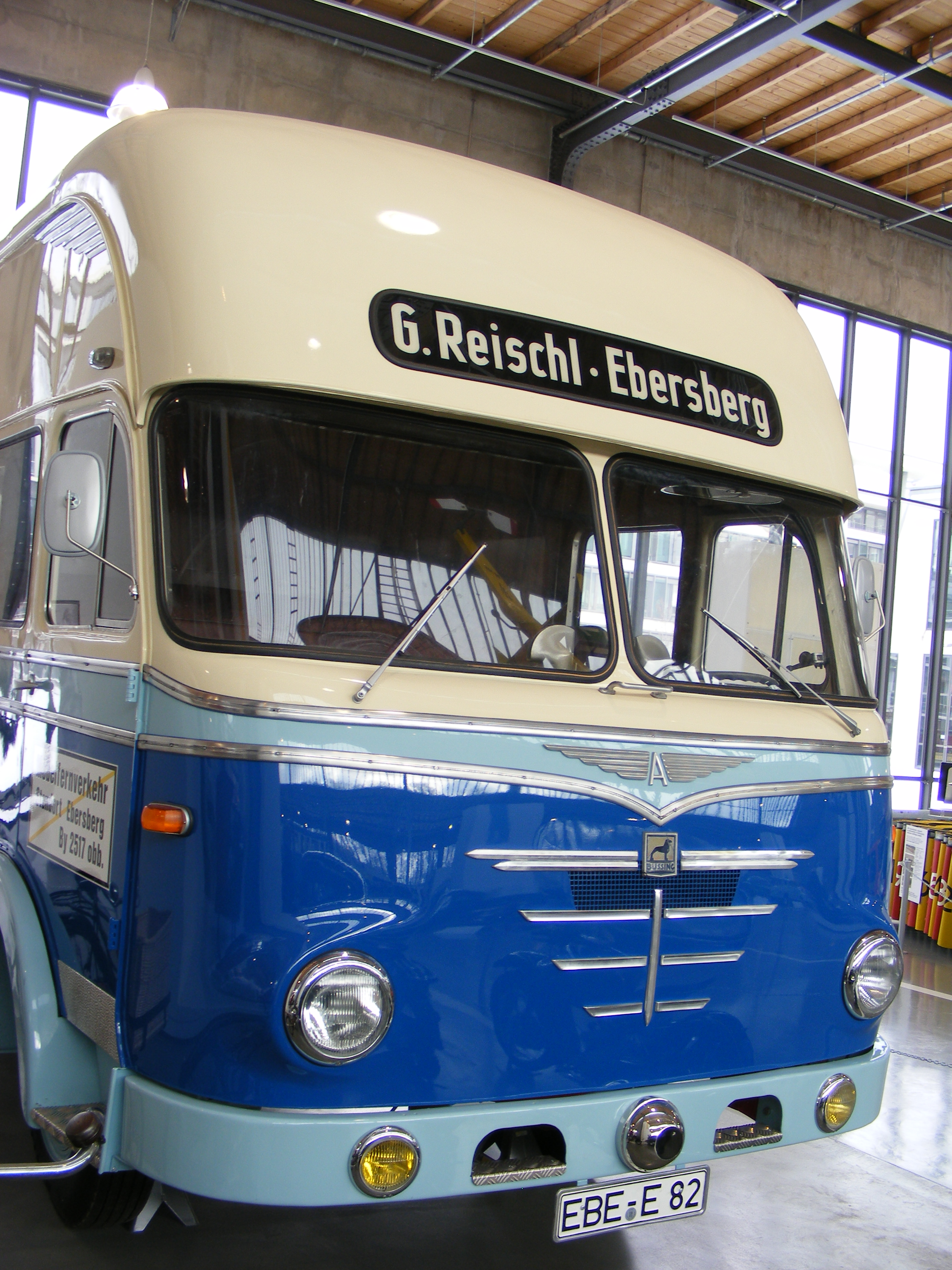
Büssing-Möbeltransporter von 1963 mit Ackermann-Aufbau

- 1959/1960: LS 55 Burglöwe 4,6-5,2 t
- 1959/1960: LS 711 F/3 12–13 t
- 1959/1960: LS 75 7,45–7,6 t
- 1959/1960: LS 77 7–7,2 t
- 1959/1960: LS 77 F
- 1959/1960: LU 55 Burglöwe 4,7–6,3 t
- 1959/1960: LU 75 7,55–7,7 t
- 1959/1960: LU 77 7–7,2 t

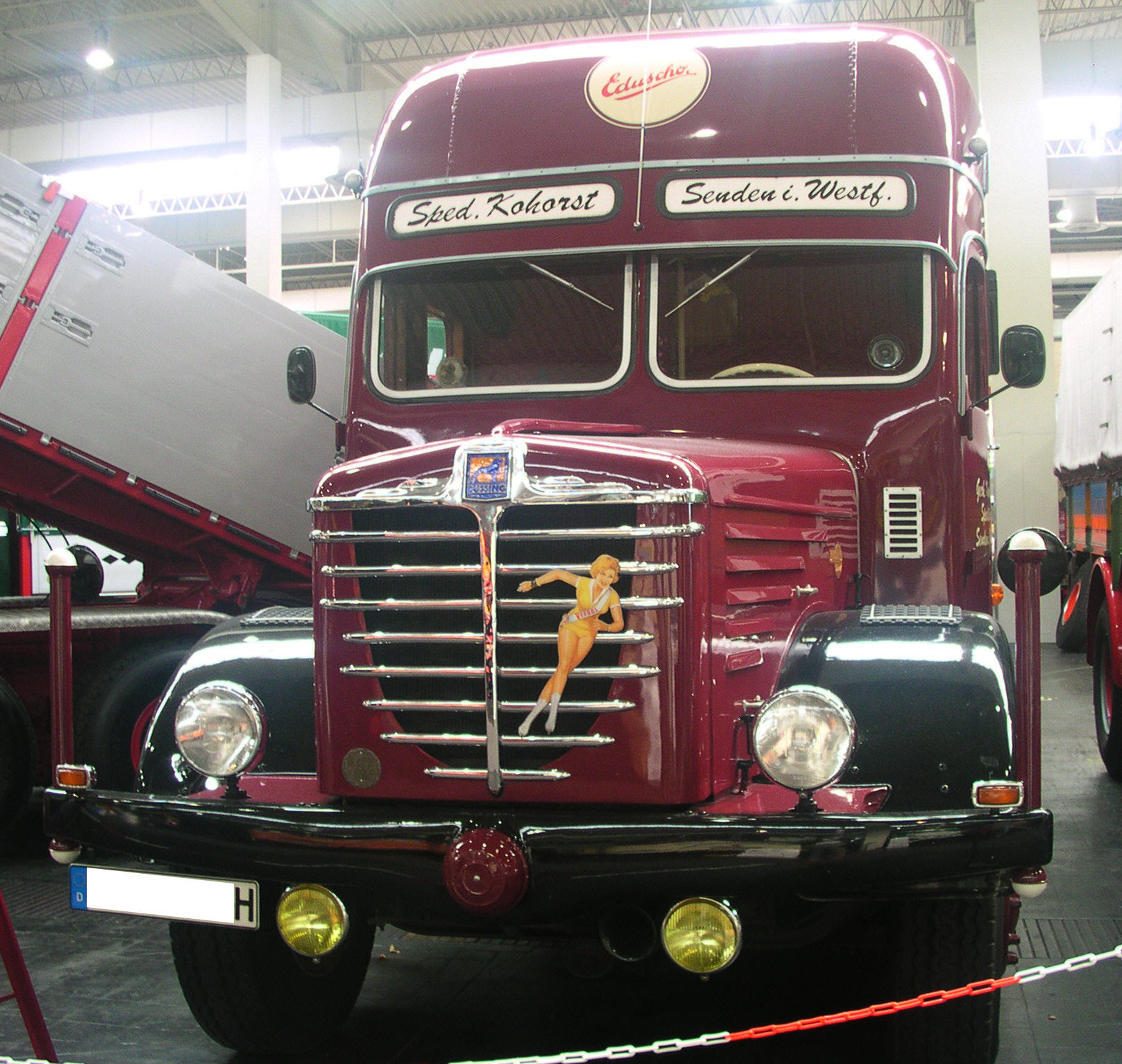
Büssing LS 11 Kastenwagen
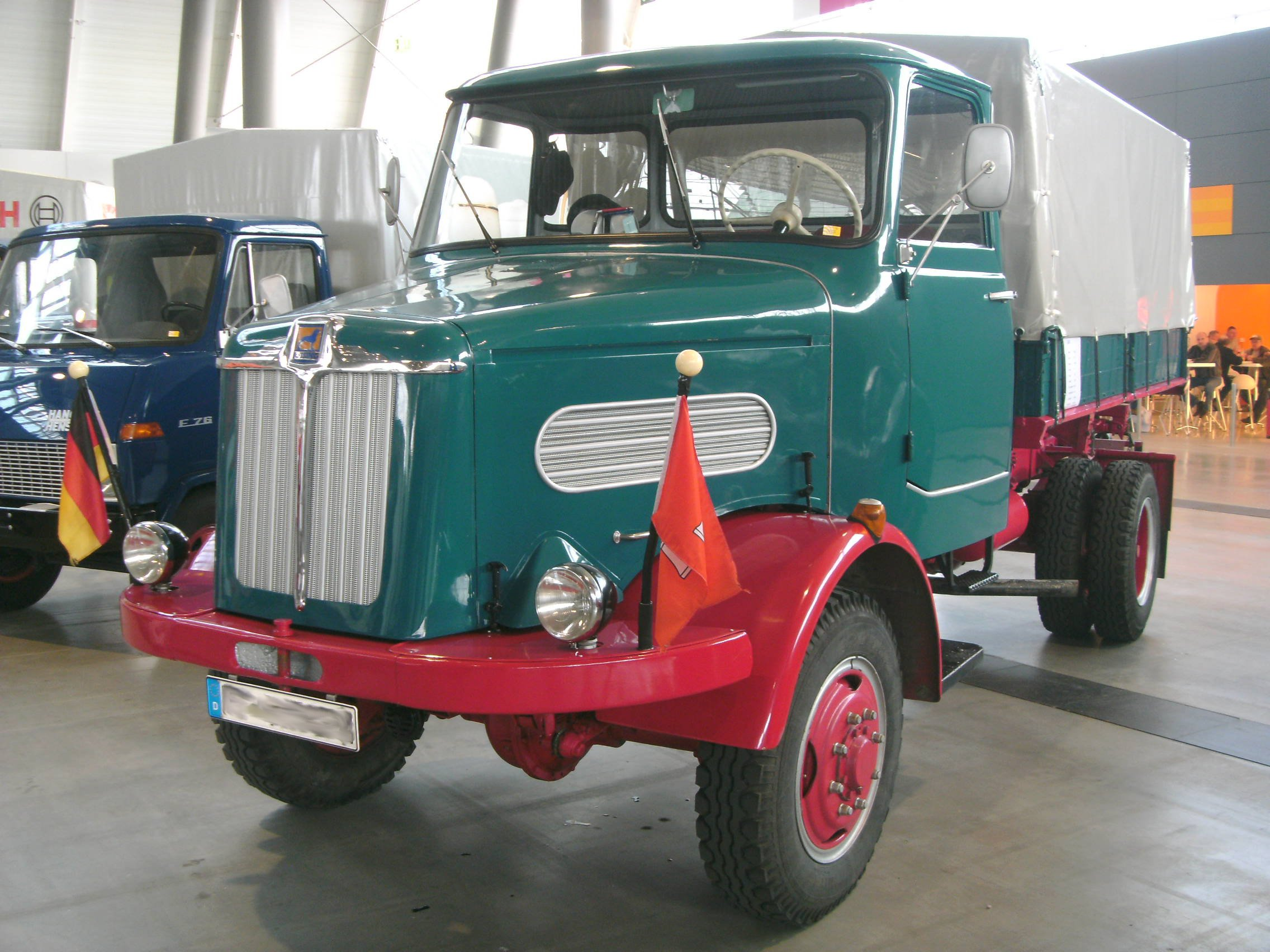
Büssing LS 5-10 Burglöwe (1962, 115 PS)
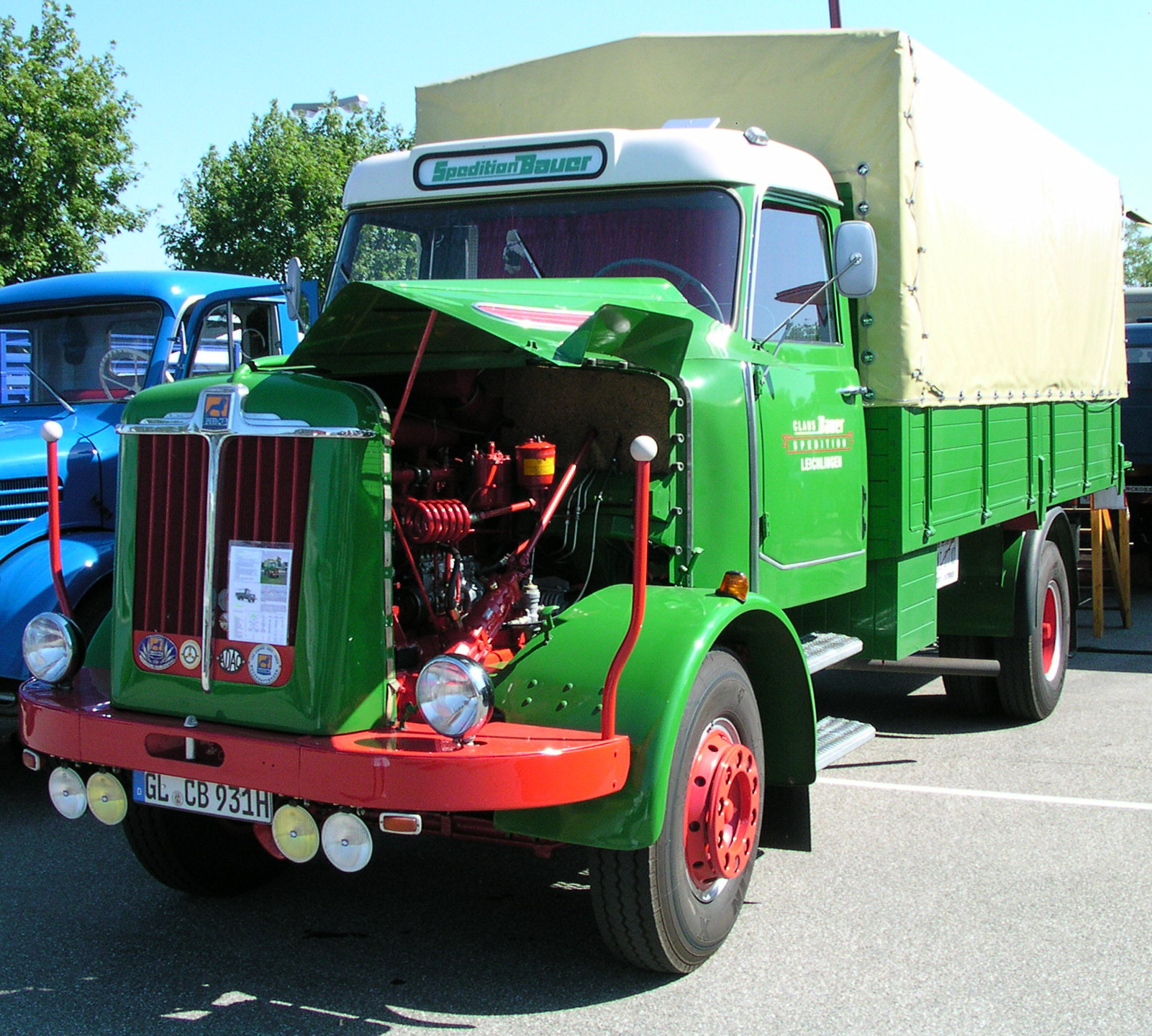
Büssing LS 77
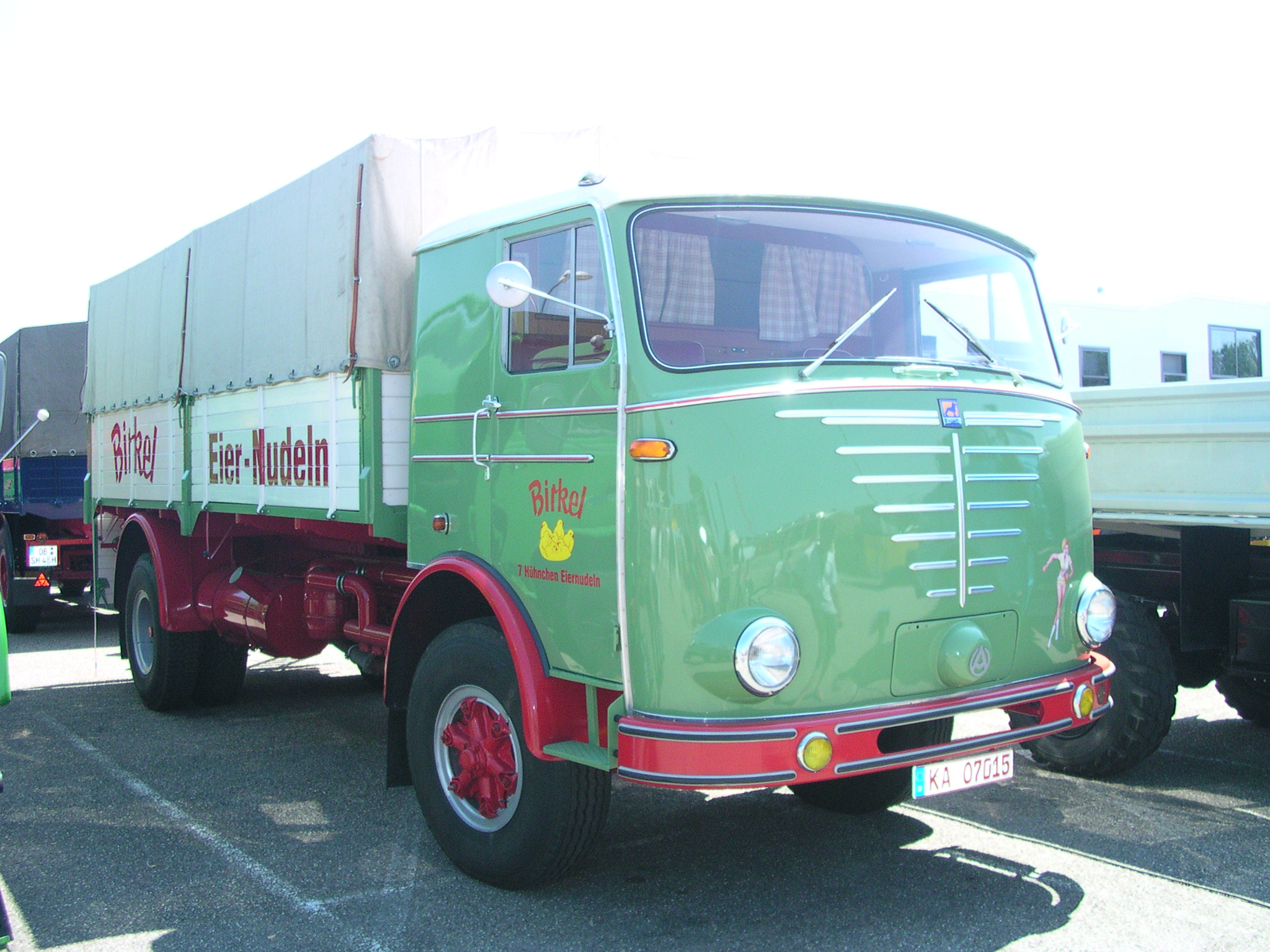
Büssing LU 11 1961–1963 (mit Aurepa-Fahrerhaus)

- 1961–1963: Burglöwe LS 5/10 6,1 t
- 1961–1963: Burglöwe LU 5/10 6,1 t
- 1961–1963: Commodore LS 11/16 7,7 t
- 1961–1963: Commodore LS 11/16F 8,5 t

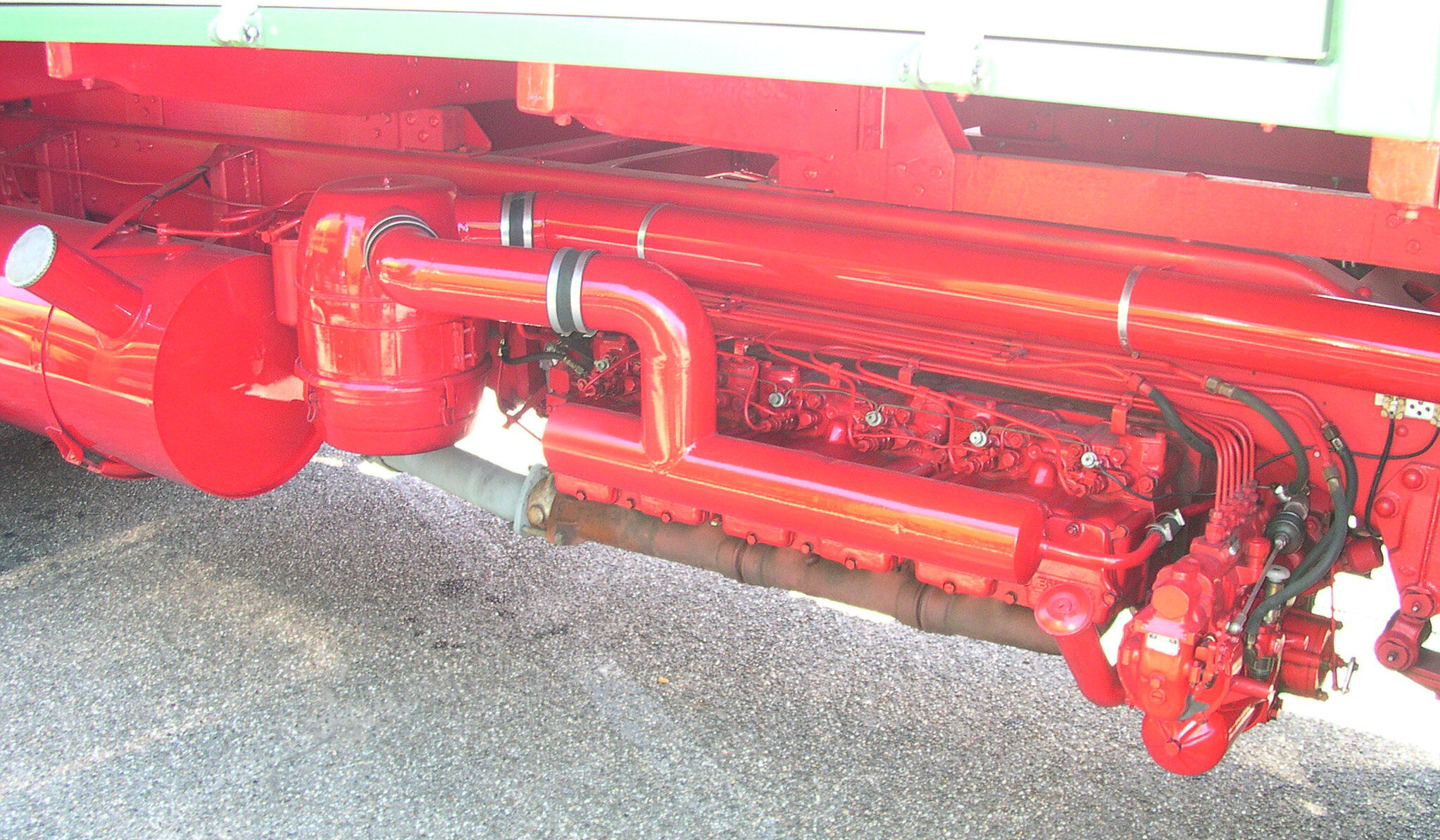
Unterflurmotor des Büssing
LU 11, 192–210 PS

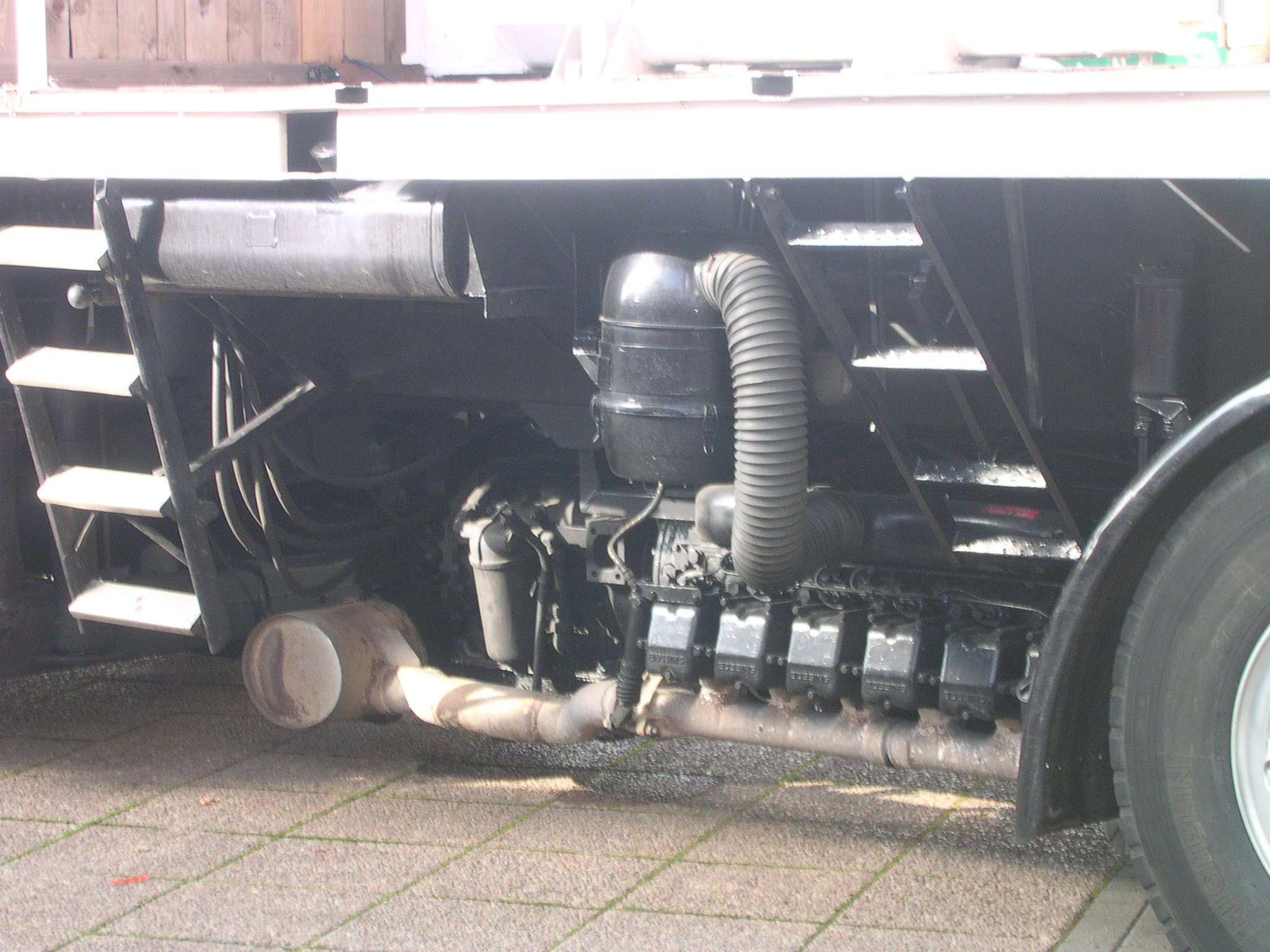
Unterflurmotor des Büssing-Supercargo-Decklasters

- 1961–1963: Supercargo LS 7/14 8,2 t
- 1961–1963: Supercargo LU 7/14 8,2 t
- 1963–1967: Burglöwe SAK 5,95 t
- 1963–1966: Burglöwe Universal (4×4) 5,5 t
- 1963–1965: Commodore F3 (6×4) 19,3 t
- 1963–1966: Commodore FS 8,9 t
- 1963–1966: Commodore SK 8,6 t
- 1963–1965: Commodore U 8,9 t – 192 PS
- 1963–1965: Supercargo SK 8 t
- 1963–1966: Supercargo U 8,55–8,65 t
- 1964–1967: Burglöwe 65 6,2–6,35 t
- 1965–1967: BS 09–110 4,5–4,85 t[18]
- 1965–1967: Commodore 16–210 9,8 t[18]
- 1965–1965: Commodore 22–210 AK 11 t Kurzhauber
- 1965–1965: Commodore 22–210 AS 15 t Kurzhauber
- 1965–1966: Supercargo 14–185 8 t
- 1963–1967: Supercargo 22–150 14,7 t Decklaster[18]
- 1965–1967: Commodore U 11 D – 210 PS, 2100/min, 11.580 cm³ Hubraum (letztes Serien-Holzrahmen-Fahrerhaus)

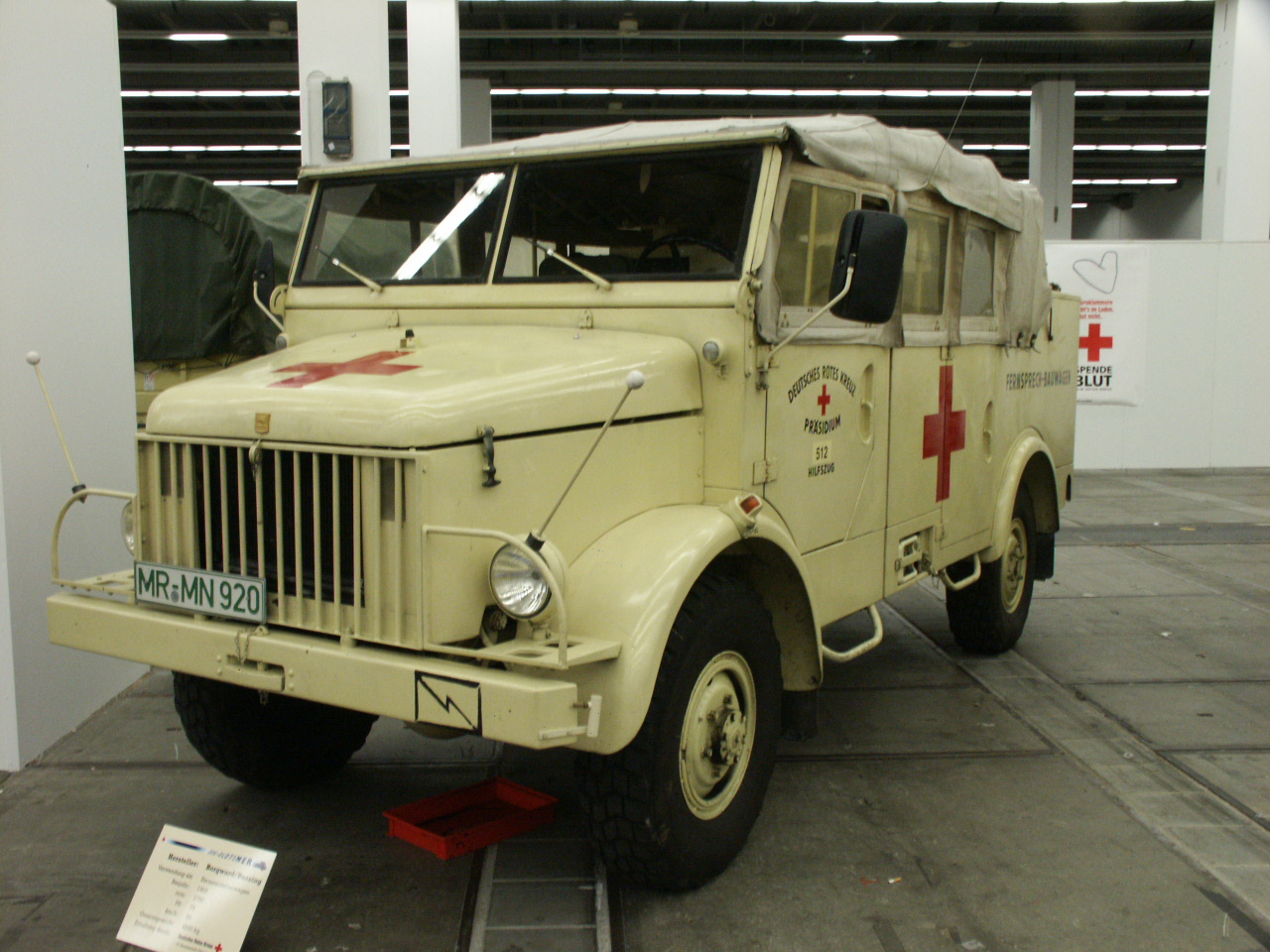
Borgward Typ B 2000 A/B Bj. 1955–1961 Bj. 1962 – Büssing
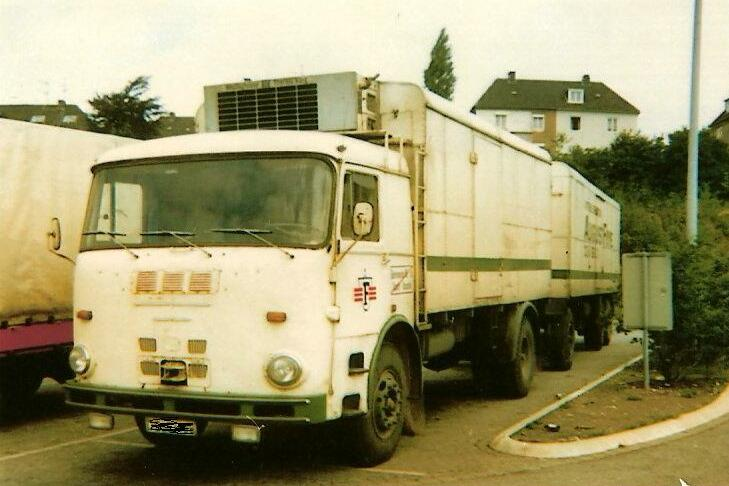
Büssing Commodore U 11 D, 210 PS Büssing & Sohn Fahrerhaus Bj. 1967
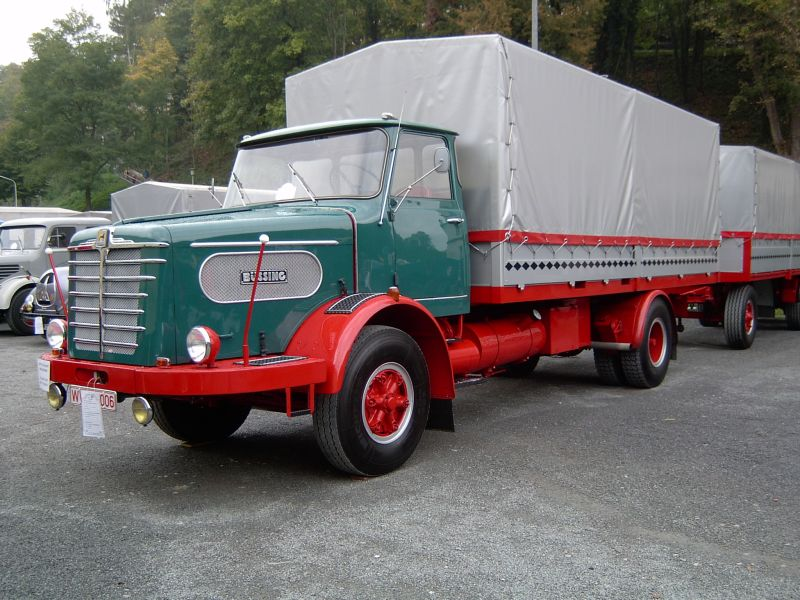
Büssing Commodore S Hauber Bj. 1963–1969
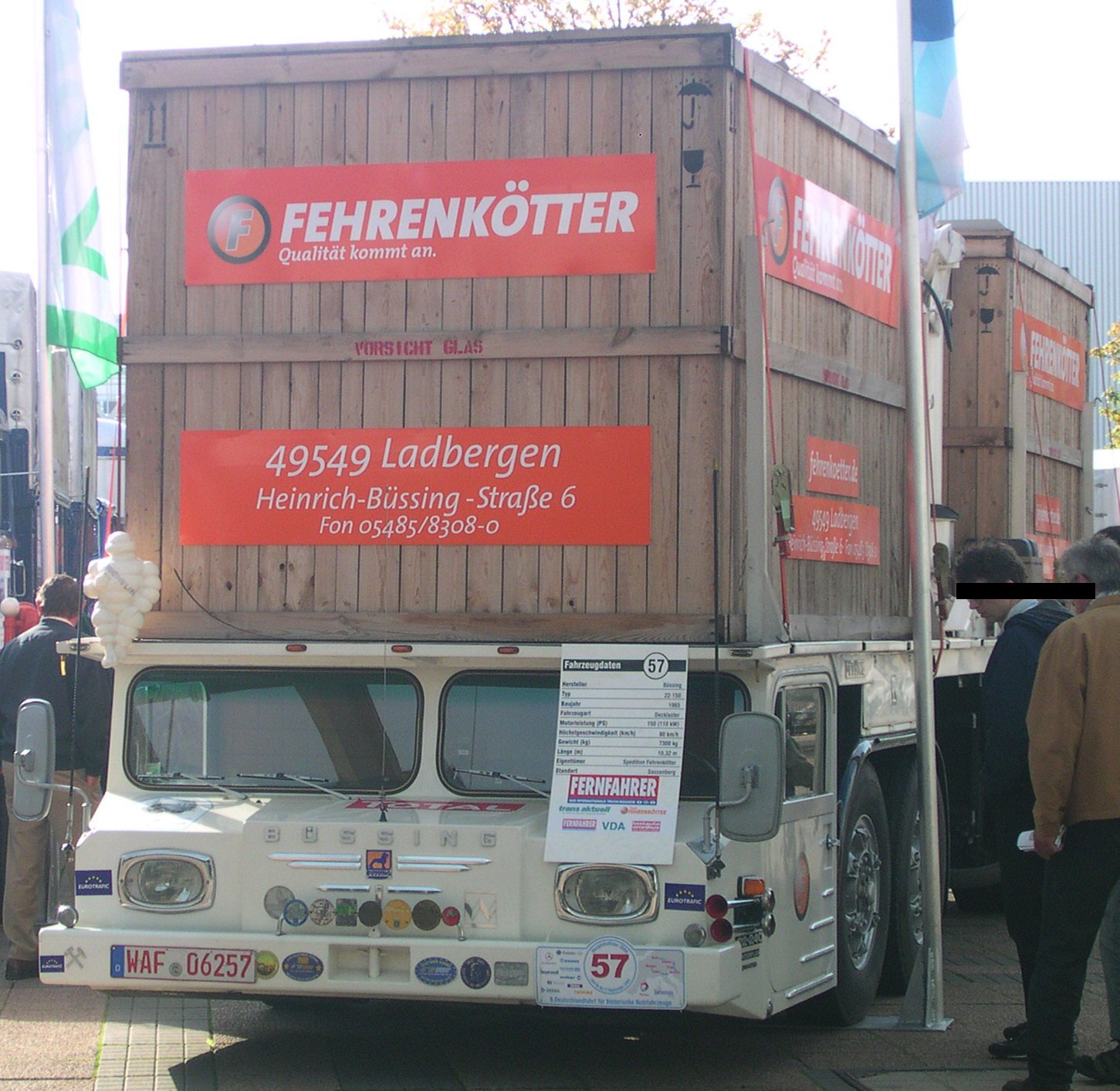
Büssing Supercargo Decklaster Bj. 1965

- 1966–1969: BS 14 AK 7,9 t
- 1966–1969: BS 14 L 7,9–8,1 t
- 1967–1971: BS 11 L 5,7–6,3 t
- 1967–1971: BS 11 LT 5,7–6,3 t
- 1967–1971: BS 16 L 8,6–8,8 t
- 1967–1971: BS 16 S 9,5 t
- 1967–1971: BS 22 L 12,9/13,4 t
- 1968–1971: BS 12 L 6,5/7 t
- 1968–1971: BS 13 L 7,2/7,7 t
- 1968: BS 15 AK 8,2 t
- 1968–1971: BS 15 L 8,9/9,4 t
- 1969–1974: BS 16 SK 8,1 t
- 1969–1971: BS 22 K 13,4 t
- 1969–1971: BS 22 L 22 t

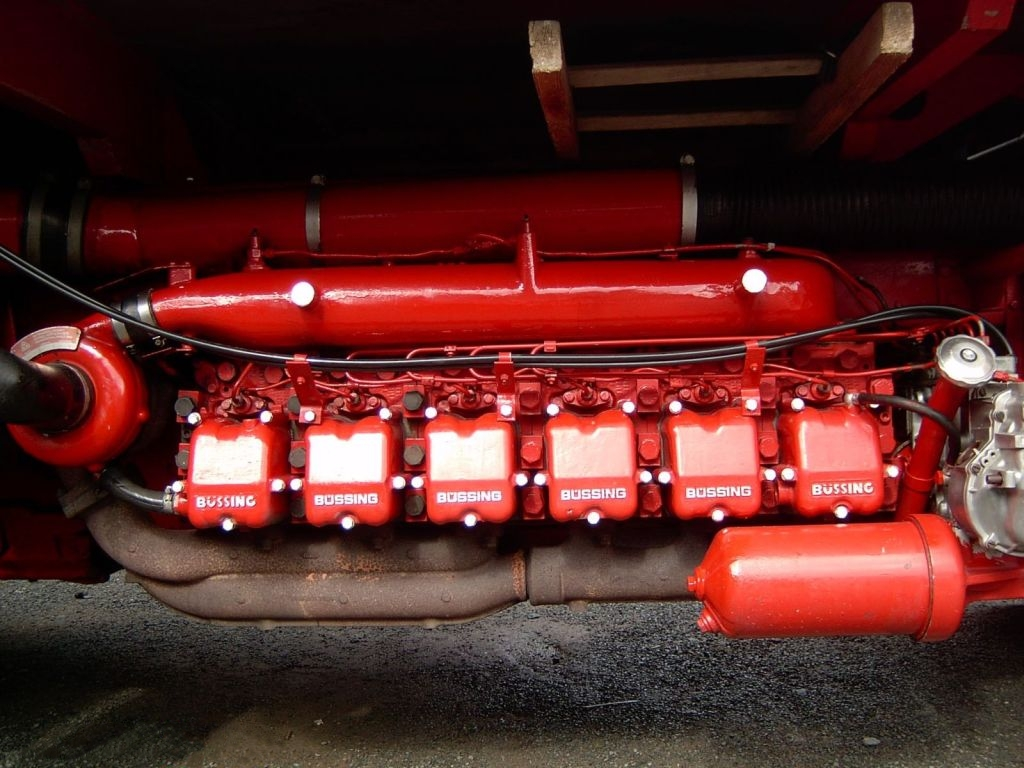
BS 16 Unterflurmotor 320 PS

- 1969–1971: BS 22 S 13,5 t Aufsattellast
- 1969–1971: BS 26 K 17,4 t
- 1969–1971: BS 32 K 23,4 t

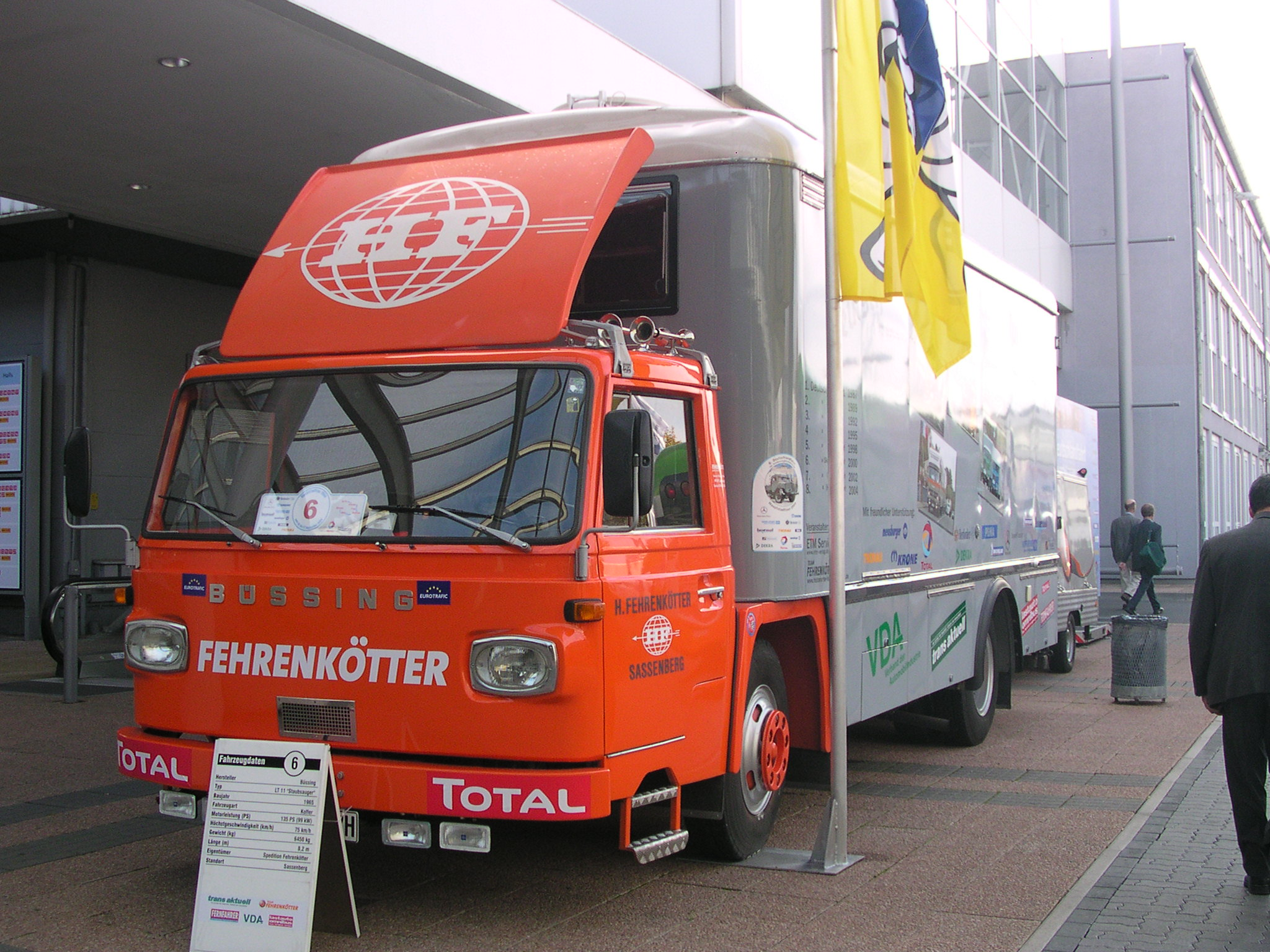
Büssing BS 11 LT
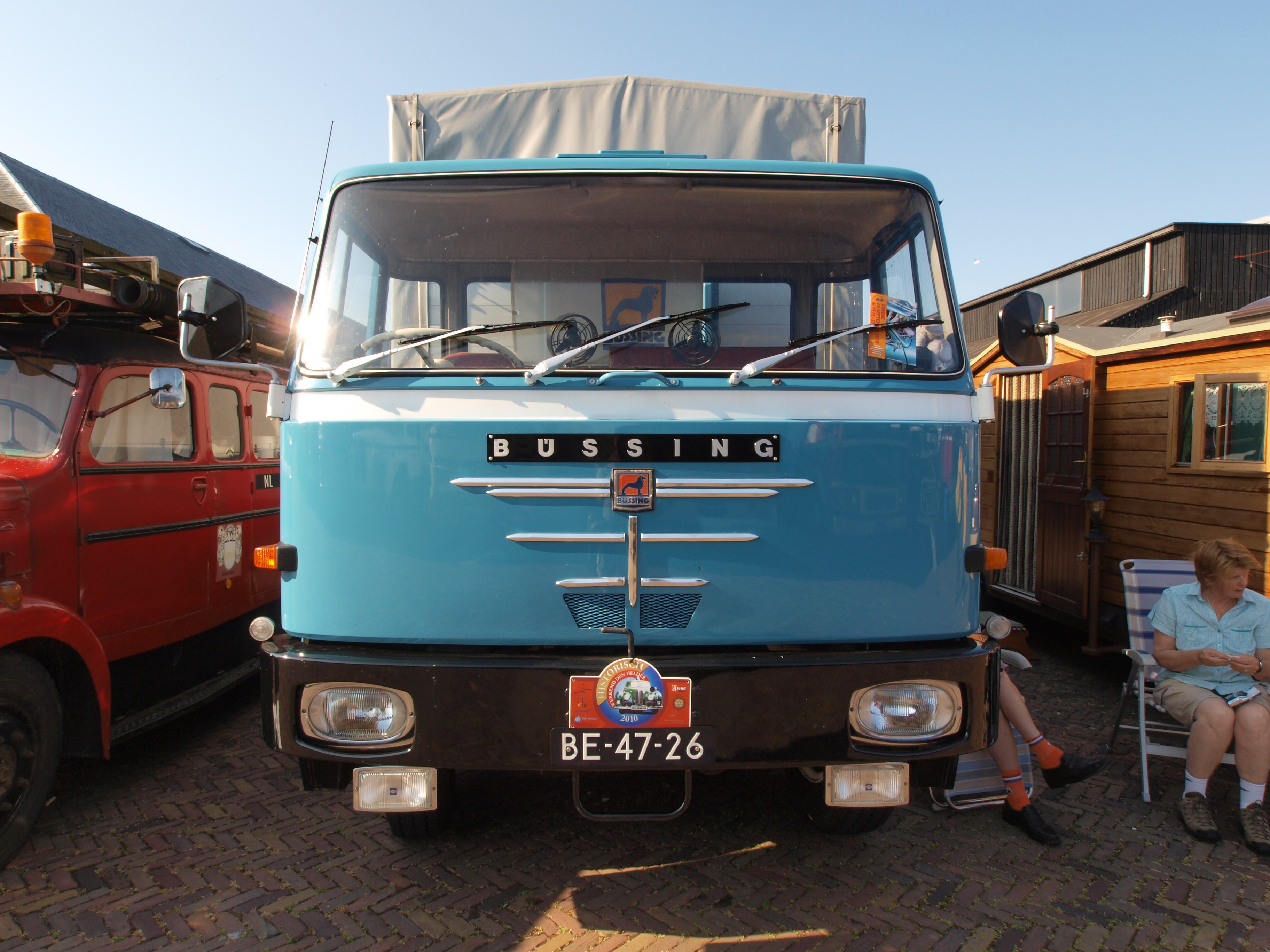
Büssing BS 12 L
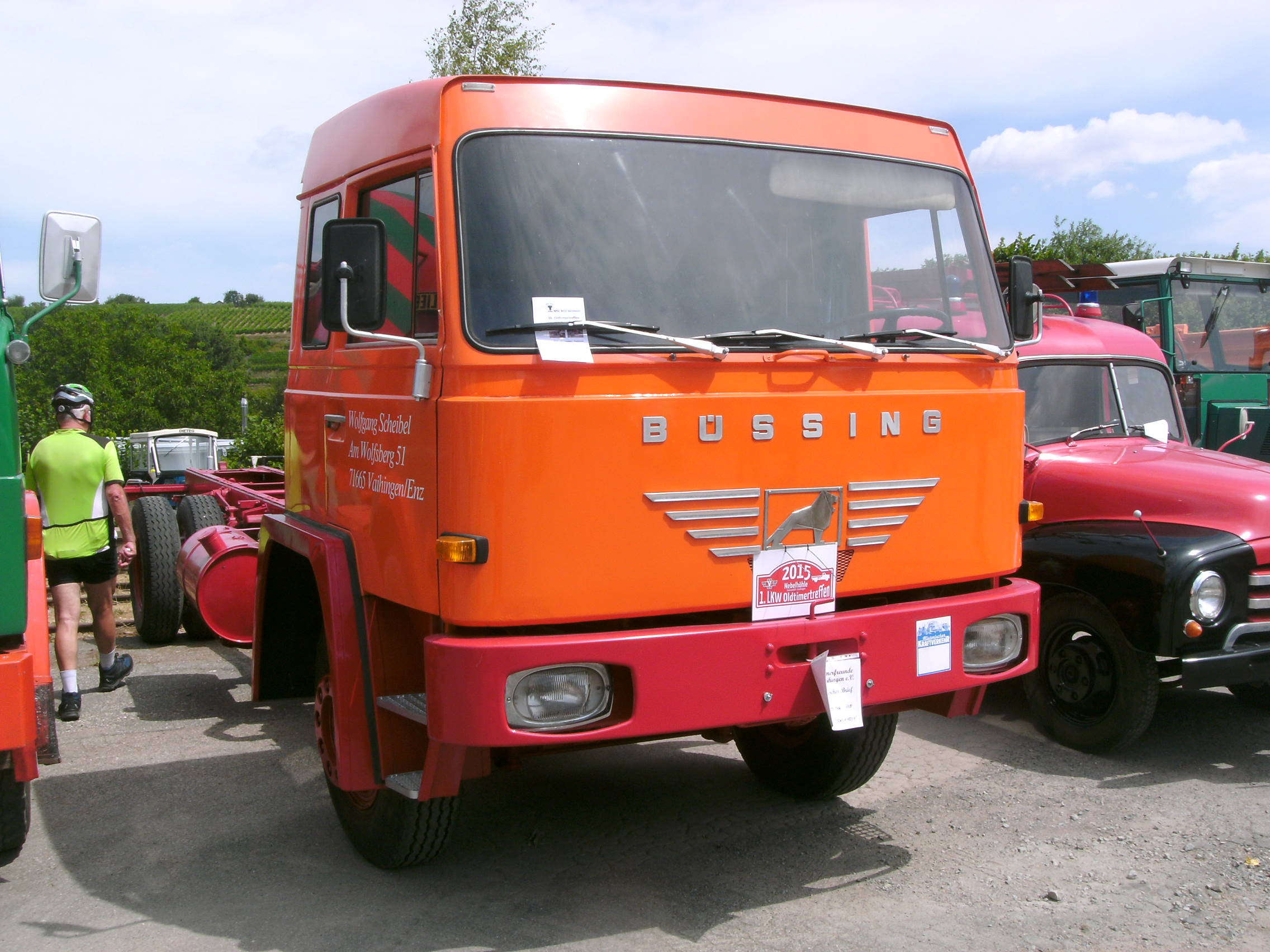
Büssing BS13 FSA, Baujahr 1970, 135 PS
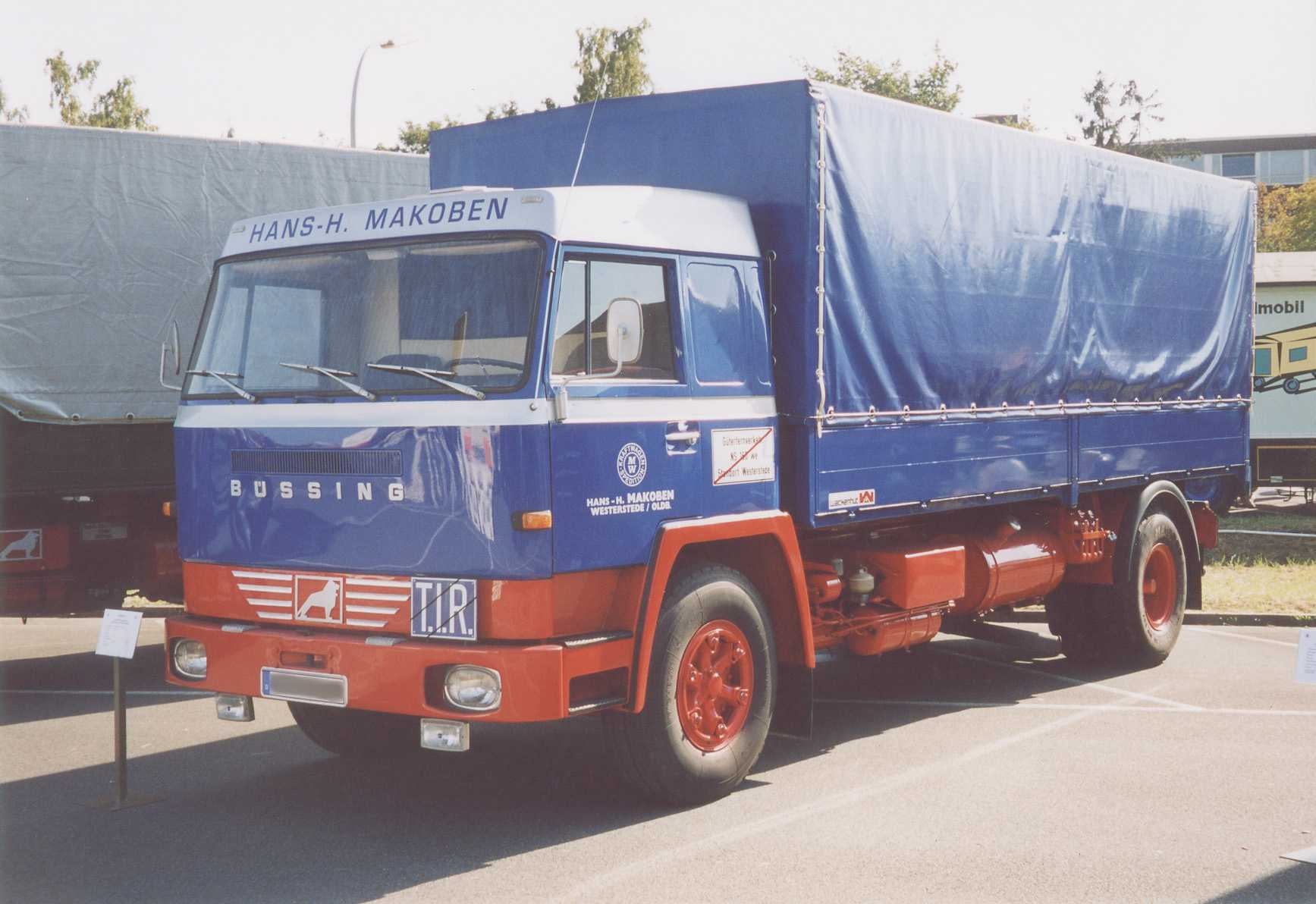
Büssing BS 16 Unterflur- (mit Louis-Lucien-Lepoix-Design)
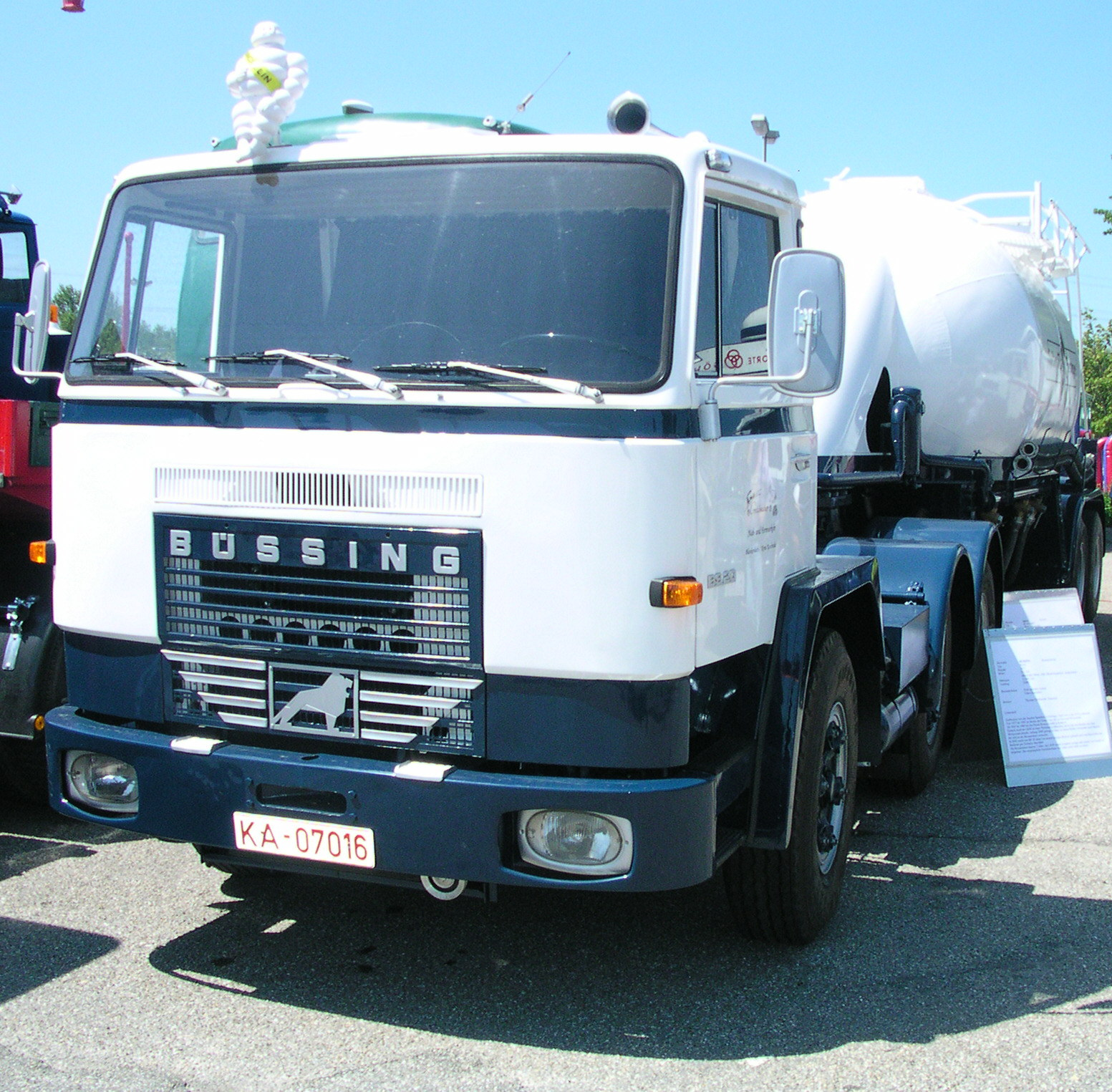
Büssing BS 20 (mit konventionell stehendem Motor, erkennbar am Kühlergrill in der Front)

## Militärfahrzeuge

### Beginn der militärischen Motorisierung
Wie bei allen europäischen Nutzfahrzeugherstellern waren zu Beginn des 20. Jahrhunderts die jeweiligen nationalen Streitkräfte, in diesem Fall das deutsche Heer, an den Entwicklungen dieses jungen Industriezweiges interessiert und bereit für spezielle Entwicklungen gemäß der eigenen Erfordernisse Gelder bereitzustellen. Naturgemäß entstand für diese Unternehmen damit auch immer eine Verbindung zu den entsprechenden Dienststellen der Streitkräfte.

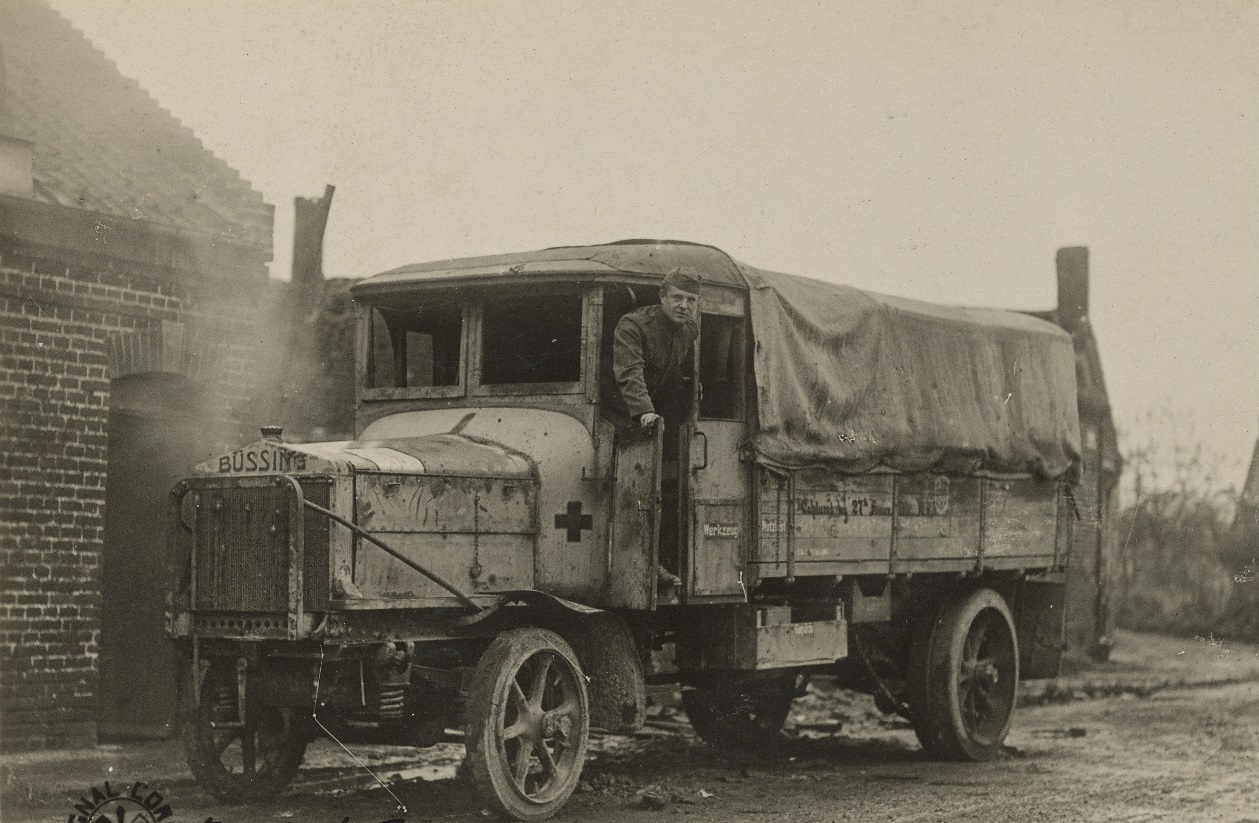
Büssing-5-t-Subventions-LKW als Militär-Ambulanz (1918)
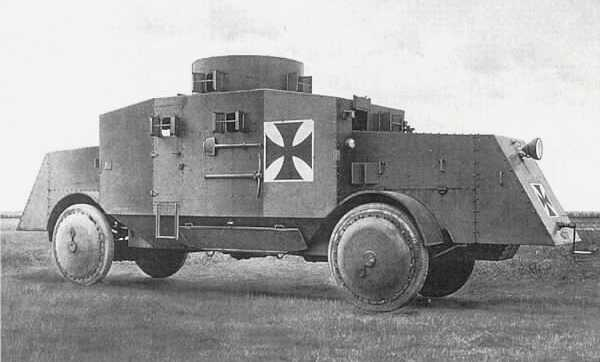
Büssing A5P
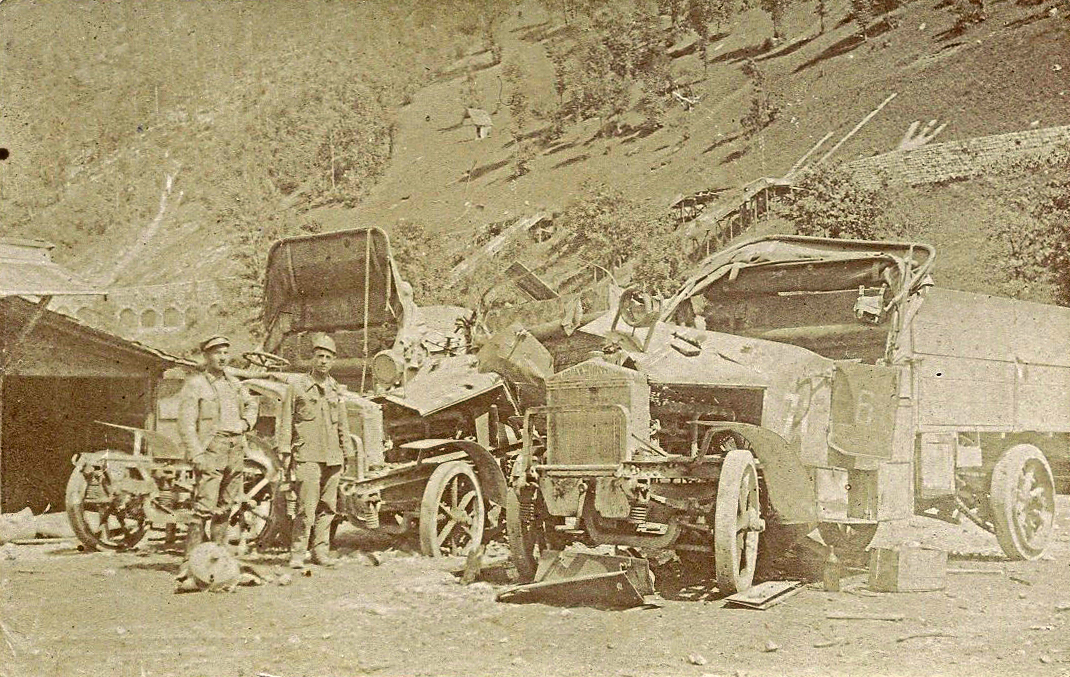
Hermann Büssing bei Erprobungen für das österreichische Militär

Ein gutes Beispiel sind die Subventions-Lkw, welche zu Beginn der globalen Motorisierung eine Ressource für die Streitkräfte schaffen sollte.
Während des Ersten Weltkrieges wurden von Büssing einige Typen für die Kaiserliche Armee geliefert oder eingezogen.
Beispiele:
- Büssing-5-t-Subventionslastwagen
- Büssing A5P
- Heereslastwagen Typ III
- Omnibus Typ II

### Nach dem Ersten Weltkrieg

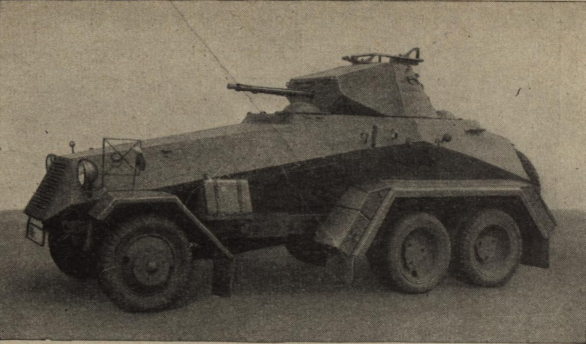
Sd.Kfz. 231 (6-Rad)

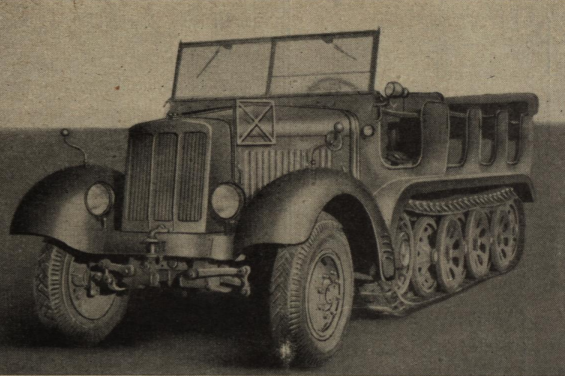
Sd.Kfz. 6

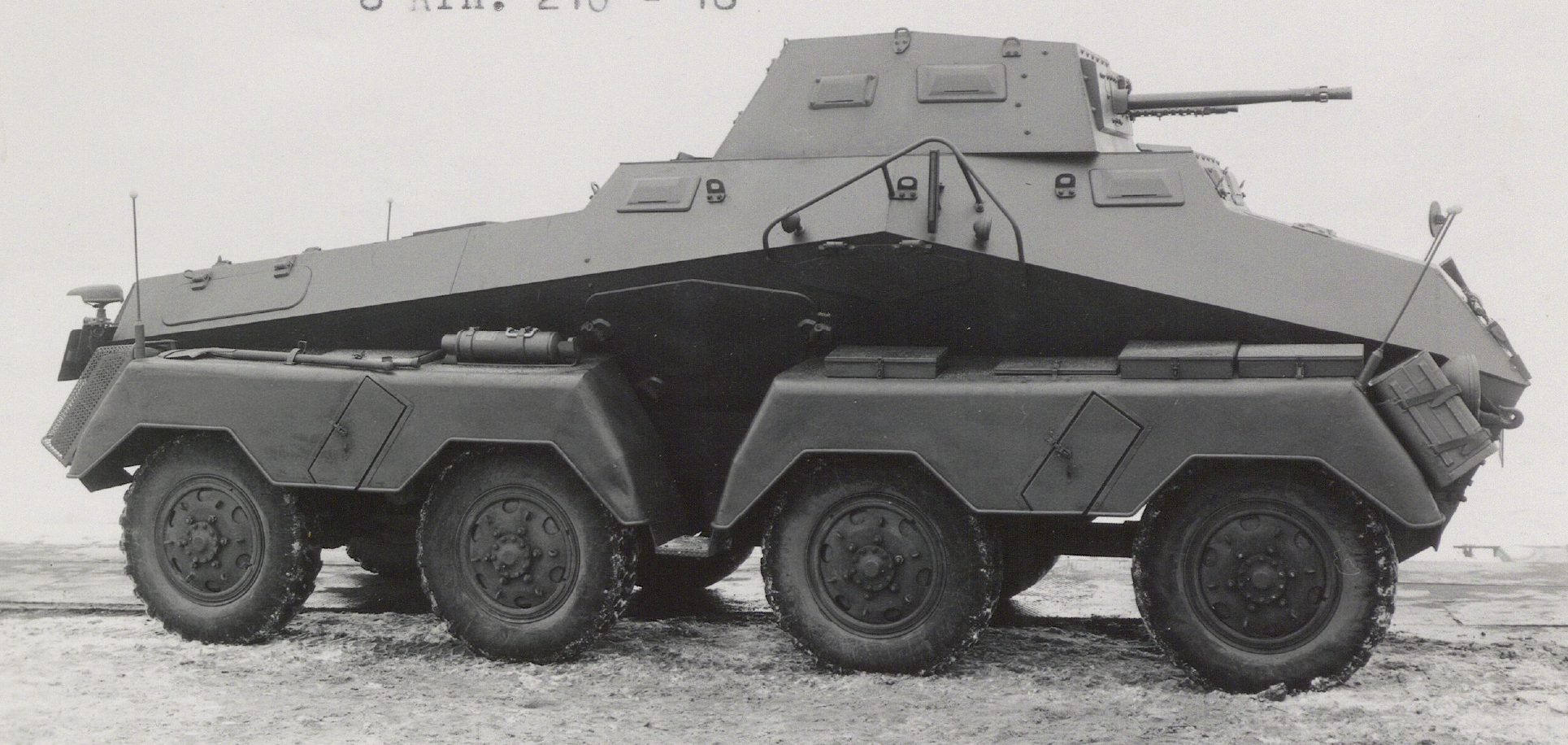
Sd.Kfz. 231 (8-Rad)

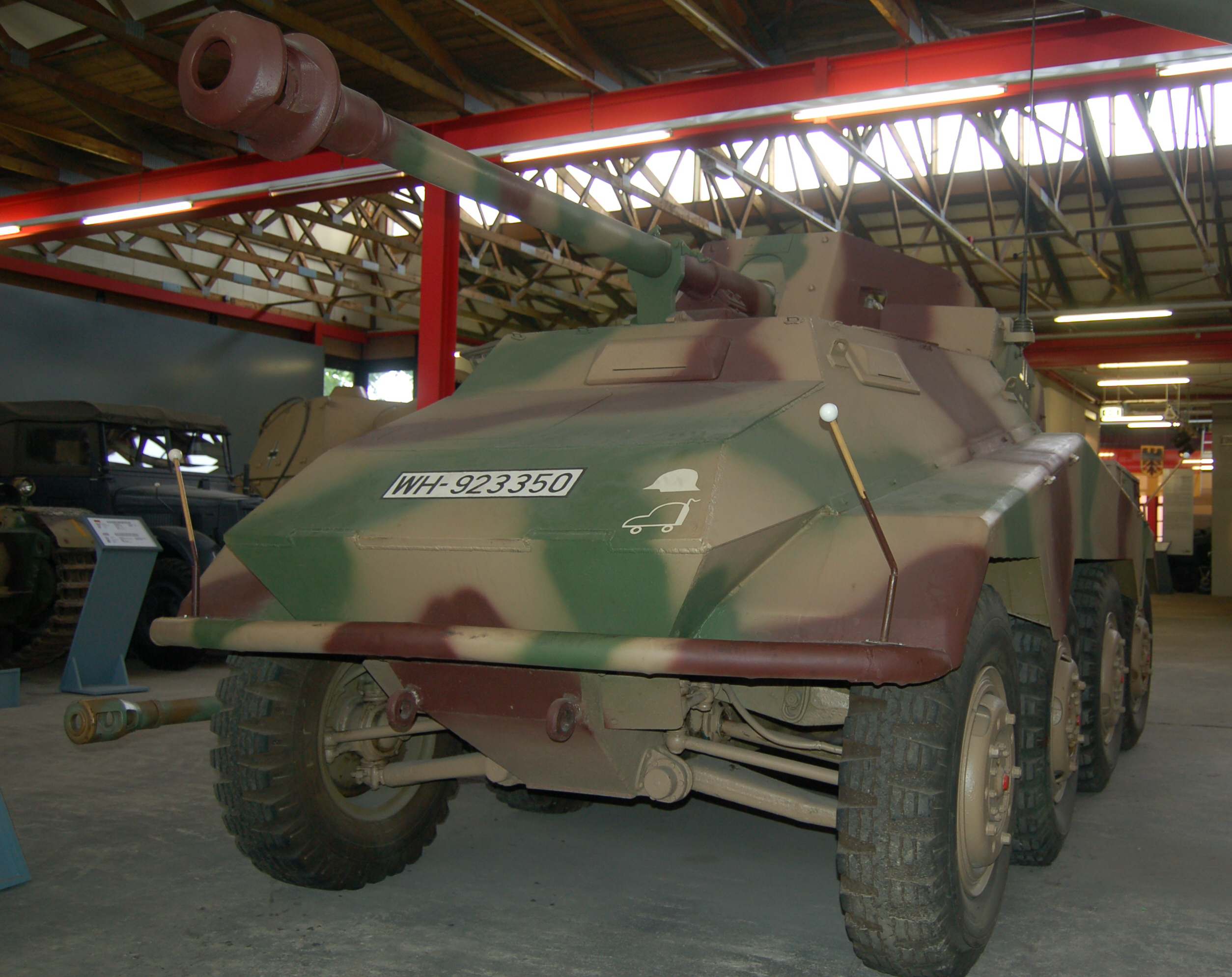
Panzerspähwagen Sd.Kfz. 234 von Büssing-NAG in Munster

In der wirtschaftlich überaus schwierigen Zwischenkriegszeit, hielt Büssing Kontakt zu den entsprechenden Verantwortlichen in den Rüstungsämtern und konnten einige Projekte gewinnen.
Frühzeitig engagierte man sich bei Büssing im absehbaren Beschaffungsprogramm der Reichswehr für „handelsübliche“, mittlere geländegängigen Sechsrad-Lastkraftwagen. Zwischen 1926 und Mai 1932 wurden stufenweise die Auftragsbedingungen durch die Abteilung Wa Prüf 6 des Heereswaffenamtes bekanntgegeben und es deutet viel darauf hin, dass Büssing bereits 1925 mit der Entwicklung eines solchen Fahrzeugs begonnen hatte. So war am 1. Januar 1930 die Erprobung des Büssing Typ III GL 6 bereits abgeschlossen und das Fahrzeug konnte ab 1931 mit 343 mal an die Reichswehr ausgeliefert werden. Dieses Modell wurde auch an die türkischen Streitkräfte geliefert.
Der internationalen Aktivität zur Entwicklung gepanzerter Aufklärungsfahrzeuge folgend, hatte auch das Heereswaffenamt ein Bedürfnis solche Fahrzeuge zu konzipieren. Die Projekte führten 1927 zu einem Auftrag für die Fertigung zweier Prototypen eines ZRW (Zehnradwagen) bei Büssing. Aufgrund der Rüstungsbeschränkungen des Versailler Vertrages folgten jedoch keine unmittelbaren Aufträge für die Ausrüstung der Aufklärungstruppen.
Das Jahr 1931 brachte einige Veränderungen, so wurde die Nutzfahrzeugsparte der AEG-Tochter NAG übernommen und der Fahrzeugbauer Franz Komnick und Söhne AG in Elbing. Wodurch die Fertigungskapazitäten deutlich anstiegen und eine neue Modellserie möglich wurde. Mit dem NAG-Voran übernahm Büssing ein Fahrzeug das als Büssing-NAG G 31 in der 1,5-t-Klasse ab 1931 eine Lücke im Angebot füllte. Es folgte 1934 eine verbesserte Ausführung der G 31 K, von dem bis 1935 43 Fahrgestelle gefertigt wurden, welche scheinbar überwiegend als Löschfahrzeug aufgebaut wurden und deren teilweiser Einsatz auf Flugplätzen der Luftwaffe belegt ist.
Ausgehend von der Technologie des G 31 K entwickelte Büssing-NAG die Modelle KV und KD, die aufgrund der Beleglage vermutlich für den Export gedacht waren. Vorführungen dieser Fahrzeuge in Brasilien und im Iran sind fotografisch belegt. Unterlagen weisen auf eine Bestellung durch die Türkei hin. Die Quellenlage lässt vermuten, dass 137 Typ KV und 521 KD gefertigt wurden, davon sollen vom KD laut dem Autor Spielberger 415 an die Wehrmacht geliefert worden sein.
Im Jahr 1931 traf das Heereswaffenamt basieren auf den Studien mit Zehn- und Achtrad-Fahrzeugen von 1927 ein langfristiges Projekt für die Entwicklung eines schweren Vielradpanzerspähwagens zu beginnen. Man rechnete mit einer Entwicklungszeit von vier bis fünf Jahren. Büssing-NAG erhielt nunmehr den Auftrag einen Achtradwagen zu entwickeln der bei Büssing die Typenbezeichnung GS erhielt.
Als Zwischenlösung hatte 1932 die Entwicklung eines 3-achs Panzerspähwagen auf Basis des Fahrgestells des G 31 begonnen. Das Heereswaffenamt hatte die Sechsrad-Fahrgestelle der Firmen Büssing-NAG, Daimler und Magirus für dieses Projekt ausgesucht. Da die Entwicklung eines Achtrad-Panzerspähwagens für die Reichswehr zu dieser Zeit kommerziell noch nicht umsetzbar erschien. Das Fahrgestell G 31 p war derart modifiziert, dass das Fahrzeug von einer Rückwärtsfahrer-Position aus gesteuert und einen 2,3 t schweren Panzeraufbau tragen konnte. Der Kompromiss das Fahrzeug auf einem kommerziellen 6x4-Fahrgestell aufzubauen ging zu Lasten der Geländegängigkeit, die bei diesem Fahrzeug sehr limitiert war.
Am Standort Berlin-Oberschöneweide begann man 1933 mit dem Nachbau des von Krauss-Maffei für das Heeresamt entwickelten und als Prototyp gebauten KM l 4 als leichtem Zugkraftwagen 5t. Die Büssing-NAG Ausführung wurde als BN l 4 vom Werk in einer Kleinserie von 8 Fahrzeugen hergestellt. Die Fahrzeuge wurde als Zugfahrzeuge für die radverlastete 7,5-cm-Feldkanone 16 n.A. an die Reichswehr geliefert und in motorisierten Einheiten weiter erprobt.
Büssing-NAG entwickelte das Modell 1935 weiter zum BN l 5, der auch in Lizenz bei Daimler in Berlin als DB l 5 gefertigt wurde. Die nächste Weiterentwicklung stellte 1936 die Serie BN l 7 beziehungsweise DB l 7 dar. Die Ausführung BN l 8 beziehungsweise DB l 8 stellte eine deutliche Veränderung dar, da nunmehr eine zusätzliche Laufrolle und eine Drehstabfederung eingeführt wurde. Schon 1939 vor Kriegsbeginn fand das Fahrzeug seine endgültige Form in der Ausführung BN 9 und ab 1942 die Ausführung BN 9b. Anhand der Fahrgestellnummern geht man davon aus, dass bei Büssing-NAG in Summe 2.722 Fünftonner-Zugmaschinen für den Einsatz bei der Artillerie- und Pionier-Truppe produzierte.
Das große Panzerspähwagen-Projekt für Büssing-NAG, das gleichzeitig fahrzeugtechnisch anspruchsvoll war, führte Büssing-NAG bis zur Einführung zweier Fahrzeugtypen, dem schweren Panzerspähwagen und dem schweren Panzerspähwagen (Fu), bei der Wehrmacht am 1. März 1937 weiter. Während Büssing-NAG die Fahrgestelle fertigte, wurden die Panzeraufbauten von den Deutschen Edelstahlwerken (Kiel) und später auch von Gebr. Boehler & Co. KG (Kapfenberg) zugeliefert. Die Fahrzeuge, die sowohl vorwärts als auch rückwärts einen Fahrerplatz hatten, wurden als Panzerspähwagen Sd.Kfz 231 bzw. 232 auf allen europäischen und auch auf dem nordafrikanischen Kriegsschauplatz eingesetzt. Hinzu kamen die Ausführungen als Sd.Kfz. 233 (7,5-cm-Kanonenwagen) und Sd.Kfz. 263 (schwerer Panzerfunkwagen). In der Vergangenheit wurde die Produktionszahl mit 1.235 Fahrzeugen angenommen, doch neuere Erkenntnisse weisen auf eine Fertigung von nur 950 der GS-Typ Fahrzeuge bei Büssing-NAG hin.
Das Sd.Kfz. 10 wurde bei Büssing-NAG als Lizenzbau gefertigt.

### Nach dem Zweiten Weltkrieg
Das Engagement als Militärfahrzeughersteller von Büssing ließ nach 1945 nach. In den späten 1950er-Jahren wurden Fahrzeuge der Baureihe Büssing 8000 S Schwerlastzugmaschinen (SLZM) als Schwerlasttransporter der Bundeswehr eingesetzt. Ab 1962 wurde der Borgward B 2000 A/O bei Büssing nach dem Konkurs von Borgward weiterhin gefertigt. Zwischen 1962 und 1969 fertigte Büssing mehrere Lkw-Fahrzeuge und Prototypen eines Amphibien-Lastwagens mit Unterflurmotor. Der Entwurf eines Achtrad-Spähpanzers wurde verworfen, die Marine erhielt einige Schwimmfahrzeuge, die Luftwaffe bekam ein Tankfahrzeug. Als Prototyp wurde der Europa-Jeep Hotchkiss-Büssing-Lancia vorgestellt und erprobt. Der schweizerische Mowag Wotan wurde von Büssing und Henschel in Lizenz gefertigt. Omnibusse wurden in größerem Umfang an die Bundeswehr geliefert.  Die Bundeswehr bezog darüber hinaus auch andere Fahrzeuge von Büssing die geringe Abweichungen von den Zivilvarianten hatten.

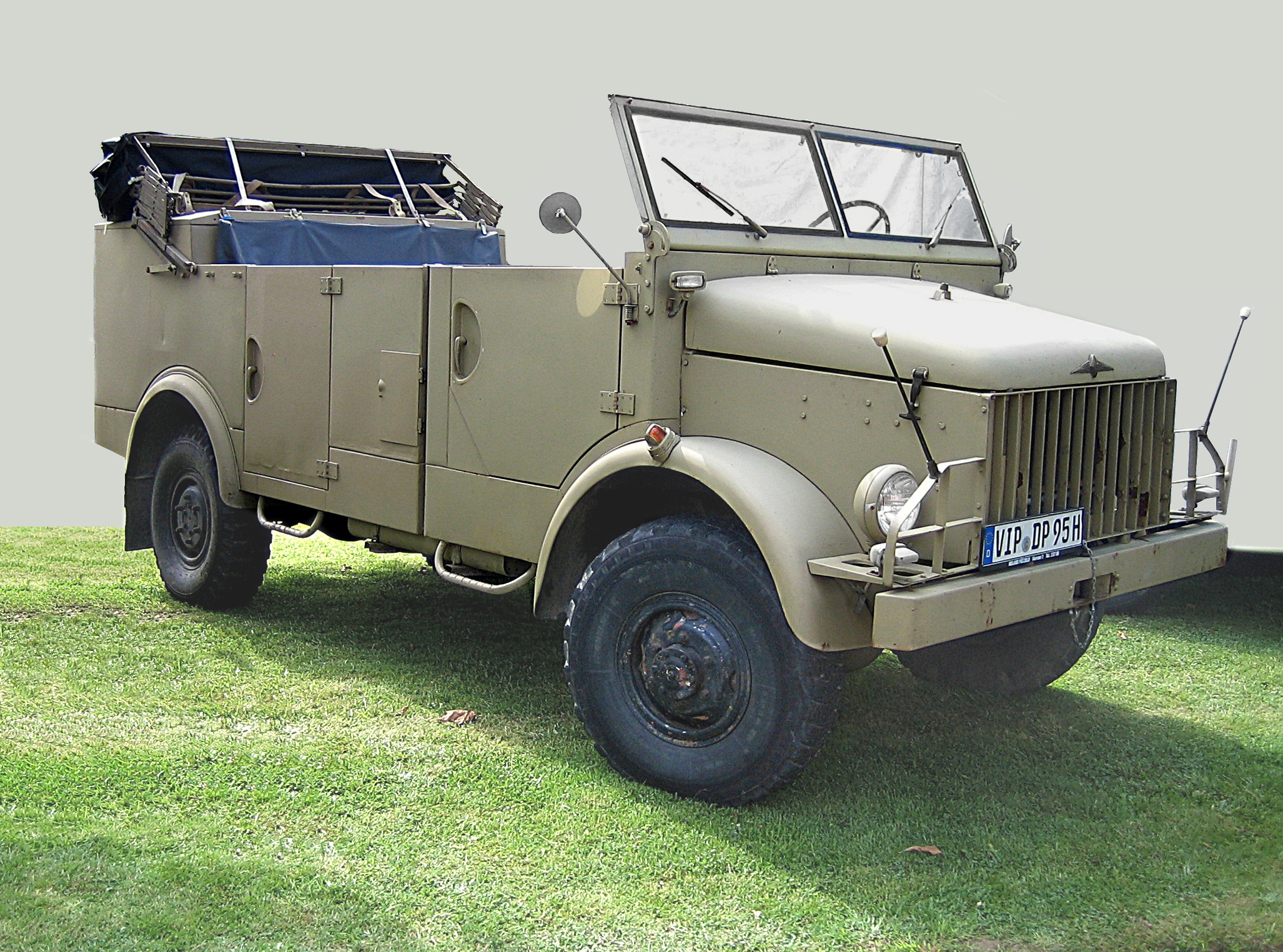
Borgward B 2000 ab 1962 von Büssing
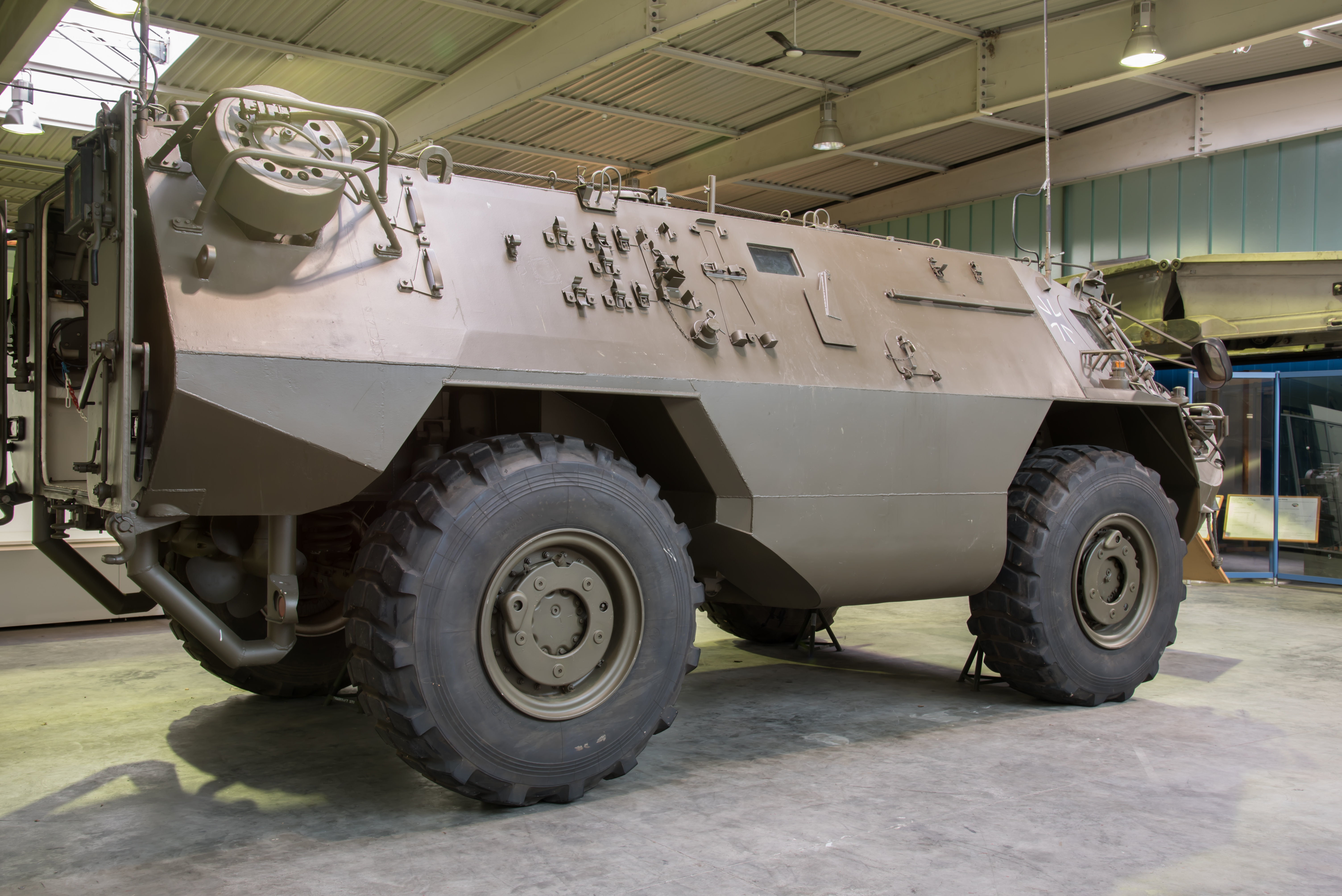
Büssing Amphibisches Pionier-Erkundungsfahrzeug
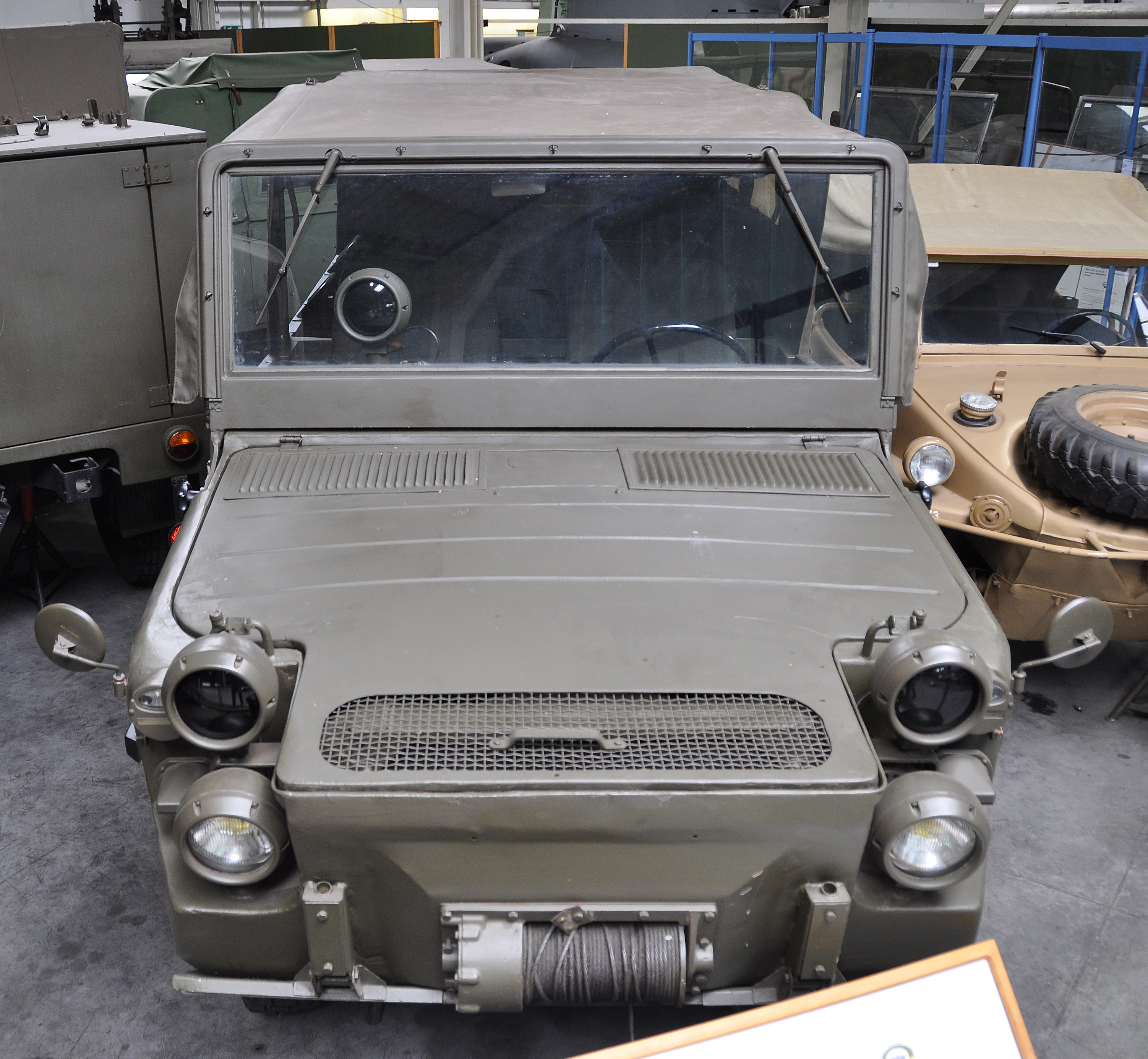
Europa-Jeep HBL (Hotchkiss-Büssing-Lancia)
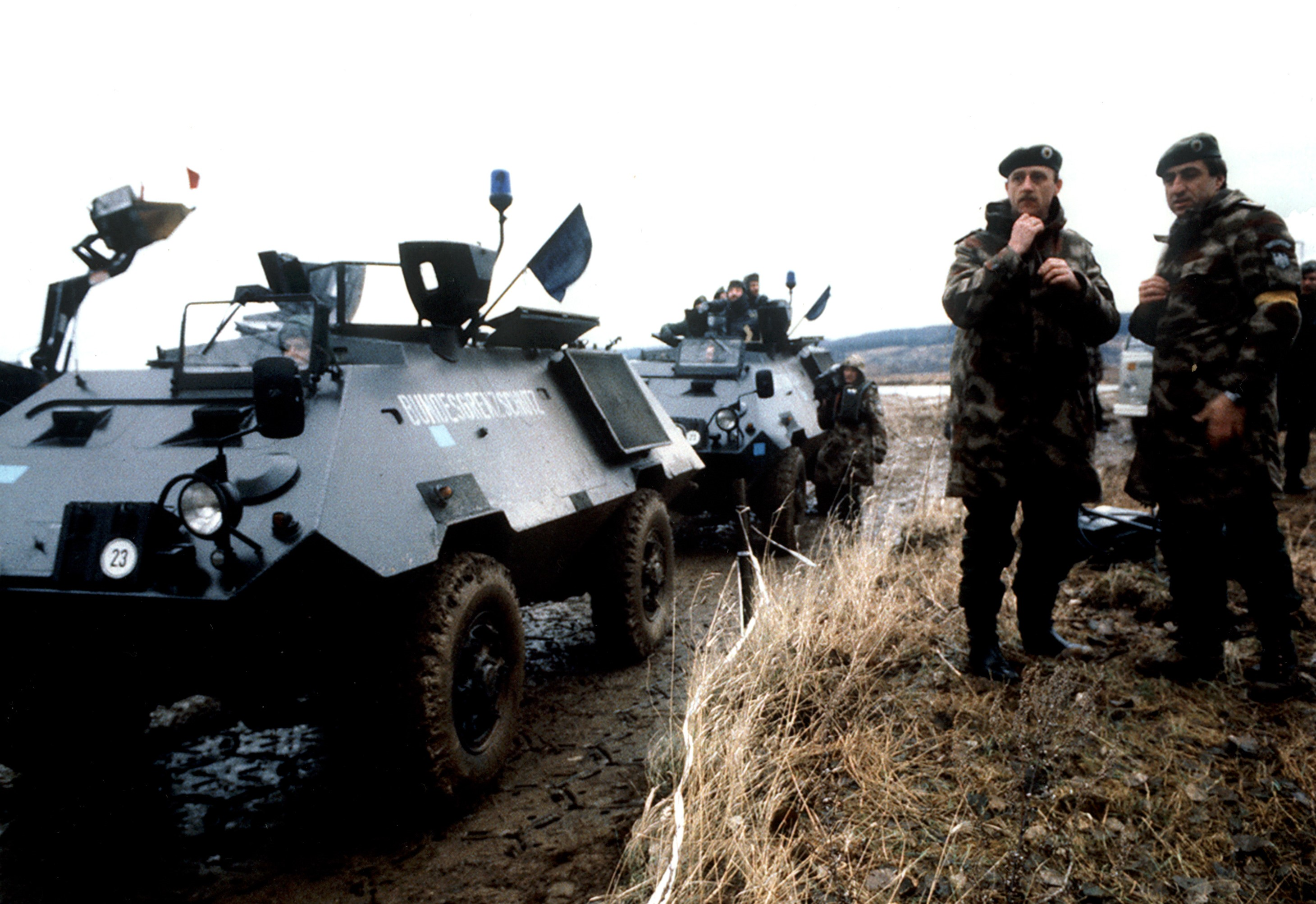
Mowag Wotan Lizenzbau von Büssing